# Anaheim Ducks 2024-2025
Questa voce raccoglie le informazioni riguardanti gli Anaheim Ducks nelle competizioni ufficiali della stagione 2024-2025.

## Sintesi stagione
La stagione 2024-2025 degli Anaheim Ducks è stata la 32ª stagione della franchigia nella National Hockey League (NHL).
Con la sconfitta subita per mano dei Calgary Flames del 3 aprile 2025 (1–4), i Ducks sono stati esclusi matematicamente e per la 7ª stagione consecutiva dai playoff NHL.

### Ilrebranding
Durante la offseason 2024, gli Anaheim Ducks intraprendono un vero e proprio rebranding della franchigia, con un nuovo logo chiaramente ispirato alle origini della squadra quando erano di proprietà della Disney Corporation e si chiamavano Mighty Ducks of Anaheim. Unica differenza rimangono i colori, che richiamano la Orange County. Il vecchio logo, che richiama l'impronta della zampa di un'anatra, rimane come logo secondario e viene posto sulle spalle delle nuove divise della squadra.

### Diritti televisivi
Alla fine di agosto 2024, i Ducks annunciano che non avrebbero rinnovato il loro accordo con la Bally Sports SoCal & West e la diretta affiliata di quest'ultima, il Diamond Sports Group, detentore dei diritti televisivi delle partite dei Ducks in California. La decisione è stata presa dopo la richiesta di fallimento per bancarotta della Diamond Sports del 14 marzo 2023. I Ducks si sono quindi legati (con un accordo biennale) con Victory+, una piattaforma di streaming legata alla A Parent Media Company e che già trasmette a livello locale le partite dei Dallas Stars. Un totale di 65 partite dei Ducks trasmesse da Victory+ (non in contemporanea trasmesse da TNT, ESPN o dai loro network televisivi associati) saranno in contemporanea trasmesse nella California meridionale anche dal network KCOP-TV.

## Roster
| Roster degli Anaheim Ducks 2024-2025 | Roster degli Anaheim Ducks 2024-2025 | Roster degli Anaheim Ducks 2024-2025 | Roster degli Anaheim Ducks 2024-2025 | Roster degli Anaheim Ducks 2024-2025 | Roster degli Anaheim Ducks 2024-2025 | Roster degli Anaheim Ducks 2024-2025       |
| N°                                   | Giocatore                            | Ruolo                                | Altezza                              | Peso                                 | Data di nascita                      | Luogo di nascita                           |
| Goalies                              | Goalies                              | Goalies                              | Goalies                              | Goalies                              | Goalies                              | Goalies                                    |
| ------------------------------------ | ------------------------------------ | ------------------------------------ | ------------------------------------ | ------------------------------------ | ------------------------------------ | ------------------------------------------ |
| 1                                    | Lukáš Dostál                         | Goalie                               | 1,88 m                               | 85 kg                                | 22.1.2000                            | Brno (CZE)                                 |
| 33                                   | Ville Husso                          | Goalie                               | 1,90 m                               | 92 kg                                | 6.2.1995                             | Helsinki (FIN)                             |
| 36                                   | John Gibson                          | Goalie                               | 1,88 m                               | 95 kg                                | 14.7.1993                            | Pittsburgh (Pennsylvania - USA)            |
| Defensmen                            |                                      |                                      |                                      |                                      |                                      |                                            |
| 2                                    | Jackson LaCombe                      | Defenceman                           | 1,88 m                               | 93 kg                                | 9.1.2001                             | Eden Prairie (Minnesota - USA)             |
| 7                                    | Radko Gudas (C)                      | Defenceman                           | 1,83 m                               | 94 kg                                | 5.6.1990                             | Praga (CZE)                                |
| 34                                   | Pavel Mintyukov                      | Defenceman                           | 1,85 m                               | 88 kg                                | 25.11.2003                           | Mosca (RUS)                                |
| 43                                   | Drew Helleson                        | Defenceman                           | 1,90 m                               | 96 kg                                | 26.3.2001                            | Farmington (Minnesota - USA)               |
| 51                                   | Olen Zellweger                       | Defenceman                           | 1,75 m                               | 82 kg                                | 10.9.2003                            | Calgary (Alberta - CAN)                    |
| 58                                   | Oliver Kylington                     | Defenceman                           | 1,83 m                               | 83 kg                                | 19.5.1997                            | Stoccolma (SWE)                            |
| 65                                   | Jacob Trouba                         | Defenceman                           | 1,90 m                               | 92 kg                                | 26.2.1994                            | Rochester (Michigan - USA)                 |
| Forwards                             |                                      |                                      |                                      |                                      |                                      |                                            |
| 11                                   | Trevor Zegras                        | Center                               | 1,83 m                               | 84 kg                                | 20.3.2001                            | Bedford (New York - USA)                   |
| 13                                   | Robby Fabbri                         | Center                               | 1,85 m                               | 84 kg                                | 22.1.1996                            | Mississauga (Ontario - CAN)                |
| 16                                   | Ryan Strome                          | Center                               | 1,85 m                               | 87 kg                                | 11.7.1993                            | Mississauga (Ontario - CAN)                |
| 17                                   | Alex Killorn (A)                     | Left Wing                            | 1,85 m                               | 88 kg                                | 14.9.1989                            | Halifax (Nova Scotia - CAN)                |
| 19                                   | Troy Terry                           | Right Wing                           | 1,83 m                               | 84 kg                                | 10.9.1997                            | Denver (Colorado - USA)                    |
| 20                                   | Brett Leason                         | Right Wing                           | 1,95 m                               | 99 kg                                | 30.4.1999                            | Calgary (Alberta - CAN)                    |
| 21                                   | Isac Lundeström                      | Center                               | 1,83 m                               | 87 kg                                | 6.11.1999                            | Gällivare (SWE)                            |
| 23                                   | Mason McTavish                       | Center                               | 1,83 m                               | 97 kg                                | 30.1.2003                            | Zurigo (SUI)                               |
| 26                                   | Brock McGinn                         | Left Wing                            | 1,83 m                               | 85 kg                                | 2.2.1994                             | Fergus (Ontario - CAN)                     |
| 38                                   | Jansen Harkins                       | Center                               | 1,85 m                               | 90 kg                                | 23.5.1997                            | Cleveland (Ohio - USA)                     |
| 44                                   | Ross Johnston                        | Left Wing                            | 1,95 m                               | 106 kg                               | 18.2.1994                            | Charlottetown (Prince Edward Island - CAN) |
| 61                                   | Cutter Gauthier                      | Left Wing                            | 1,88 m                               | 86 kg                                | 19.1.2004                            | Skellefteå (SWE)                           |
| 62                                   | Nikita Nesterenko                    | Center                               | 1,88 m                               | 83 kg                                | 10.9.2001                            | New York (New York - USA)                  |
| 64                                   | Sam Colangelo                        | Right Wing                           | 1,88 m                               | 92 kg                                | 26.12.2001                           | Stoneham (Massachusetts - USA)             |
| 77                                   | Frank Vatrano                        | Right Wing                           | 1,80 m                               | 89 kg                                | 14.3.1994                            | East Longmeadow (Massachusetts - USA)      |
| 91                                   | Leo Carlsson                         | Center                               | 1,90 m                               | 88 kg                                | 26.12.2004                           | Karlstad (SWE)                             |

## Risultati

### Preseason
Il calendario della preseason dei Ducks è stato reso noto il 6 agosto 2024.

#### Risultati
| Preseason 2024                                               | Preseason 2024                                               | Preseason 2024                                               | Preseason 2024                                               | Preseason 2024                                               | Preseason 2024                                               | Preseason 2024                                               |
| Record preseason 2024: 3–2–1 (Casa: 2–1–1; Trasferta: 1–1–0) | Record preseason 2024: 3–2–1 (Casa: 2–1–1; Trasferta: 1–1–0) | Record preseason 2024: 3–2–1 (Casa: 2–1–1; Trasferta: 1–1–0) | Record preseason 2024: 3–2–1 (Casa: 2–1–1; Trasferta: 1–1–0) | Record preseason 2024: 3–2–1 (Casa: 2–1–1; Trasferta: 1–1–0) | Record preseason 2024: 3–2–1 (Casa: 2–1–1; Trasferta: 1–1–0) | Record preseason 2024: 3–2–1 (Casa: 2–1–1; Trasferta: 1–1–0) |
| Partita                                                      | Data                                                         | Avversario                                                   | Punteggio                                                    | Decision                                                     | Stadio e spettatori                                          | Record                                                       |
| ------------------------------------------------------------ | ------------------------------------------------------------ | ------------------------------------------------------------ | ------------------------------------------------------------ | ------------------------------------------------------------ | ------------------------------------------------------------ | ------------------------------------------------------------ |
| 1                                                            | 24.9.2024                                                    | @ Sharks                                                     | V 4–3                                                        | Dansk (1–0–0)                                                | SAP Center (9 462)                                           | 1–0–0                                                        |
| 2                                                            | 26.9.2024                                                    | Sharks                                                       | S 2–3 (OT)                                                   | Clang (0–0–1)                                                | Honda Center (10 683)                                        | 1–0–1                                                        |
| 3                                                            | 28.9.2024                                                    | @ Kings                                                      | S 2–3                                                        | Dostal (0–1–0)                                               | Toyota Arena                                                 | 1–1–1                                                        |
| 4                                                            | 30.9.2024                                                    | Kings                                                        | S 0–4                                                        | Dansk (1–1–0)                                                | Honda Center (10 574)                                        | 1–2–1                                                        |
| 5                                                            | 2.10.2024                                                    | Utah                                                         | V 5–2                                                        | Dostal (1–1–0)                                               | Honda Center (10 338)                                        | 2–2–1                                                        |
| 6                                                            | 4.10.2024                                                    | @ Sharks                                                     | V 3–2 (SO)                                                   | Dostal (2–1–0)                                               | SAP Center (9 552)                                           | 3–2–1                                                        |

#### Tabellini
| Arbitri: | S. Hiff (R) C. Syvret (R) T. Gawryletz (L) B. Mills (L) |

| |           | |
| 1° periodo D. Gushchin (1) 07:22 J. Rutta (1) – J. Walman (1) (PPG) A. Wennberg (1) 11:59 F. Zetterlund (1) – J. Walman (1) 2° periodo (PPG) J. Thompson (1) 19:10 F. Bystedt (1) – D. Gushchin (1) 3° periodo nessun goal | Marcatori | 1° periodo nessun goal 2° periodo 01:44 (1) C. Meyer (1) R. Dionicio – (1) J. Harkins 13:02 (1) Y. Sidorov (PPG) (1) M. Pysyk – (1) B. Katchouk 14:57 (1) B. Leason (1) N. Nesterenko 17:39 (1) M. Pysyk (PPG) (1) C. Meyer – (1) O. Dansk 3° periodo nessun goal |

| Arbitri: | C. Syvret (R) G. Skilliter (R) M. Hunt (L) B. Gawryletz (L) |

| |           | |
| 1° periodo M. McTavish (1) 19:42 T. Zegras (1) – T. Luneau (1) 2° periodo nessun goal 3° periodo (PPG) L. Carlsson (1) 05:21 J. LaCombe (1) – T. Terry (1) Overtime nessun goal | Marcatori | 1° periodo nessun goal 2° periodo 02:31 (1) T. Robins (1) D. Gushchin – (1) E. Cardwell 3° periodo 17:19 (1) K. Kostin (PPG) (2) D. Gushchin – (1) K. Halttunen Overtime 02:08 (1) L. Cagnoni (2) E. Cardwell – (1) K. Kostin |

| Arbitri: | C. Syvret (R) J. Samuels-Thomas (R) T. Gawryletz (L) T. Knorr (L) |

| |           | |
| 1° periodo (PPG) A. Laferriere (1) 06:07 A. Kempe (1) – A. Kopitar (1) 2° periodo (SHG) A. Kopitar (1) 05:38 A. Kempe (2) – D. Rittich (1) 3° periodo A. Laferriere (2) 00:35 A. Kopitar (2) – B. Clarke (1) | Marcatori | 1° periodo 13:43 (1) S. Colangelo (PPG) (1) R. Fabbri – (1) O. Zellweger 2° periodo nessun goal 3° periodo 15:54 (1) F. Vatrano (1) D. Helleson |

| Arbitri: | J. Samuels-Thomas (R) T. Hanson (R) T. Gawryletz (L) T. Knorr (L) |

|                                                                      |           | |
| 1° periodo nessun goal 2° periodo nessun goal 3° periodo nessun goal | Marcatori | 1° periodo 12:58 (1) T. Jeannot (1) J. Moverare – (1) A. Thomas 2° periodo 01:22 (1) V. Gavrikov (1) K. Fiala – (1) W. Foegele 05:10 (1) A. Thomas (1) P. Danault – (1) T. Jeannot 3° periodo 00:46 (1) Q. Byfield (1) J. Studnicka – (1) J. Spence |

| Arbitri: | G. Hamilton (R) T. Hanson (R) R. Gibbons (L) C. Apperson (L) |

| |           | |
| 1° periodo (PPG) A. Killorn (1) 09:13 J. LaCombe (1) – L. Carlsson (1) 2° periodo B. McGinn (1) 02:50 N. Gaucher (1) – R. Gudas (1) 3° periodo C. Gauthier (1) 00:48 L. Carlsson (2) – C. Fowler (1) R. Fabbri (1) 01:38 T. Luneau (1) L. Carlsson (1) 11:37 A. Killorn (1) – N. Nesterenko (1) | Marcatori | 1° periodo 14:05 (1) K. Yamamoto (1) J. Doan – (1) R. Bortuzzo 2° periodo nessun goal 3° periodo 04:43 (1) A. Agozzino (1) L. O'Brien – (1) B. McCartney |

| Arbitri: | G. Hamilton (R) T. Chmielewski (R) J. Mahon (L) C. Apperson (L) |

| |           | |
| 1° periodo nessun goal 2° periodo (PPG) K. Kostin (1) 00:53 W. Smith (1) – J. Walman (1) 3° periodo H. Thrun (1) 16:06 W. Eklund (1) Overtime nessun goal Shootout W. Smith D. Gushchin F. Zetterlund | Marcatori | 1° periodo nessun goal 2° periodo 07:54 (1) F. Vatrano (1) T. Terry – (1) B. Dumoulin 3° periodo 03:02 (1) C. Gauthier (1) L. Carlsson – (1) A. Killorn Overtime nessun goal Shootout T. Zegras T. Terry C. Gauthier |

### Regular season
Il calendario della regular season dei Ducks è stato reso noto il 2 luglio 2024.

#### Ottobre 2024

##### Risultati
| Ottobre 2024                                              | Ottobre 2024                                              | Ottobre 2024                                              | Ottobre 2024                                              | Ottobre 2024                                              | Ottobre 2024                                              | Ottobre 2024                                              | Ottobre 2024                                              |
| Record ottobre 2024: 4–4–2 Casa: 2–1–0; Trasferta: 2–3–2) | Record ottobre 2024: 4–4–2 Casa: 2–1–0; Trasferta: 2–3–2) | Record ottobre 2024: 4–4–2 Casa: 2–1–0; Trasferta: 2–3–2) | Record ottobre 2024: 4–4–2 Casa: 2–1–0; Trasferta: 2–3–2) | Record ottobre 2024: 4–4–2 Casa: 2–1–0; Trasferta: 2–3–2) | Record ottobre 2024: 4–4–2 Casa: 2–1–0; Trasferta: 2–3–2) | Record ottobre 2024: 4–4–2 Casa: 2–1–0; Trasferta: 2–3–2) | Record ottobre 2024: 4–4–2 Casa: 2–1–0; Trasferta: 2–3–2) |
| Partita                                                   | Data                                                      | Avversario                                                | Punteggio                                                 | Decision                                                  | Stadio e spettatori                                       | Record                                                    | Punti                                                     |
| --------------------------------------------------------- | --------------------------------------------------------- | --------------------------------------------------------- | --------------------------------------------------------- | --------------------------------------------------------- | --------------------------------------------------------- | --------------------------------------------------------- | --------------------------------------------------------- |
| 1                                                         | 12.10.2024                                                | @ Sharks                                                  | V 2–0                                                     | Dostal (1–0–0)                                            | SAP Center (17 016)                                       | 1–0–0                                                     | 2                                                         |
| 2                                                         | 13.10.2024                                                | @ Golden Knighs                                           | S 1–3                                                     | Reimer (0–1–0)                                            | T-Mobile Arena (18 027)                                   | 1–1–0                                                     | 2                                                         |
| 3                                                         | 16.10.2024                                                | Utah Hockey Club                                          | V 5–4 (OT)                                                | Dostal (2–0–0)                                            | Honda Center (17 245)                                     | 2–1–0                                                     | 4                                                         |
| 4                                                         | 18.10.2024                                                | @ Avalanche                                               | S 3–4 (OT)                                                | Dostal (2–0–1)                                            | Ball Arena (18 071)                                       | 2–1–1                                                     | 5                                                         |
| 5                                                         | 20.10.2024                                                | Kings                                                     | S 1–4                                                     | Dostal (2–1–1)                                            | Honda Center (16 098)                                     | 2–2–1                                                     | 5                                                         |
| 6                                                         | 22.10.2024                                                | Sharks                                                    | V 3–1                                                     | Dostal (3–1–1)                                            | Honda Center (17 174)                                     | 3–2–1                                                     | 7                                                         |
| 7                                                         | 26.10.2024                                                | @ Rangers                                                 | S 1–2                                                     | Dostal (3–2–1)                                            | Madison Square Garden (18 006)                            | 3–3–1                                                     | 7                                                         |
| 8                                                         | 27.10.2024                                                | @ Devils                                                  | S 2–6                                                     | Reimer (0–2–0)                                            | Prudential Center (14 344)                                | 3–4–1                                                     | 7                                                         |
| 9                                                         | 30.10.2024                                                | @ Islanders                                               | V 3–1                                                     | Dostal (4–2–1)                                            | UBS Arena (14 234)                                        | 4–4–1                                                     | 9                                                         |
| 10                                                        | 31.10.2024                                                | @ Penguins                                                | S 1–2 (OT)                                                | Dostal (4–2–2)                                            | PPG Paints Arena (14 945)                                 | 4–4–2                                                     | 10                                                        |

##### Tabellini
| Arbitri: | B. Blandina (R) J. Hebert (R) B. Gawryletz (L) C. Apperson (L) |

|                                                                      |           | |
| 1° periodo nessun goal 2° periodo nessun goal 3° periodo nessun goal | Marcatori | 1° periodo nessun goal 2° periodo nessun goal 3° periodo 11:00 (1) I. Lundestrom (1) B. McGinn • (1) B. Leason 18:25 (1) T. Zegras (EN) (1) C. Fowler |

- Il goalie Lukas Dostal ha messo a segno il suo 2° shutout in NHL, nonché il primo nella storia dei Ducks realizzato nella prima gara di regular season.[13]

| Arbitri: | C. Lee (R) B. Blandina (R) B. Gawryletz (L) C. Apperson (L) |

| |           |                                                                                           |
| 1° periodo B. Howden (2) 06:17 A. Pietrangelo (3) • K. Kolesar (1) 2° periodo nessun goal 3° periodo (PPG) T. Hertl (1) 05:18 M. Stone (4) • J. Eichel (6) P. Dorofeyev (1) 14:09 K. Kolesar (2) | Marcatori | 1° periodo 11:49 (1) T. Terry nessun assist 2° periodo nessun goal 3° periodo nessun goal |

| Arbitri: | K. Rehman (R) B. Schrader (R) A. Smith (L) D. Kelly (L) |

| |           | |
| 1° periodo T. Terry (2) 04:40 R. Strome (1) • F. Vatrano (1) 2° periodo R. Fabbri (1) 08:06 T. Zegras (1) • M. McTavish (1) P. Mintyukov (1) 16:52 B. Dumoulin (1) • M. McTavish (2) 3° periodo P. Mintyukov (2) 14:55 B. McGinn (2) • L. Carlsson (1) Overtime L. Carlsson (1) 00:54 nessun assist | Marcatori | 1° periodo 08:54 (2) J. McBain (4) M. Sergachev • (2) M. Kesselring 13:25 (4) B. Hayton (PPG) (5) N. Schmaltz • (1) D. Guenther 2° periodo nessun goal 3° periodo 05:21 (1) M. Kesselring (1) J. McBain • (1) J. Doan 10:50 (4) C. Keller (6) N. Schmaltz Overtime nessun goal |

- Per la 9ª volta consecutiva, gli Anaheim Ducks hanno ottenuto una vittoria nella prima gara casalinga di regular season.[14]
- Fino a questa gara, i Ducks non sono mai riusciti a segnare in power play (in 9 occasioni) e in questa partita hanno continuato la loro striscia negativa non riuscendo mai a mettere a referto una rete in 5 occasioni di power play.[14]
- I Ducks sono diventati l'unica squadra di NHL ad avere in roster almeno 4 giocatori di età uguale o inferiore ai 20 anni.[14]
- Trevor Zegras ha messo a referto il suo 100° assist in NHL nella rete di Robby Fabbri del momentaneo 2•2. In tal modo, Zegras è diventato il 5° giocatore nella storia dei Ducks a raggiungere quota 100 assist ad un'età inferiore ai 24 anni, unendosi a Ryan Getzlaf (182), Paul Kariya (150), Cam Fowler (128) e Corey Perry (104).[14]

| Arbitri: | G. Hebert (R) B. Schrader (R) B. Mills (L) D. Kelly (L) |

| |           | |
| 1° periodo nessun goal 2° periodo C. Mittelstadt (4) 00:57 N. Kovalenko (1) • C. Makar (8) 3° periodo (PPG) R. Colton (3) 00:35 C. Mittelstadt (1) • M. Rantanen (4) R. Colton (4) 11:42 M. Rantanen (5) • N. MacKinnon (7) Overtime N. MacKinnon (2) 04:19 M. Rantanen (6) | Marcatori | 1° periodo 06:05 (2) L. Carlsson nessun assist 19:36 (1) R. Strome (2) B. Dumoulin 2° periodo nessun goal 3° periodo 19:47 (3) T. Terry (1) O. Zellweger Overtime nessun goal |

| Arbitri: | J. McIsaac (R) G. Hebert (R) A. Smith (L) R. Gibbons (L) |

| |           | |
| 1° periodo nessun goal 2° periodo nessun goal 3° periodo R. Strome (2) 18:16 T. Terry (1) • F. Vatrano (2) | Marcatori | 1° periodo nessun goal 2° periodo nessun goal 3° periodo 03:06 (3) A. Kempe (5) A. Kopitar • (2) M. Anderson 08:58 (4) A. Laferriere nessun assist 18:53 (4) K. Fiala (EN) (2) P. Danault • (3) V. Gavrikov 19:24 (2) M. Anderson (EN) (3) A. Turcotte |

- In questa gara è continuata la striscia negativa dei Ducks in power play, che fino a questa partita non erano mai riusciti a segnare nemmeno una rete in superiorità numerica in 14 occasioni, continuando a rimanere a secco di reti nei 3 power play di questa partita.[15]
- Frank Vatrano è tornato in questa partita a disposizione di coach Cronin, dopo la sua assenza dalla partita contro gli Avalanche per la nascita di suo figlio; in 14 minuti e 27 secondi sul ghiaccio, Vatrano ha messo a referto 1 assist, 2 blocked shots e 2 hits.[15]

| Arbitri: | D. O'Rourke (R) C. Syvret (R) T. Knorr (L) B. Grillo (L) |

| |           | |
| 1° periodo nessun goal 2° periodo (PPG) T. Terry 06:56 J. LaCombe (1) • C. Gauthier (1) 3° periodo (PPG) L. Carlsson (3) 05:36 C. Gauthier (2) • M. McTavish (3) (EN) A. Killorn (1) 18:09 I. Lundestrom (1) | Marcatori | 1° periodo nessun goal 2° periodo nessun goal 3° periodo 04:55 (1) M. Granlund (PPG) (4) W. Eklund • (1) J. Thompson |

- Con il goal di Troy Terry in power play nel 2° periodo, i Ducks hanno chiuso la loro serie negativa senza reti in superiorità numerica di 0 goal in 20 occasioni. Nel 1° periodo di questa partita contro gli Sharks, i Ducks non erano comunque riusciti a segnare in power play in 3 situazioni. Lo stesso Terry è riuscito ad allungare la sua striscia di partite con almeno 1 punto a 5 gare (4 goal e 1 assist in totale).[16]
- Con i suoi 2 assist nelle prime due reti dei Ducks, Cutter Gauthier ha messo a referto la sua prima gara in NHL con più di 1 punto a referto.[16]
- In questa partita è tornato sul ghiaccio il difensore Pavel Mintyukov, dopo aver saltato la gara contro i Kings per malattia, disputando ben 18 minuti e 7 secondi sul ghiaccio. Sempre nella stessa partita è tornato a giocare, dopo aver saltato 2 partite per infortunio al torace, il centro Isac Lundestrom, che ha fatto registrare 3 tiri in porta in 14 minuti e 52 secondi sul rink.[16]

| Arbitri: | F. Charron (R) J. Kea (R) J. Deschamps (L) M. Shewchyk (L) |

| |           | |
| 1° periodo nessun goal 2° periodo nessun goal 3° periodo R. Lindgren (1) 04:13 A. Lafrenière (4) • A. Panarin (9) W. Cuylle (2) 11:53 K. Kakko (5) • F. Chytil (3) | Marcatori | 1° periodo nessun goal 2° periodo nessun goal 3° periodo 12:38 (1) O. Zellweger (2) L. Carlsson • (2) T. Terry |

- Troy Terry ha prolungato la sua striscia positiva a 6 gare con almeno 1 punto a referto, grazie al suo assist sul goal di Olen Zellweger (in totale 4 goal e 2 assist).[17]
- Questa sconfitta dei Ducks è stata la 10ª consecutiva contro i New York Rangers al Madison Square Garden (la striscia negativa è cominciata il 22 marzo 2015).[17]

| Arbitri: | T.J. Luxmore (R) J. McIsaac (R) M. Shewchyk (L) J. Tobias (L) |

| |           | |
| 1° periodo nessun goal 2° periodo J. Hughes (3) 01:16 T. Meier (7) • D. Mercer (2) S. Noesen (4) 04:42 J. Kovacevic (5) • J. Siegenthaler (3) (PPG) S. Noesen (5) 17:23 J. Bratt (10) • D. Hamilton (4) P. Cotter (6) 18:49 D. Mercer (3) • J. Siegenthaler (4) 3° periodo N. Hischier (9) 01:50 D. Hamilton (5) E. Haula (4) 19:01 O. Palat (2) • B. Dillon (4) | Marcatori | 1° periodo 04:47 (1) B. McGinn (3) T. Terry • (2) R. Strome 2° periodo nessun goal 3° periodo 13:10 (3) R. Strome (2) C. Fowler • (3) C. Gauthier |

- Troy Terry ha prolungato ancora la sua striscia positiva a 7 gare con almeno 1 punto a referto; in questa partita contro i Devils è riuscito a mettere a referto 1 assist (nelle 7 gare della striscia, in totale, Terry ha totalizzato 4 goal e 3 assist).[18]
- Dopo questa sconfitta, i Ducks sono diventati la squadra della NHL ad aver incassato più reti in questa stagione, ben 18 goal subiti in 8 partite (con una media di 2.25 a gara).[18]

| Arbitri: | F. L'Ecuyer (R) S. Hiff (R) L. Suchanek (L) D. Kelly (L) |

| |           | |
| 1° periodo nessun goal 2° periodo nessun goal 3° periodo (PPG) M. Barzal (2) 05:31 B. Horvat (2) • N. Dobson (6) | Marcatori | 1° periodo 14:05 (4) L. Carlsson (PPG) (3) F. Vatrano • (4) M. McTavish 2° periodo 14:07 (5) T. Terry (PPG) (5) M. McTavish • (2) O. Zellweger 3° periodo 19:00 (1) F. Vatrano (EN) (1) A. Killorn |

- Troy Terry ha messo a segno il suo 100° goal in NHL dopo 359 presenze. Con la sua rete, inoltre, Terry ha prolungato la sua striscia positiva di 8 partite con almeno 1 punto a referto (5 goal e 3 assist).[19]
- Il goalie Lukas Dostal ha subito meno di 2 reti in ognuna delle sue ultime 4 presenze da titolare tra i pali dei Ducks.[19]

| Arbitri: | K. Sutherland (R) B. Halkidis (R) J. Marquis (L) B. O'Quinn (L) |

| |           | |
| 1° periodo nessun goal 2° periodo nessun goal 3° periodo S. Crosby (2) 01:47 M. Grzelcyk (6) • E. Karlsson (6) Overtime S. Crosby (3) 02:35 C. Glass (4) | Marcatori | 1° periodo 15:50 (2) A. Killorn (2) T. Zegras • (4) C. Gauthier 2° periodo nessun goal 3° periodo nessun goal Overtime nessun goal |

- Nelle sue ultime partite da starter, il goalie Lukas Dostal ha concesso 3 reti in ben 87 tiri subiti (di cui 40 saves contro gli Islanders e 43 contro i Penguins).[20]
- In questa gara contro i Penguins i Ducks hanno subito notevolmente la pressione dei Penguins: nel 1° periodo hanno subito 18 tiri contro i loro 7, e nel 3° periodo ben 15 contro i loro 7. All'overtime, gli unici 2 tiri in porta sono stati dei Penguins, tra cui quello decisivo di Crosby che ha chiuso la partita a favore dei Penguins.[20]

#### Novembre 2024

##### Risultati
| Novembre 2024                                               | Novembre 2024                                               | Novembre 2024                                               | Novembre 2024                                               | Novembre 2024                                               | Novembre 2024                                               | Novembre 2024                                               | Novembre 2024                                               |
| Record novembre 2024: 5–6–1 (Casa: 2–6–1; Trasferta: 3–0–0) | Record novembre 2024: 5–6–1 (Casa: 2–6–1; Trasferta: 3–0–0) | Record novembre 2024: 5–6–1 (Casa: 2–6–1; Trasferta: 3–0–0) | Record novembre 2024: 5–6–1 (Casa: 2–6–1; Trasferta: 3–0–0) | Record novembre 2024: 5–6–1 (Casa: 2–6–1; Trasferta: 3–0–0) | Record novembre 2024: 5–6–1 (Casa: 2–6–1; Trasferta: 3–0–0) | Record novembre 2024: 5–6–1 (Casa: 2–6–1; Trasferta: 3–0–0) | Record novembre 2024: 5–6–1 (Casa: 2–6–1; Trasferta: 3–0–0) |
| Partita                                                     | Data                                                        | Avversario                                                  | Punteggio                                                   | Decision                                                    | Stadio e spettatori                                         | Record                                                      | Punti                                                       |
| ----------------------------------------------------------- | ----------------------------------------------------------- | ----------------------------------------------------------- | ----------------------------------------------------------- | ----------------------------------------------------------- | ----------------------------------------------------------- | ----------------------------------------------------------- | ----------------------------------------------------------- |
| 11                                                          | 3.11.2024                                                   | Blackhawks                                                  | S 2–4                                                       | Dostal (4–3–2)                                              | Honda Center (16 352)                                       | 4–5–2                                                       | 10                                                          |
| 12                                                          | 5.11.2024                                                   | Canucks                                                     | S 1–5                                                       | Dostal (4–4–2)                                              | Honda Center (13 538)                                       | 4–6–2                                                       | 10                                                          |
| 13                                                          | 8.11.2024                                                   | Wild                                                        | V 2–5                                                       | Dostal (4–5–2)                                              | Honda Center (14 706)                                       | 4–7–2                                                       | 10                                                          |
| 14                                                          | 10.11.2024                                                  | Blue Jackets                                                | V 4–2                                                       | Gibson (1–0–0)                                              | Honda Center (16 153)                                       | 5–7–2                                                       | 12                                                          |
| 15                                                          | 13.11.2024                                                  | Golden Knighs                                               | S 2–3                                                       | Dostal (4–6–2)                                              | Honda Center (13 153)                                       | 5–8–2                                                       | 12                                                          |
| 16                                                          | 15.11.2024                                                  | Red Wings                                                   | V 6–4                                                       | Gibson (2–0–0)                                              | Honda Center (14 154)                                       | 6–8–2                                                       | 14                                                          |
| 17                                                          | 18.11.2024                                                  | @ Stars                                                     | V 4–2                                                       | Dostal (5–6–2)                                              | American Airlines Center (18 532)                           | 7–8–2                                                       | 16                                                          |
| 18                                                          | 19.11.2024                                                  | @ Blackhawks                                                | V 3–2                                                       | Gibson (3–0–0)                                              | United Center (17 712)                                      | 8–8–2                                                       | 18                                                          |
| 19                                                          | 22.11.2024                                                  | Sabres                                                      | S 2–3 (OT)                                                  | Gibson (3–0–1)                                              | Honda Center (13 776)                                       | 8–8–3                                                       | 19                                                          |
| 20                                                          | 25.11.2024                                                  | Kraken                                                      | S 2–3                                                       | Dostal (5–7–2)                                              | Honda Center (15 331)                                       | 8–9–3                                                       | 19                                                          |
| 21                                                          | 27.11.2024                                                  | @ Kraken                                                    | V 5–2                                                       | Gibson (4–0–1)                                              | Climate Pledge Arena (17 151)                               | 9–9–3                                                       | 21                                                          |
| 22                                                          | 29.11.2024                                                  | Kings                                                       | S 1–2                                                       | Gibson (4–1–1)                                              | Honda Center (17 174)                                       | 9–10–3                                                      | 21                                                          |

##### Tabellini
| Arbitri: | F. Charron (R) K. Nicholson (R) S. Alphonso (L) J. Marquis (L) |

| |           | |
| 1° periodo nessun goal 2° periodo nessun goal 3° periodo B. McGinn (2) 10:16 R. Johnston (1) (PPG) M. McTavish (1) 19:56 T. Terry (4) • R. Strome (3) | Marcatori | 1° periodo 12:57 (1) I. Phillips (7) C. Bedard • (3) T. Hall 16:44 (4) T. Teravainen (PPG) (4) T. Hall • (7) A. Vlasic 2° periodo 18:05 (2) S. Jones (PPG) (8) C. Bedard • (5) L. Reichel 3° periodo 17:43 (7) R. Donato (9) C. Bedard • (1) P. Kurashev |

- Prima di disputare questa partita, il goalie Lukas Dostal si trovava in testa alla classifica dei portieri NHL con la miglior saves% (.945); nelle precedenti 5 partenze da titolare, Dostal non aveva subito mai nessuna rete nei primi 2 periodi di ogni gara.[21]

| Arbitri: | J. Hebert (R) C. Syvret (R) J. Johnson (L) T. Toomey (L) |

| |           | |
| 1° periodo (PPG) O. Zellweger (2) 05:35 T. Terry (5) • M. McTavish (6) 2° periodo nessun goal 3° periodo nessun goal | Marcatori | 1° periodo 16:22 (6) B. Boeser (PPG) (8) Q. Hughes • (6) J. Miller 17:20 (3) K. Sherwood (2) E. Brannstrom • (3) D. Heinen 2° periodo 02:20 (2) E. Pettersson (9) Q. Hughes • (7) C. Garland 3° periodo 12:08 (2) J. DeBrusk (5) B. Boeser • (10) Q. Hughes 18:18 (3) D. Heinen (4) K. Sherwood • (4) T. Blueger |

- Questa sconfitta continua la serie negativa dei Ducks contro i Canucks, che non riesce a battere da 6 partite consecutive.[22]
- Grazie al suo assist sul goal di Olen Zellweger è continuato l'ottimo inizio di campionato Troy Terry, che ha totalizzato 10 punti nelle sue ultime 11 partite (5 goal e 5 assist).[22]

| Arbitri: | J. Kea (R) P. MacDougall (R) S. Alphonso (L) J. Deschamps (L) |

| |           | |
| 1° periodo nessun goal 2° periodo nessun goal 3° periodo R. Fabbri (2) 02:16 nessun assist M. McTavish (2) 19:47 R. Gudas (1) • U. Vaakanainen (1) | Marcatori | 1° periodo 07:31 (3) J. Middleton (3) J. Eriksson Ek 09:11 (3) M. Foligno (6) F. Gaudreau • (8) B. Faber 12:32 (8) K. Kaprizov (3) D. Chisholm • (7) M. Zuccarello 2° periodo nessun goal 3° periodo 14:20 (4) M. Rossi (18) K. Kaprizov 17:44 (9) K. Kaprizov (PPG) (9) M. Rossi • (7) B. Faber |

- Robby Fabbri ha messo a segno la sua 100° rete con gli Anaheim Ducks, che però hanno subito una sconfitta nella 4ª partita consecutiva. Il goal di Fabbri ha comunque evitato quello che poteva diventare il 3° shutout consecutivo subito dai Wild (i primi 2 sono arrivati nella stagione precedente).[23]
- Sono continuate anche in questa gara le pessime prestazioni in power play dei Ducks, che non sono riusciti a segnare nemmeno una rete in 6 superiorità numeriche.[23]
- I Ducks sono riusciti a vincere soltanto 2 partite nelle 18 precedenti contro i Wild; ad Anaheim, i Ducks hanno avuto ragione dei Wild soltanto in 2 partite nei precedenti 14 confronti casalinghi (in totale i Wild hanno segnato 48 reti all'Honda Center, contro le sole 22 dei Ducks).[23]
- In questa gara è tornato a disposizione di coach Cronin il goalie John Gibson, assente nelle prime 12 partite di regular season per recuperare da un'appendicectomia. Gibson è rimasto in panchina come backup di Lukas Dostal.[23]

| Arbitri: | T. Hanson (R) M. Sullivan (R) B. Gawryletz (L) K. McNamara (L) |

| |           | |
| 1° periodo B. Leason (1) 03:13 C. Gauthier (5) • R. Johnston (2) 2° periodo J. LaCombe (1) 04:22 R. Gudas (2) • T. Terry (6) 3° periodo L. Carlsson (5) 10:20 B. Dumoulin (3) • R. Strome (4) (EN) I. Lundestrom (2) 18:20 F. Vatrano (4) • B. McGinn (3) | Marcatori | 1° periodo 16:16 (4) Y. Chinakhov (PPG) (7) Z. Werenski • (9) K. Marchenko 2° periodo 3° periodo 16:57 (6) K. Marchenko nessun assist |

- In questa gara è sceso sul ghiaccio per la prima volta in questa stagione il goalie John Gibson, indisponibile per le prime 12 partite di regular season dopo un'operazione all'appendicite. Al suo esordio stagionale, Gibson ha messo a referto 38 saves su 42 tiri subiti dai Blue Jackets.[24]
- Con questa vittoria si è conclusa la serie negativa dei Ducks, che avevano perso 4 partite di fila. Sconfiggendo i Blue Jackets, i Ducks hanno inflitto la 5ª sconfitta consecutiva alla squadra di Columbus. I Ducks, inoltre, hanno vinto 9 degli ultimi 11 confronti contro i Blue Jackets.[24]
- Il power play dei Ducks ha continuato ad essere pessimo, con uno 0 su 2 occasioni. I Blue Jackets, del resto, sono storicamente maestri nel penalty kill contro i Ducks: nelle precedenti 16 partite contro Anaheim, i Blue Jackets non hanno mai subito una rete in inferiorità numerica (in un totale di 41 power play per i Ducks).[24]
- Leo Carlsson ha messo a referto la 3ª rete decisiva in stagione, raggiungendo la 2ª posizione tra i giocatori della NHL che in stagione hanno messo a segno più winning goals.[24]
- Brett Leason, autore della prima marcatura dei Ducks in questa gara, è tornato a disposizione di coach Cronin dopo 3 gare di assenza per infortunio, sostituendo in formazione Mason McTavish (rimasto fuori per un infortunio non specificato).[24]
- Il difensore Cam Fowler ha partecipato al riscaldamento pre-gara con la squadra, ma per la 2ª partita consecutiva non è sceso sul rink per un infortunio al torace.[24]

| Arbitri: | K. Rehman (R) C. Beach (R) R. Gibbons (L) K. McNamara (L) |

| |           | |
| 1° periodo B. McGinn (3) 17:39 P. Mintyukov (1) • B. Leason (2) 2° periodo nessun goal 3° periodo F. Vatrano (2) 19:46 B. Leason (3) • A. Killorn (2) | Marcatori | 1° periodo 19:11 (5) N. Roy (11) S. Theodore • (4) C. Schwindt 2° periodo 06:43 (5) T. Hertl (PPG) (20) J. Eichel • (12) S. Theodore 3° periodo 04:29 (9) P. Dorofeyev nessun assist |

- Dopo 15 partite di regular season, i Ducks non sono ancora riusciti a vincere 2 partite consecutive. Inoltre, i Golden Knights non vincevano all'Honda Center di Anaheim da 3 gare.[25]
- Dal suo ritorno sul ghiaccio della scorsa partita, in 2 gare Brett Leason ha totalizzato 3 punti (1 goal e 2 assist).[25]
- Con le sue 36 saves in questa gara, Lukas Dostal si è portato in testa alla classifica di lega dei portieri con più parate in stagione (392).[25]

| Arbitri: | G. Skilliter (R) C. Beach (R) K. Murchison (L) T. Toomey (L) |

| |           | |
| 1° periodo O. Zellweger (3) 01:12 J. LaCombe (2) • L. Carlsson (3) 2° periodo (PPG) T. Zegras (2) 17:44 O. Zellweger (3) • A. Killorn (3) 3° periodo (PPG) T. Terry (6) 03:54 O. Zellweger (4) • L. Carlsson (4) C. Gauthier (1) 11:09 D. Helleson (1) • B. Dumoulin (4) R. Johnston (1) 11:47 J. Harkins (1) • D. Helleson (2) (EN) R. Strome (4) 19:36 F. Vatrano (5) • B. Dumoulin (5) | Marcatori | 1° periodo 07:59 (1) M. Kasper (PPG) (3) J. Compher • (8) M. Seider 19:16 (2) J. Berggren (PPG) (3) V. Tarasenko • (2) M. Kasper 2° periodo 01:05 (2) L. Raymond (8) A. DeBrincat 3° periodo 16:16 (7) A. DeBrincat (Power Play Goal) (9) M. Seider • (14) L. Raymond |

- Cutter Gauthier ha segnato il suo 1° goal in NHL dopo 17 presenze nella lega. Inizialmente schierato nella Line 1, è stato successivamente inserito nella Line 4 dopo le sue difficoltà in zona offensiva.[26]
- Prima di questa gara, i Ducks avevano totalizzato la media goal più bassa di tutta la NHL (2.20 a partita).[26]
- Al suo debutto in questa stagione, il difensore Drew Helleson ha messo a referto 2 assist.[26]

| Arbitri: | K. Nicholson (R) N. Markovic (R) J. Fournier (L) D. Berg (L) |

| |           | |
| 1° periodo nessun goal 2° periodo nessun goal 3° periodo E. Lindell (2) 03:31 M. Bourque (2) • J. Benn (6) M. Duchene (10) 12:08 T. Seguin (8) • M. Marchment (12) | Marcatori | 1° periodo 00:56 (4) O. Zellweger (5) R. Strome 05:44 (2) B. Leason (2) P. Mintyukov • (3) R. Gudas 2° periodo 07:39 (2) C. Gauthier (PPG) (4) B. Leason • (4) A. Killorn 3° periodo 14:32 (2) J. LaCombe (5) B. Leason • (6) C. Gauthier |

- Con questa vittoria in trasferta contro gli Stars, i Ducks hanno vinto 3 delle ultime 4 partite.[27]
- Brock McGinn ha lasciato il ghiaccio dopo aver colpito bruscamente la balaustra a seguito di un contatto subito da Thomas Harley, difensore degli Stars.[27]

| Arbitri: | J. Brenk (R) C. Sandlak (R) J. Fournier (L) B. Kovachik (L) |

| |           | |
| 1° periodo J. Dickinson (3) 17:03 C. Bedard (11) • T. Brodie (3) 2° periodo J. Dickinson (4) 03:54 C. Bedard (12) • T. Teravainen (5) 3° periodo nessun goal | Marcatori | 1° periodo 19:05 (3) P. Mintyukov (6) B. Leason 2° periodo nessun goal 3° periodo 05:10 (3) A. Killorn (3) T. Zegras 09:38 (6) L. Carlsson (5) A. Killorn • (4) T. Zegras |

- Con la vittoria in trasferta contro i Chicago Blackhawks, i Ducks hanno vinto 3 partite consecutive, infliggendo ai Blackhawks la loro 3ª sconfitta consecutiva (nonché la 5ª in 6 partite).[28]
- Brock McGinn non è sceso sul rink dopo l'infortunio alle gambe subito nella partita precedente contro gli Stars. Al suo posto i Ducks hanno richiamato dai San Diego Gulls (AHL) Sam Colangelo, che ha fatto registrare 3 tiri in porta in 10 minuti e 12 secondi sul rink al suo debutto stagionale in NHL.[28]

| Arbitri: | G. Rank (R) T.J. Luxmore (R) T. Gawryletz (L) J. Mahon (L) |

| |           | |
| 1° periodo D. Helleson (1) 04:02 T. Zegras (5) • L. Carlsson (5) 2° periodo I. Lundestrom (3) 14:07 R. Johnston (3) • O. Zellweger (5) 3° periodo nessun goal Overtime nessun goal | Marcatori | 1° periodo nessun goal 2° periodo 18:37 (6) A. Tuch (OWN) nessun assist 19:27 (5) J. Zucker (11) O. Power 3° periodo nessun goal Overtime 04:00 (2) J. Kulich (12) O. Power • (14) A. Tuch |

- Con questa sconfitta casalinga per mano dei Buffalo Sabres, i Ducks hanno visto interrompersi la loro striscia positiva di 3 gare consecutive sempre vittoriose.[29]
- Prima della rimonta vittoriosa dei Sabres, Frank Vatrano ha mancato di poco il 3° goal per i Ducks in ben due distinte occasioni nel 2° periodo. Fino a questa gara, Vatrano aveva segnato soltanto 2 reti in questa stagione, dopo le 37 segnate nella stagione precedente (il suo record di carriera).[29]
- Per la prima volta nella sua carriera, il goalie John Gibson ha tentato di ottenere un record di 4-0-0 per la prima volta nella sua carriera, non riuscendovi però dopo il goal decisivo dei Sabres all'overtime.[29]
- Il difensore Olen Zellweger, con il suo assist sul goal di Isac Lundestrom, ha totalizzato 5 punti nelle ultime 4 partite (2 goal e 3 assist in totale). Anche Trevor Zegras ha dimostrato il suo ottimo stato di forma con il suo assist sulla rete di Drew Helleson, raggiungendo quota 4 punti nelle ultime 4 gare.[29]

| Arbitri: | G. Rank (R) J. Samuels-Jordan (R) K. Murchison (L) B. O'Quinn (L) |

| |           | |
| 1° periodo T. Zegras (3) 15:59 T. Terry (7) • B. Dumoulin (6) 2° periodo F. Vatrano (3) 06:17 O. Zellweger (6) • T. Terry (8) 3° periodo nessun goal | Marcatori | 1° periodo 07:12 (2) S. Wright (6) O. Bjorkstrand • (9) R. Evans 2° periodo nessun goal 3° periodo 00:46 (1) A. Burakovsky (13) J. McCann • (10) R. Evans 01:10 (7) B. Montour (2) S. Wright |

- Con la sconfitta subita dai Kraken, i Ducks hanno visto interrompersi la loro striscia positiva di 4 gare consecutive a punti (3 vittorie e 1 sconfitta all'overtime). I Kraken, tuttavia, hanno vinto sempre negli ultimi 8 confronti con i Ducks.[30]
- Leo Carlsson, dopo un contatto con Tye Kartye, ha colpito il palo della propria porta ed è uscito per il colpo al torace subito a 4 minuti e 37 secondi dalla fine del 2° periodo.[30]
- Il goalie dei Kraken, Joey Daccord, ha messo in mostra ancora la sua efficacia contro i Ducks: in 3 partite contro la squadra di Anaheim, Daccord ha totalizzato una media-reti subite di 1.33 ed un record di 3•0•0.[30]
- Nelle ultime 5 gare, Olen Zellweger ha totalizzato 6 punti (2 goal e 4 assist); Trevor Zegras, d'altro canto, ha prolungato la sua striscia di 5 gare sempre a punti (1 goal e 4 assist).[30]
- I Ducks hanno annullato tutti i 3 power play dei Kraken in questa partita, prolungando la striscia di efficacia massima del suo penalty kill a 4 gare (0 goal subiti in 8 inferiorità numeriche complessive).[30]

| Arbitri: | G. Skilliter (R) G. Hamilton (R) B. Mills (L) J. Mahon (L) |

| |           | |
| 1° periodo E. Tolvanen (6) 16:34 Y. Gourde (7) • B. Tanev (4) 2° periodo O. Bjorkstrand (5) 08:58 S. Wright (3) 3° periodo nessun goal | Marcatori | 1° periodo 08:23 (4) F. Vatrano (9) T. Terry 12:43 (3) B. Leason (7) C. Gauthier • (2) Isac Lundeström 2° periodo 10:02 (4) A. Killorn (6) T. Zegras 19:23 (3) C. Gauthier (PPG) (3) P. Mintyukov 3° periodo 13:55 (4) T. Zegras (6) A. Killorn • (7) M. McTavish |

- Per la 14ª volta in questa stagione, i Ducks sono riusciti a segnare la prima marcatura di una partita, raggiungendo i Carolina Hurricanes e i Tampa Bay Lightning in questa speciale graduatoria della lega (primi i Minnesota Wild, con 15).[31]
- Con la vittoria ottenuta in questa partita e grazie alle sue 42 saves, il goalie John Gibson ha mantenuto la sua imbattibilità durante i tempi regolamentari in questa stagione (4 vittorie e una sola sconfitta all'overtime).[31]

| Arbitri: | T. Hanson (R) G. Skilliter (R) B. Mills (L) T. Gawryletz (L) |

| |           | |
| 1° periodo nessun goal 2° periodo R. Strome (5) 02:48 D. Helleson (3) • T. Terry (10) 3° periodo nessun goal | Marcatori | 1° periodo nessun goal 2° periodo 10:46 (2) A. Turcotte (9) A. Laferriere 3° periodo 01:18 (10) A. Laferriere (13) B. Clarke • (10) P. Danault |

- Troy Terry è riuscito a mettere a referto 4 assist nelle ultime 3 partite.[32]
- È continuata l'imbattibilità del penalty kill dei Ducks anche in questa gara (0 goal subiti in 2 power play dei Kings), che si prolunga a 6 gare (0 goal in 15 situazioni di inferiorità numerica).[32]

#### Dicembre 2024

##### Risultati
| Dicembre 2024                                               | Dicembre 2024                                               | Dicembre 2024                                               | Dicembre 2024                                               | Dicembre 2024                                               | Dicembre 2024                                               | Dicembre 2024                                               | Dicembre 2024                                               |
| Record dicembre 2024: 6–7–1 (Casa: 4–3–0; Trasferta: 2–4–1) | Record dicembre 2024: 6–7–1 (Casa: 4–3–0; Trasferta: 2–4–1) | Record dicembre 2024: 6–7–1 (Casa: 4–3–0; Trasferta: 2–4–1) | Record dicembre 2024: 6–7–1 (Casa: 4–3–0; Trasferta: 2–4–1) | Record dicembre 2024: 6–7–1 (Casa: 4–3–0; Trasferta: 2–4–1) | Record dicembre 2024: 6–7–1 (Casa: 4–3–0; Trasferta: 2–4–1) | Record dicembre 2024: 6–7–1 (Casa: 4–3–0; Trasferta: 2–4–1) | Record dicembre 2024: 6–7–1 (Casa: 4–3–0; Trasferta: 2–4–1) |
| Partita                                                     | Data                                                        | Avversario                                                  | Punteggio                                                   | Decision                                                    | Stadio e spettatori                                         | Record                                                      | Punti                                                       |
| ----------------------------------------------------------- | ----------------------------------------------------------- | ----------------------------------------------------------- | ----------------------------------------------------------- | ----------------------------------------------------------- | ----------------------------------------------------------- | ----------------------------------------------------------- | ----------------------------------------------------------- |
| 23                                                          | 1.12.2024                                                   | Senators                                                    | V 4–3 (SO)                                                  | Dostal (6–7–2)                                              | Honda Center (15 144)                                       | 10–10–3                                                     | 23                                                          |
| 24                                                          | 4.12.2024                                                   | Golden Knighs                                               | S 1–4                                                       | Gibson (4–2–1)                                              | Honda Center (13 188)                                       | 10–11–3                                                     | 23                                                          |
| 25                                                          | 6.12.2024                                                   | Wild                                                        | S 1–5                                                       | Gibson (4–3–1)                                              | Honda Center (15 171)                                       | 10–12–3                                                     | 23                                                          |
| 26                                                          | 9.12.2024                                                   | @ Canadiens                                                 | S 2–3 (SO)                                                  | Dostal (6–7–3)                                              | Centre Bell (21 105)                                        | 10–12–4                                                     | 24                                                          |
| 27                                                          | 11.12.2024                                                  | @ Senators                                                  | S 1–5                                                       | Gibson (4–4–1)                                              | Canadian Tire Centre (16 893)                               | 10–13–4                                                     | 24                                                          |
| 28                                                          | 12.12.2024                                                  | @ Maple Leafs                                               | S 2–3                                                       | Dostal (6–9–2)                                              | Scotiabank Arena (18 688)                                   | 10–14–4                                                     | 24                                                          |
| 29                                                          | 14.12.2024                                                  | @ Blue Jackets                                              | V 4–3 (OT)                                                  | Gibson (5–5–1)                                              | Nationwide Arena (17 663)                                   | 11–14–4                                                     | 26                                                          |
| 30                                                          | 18.12.2024                                                  | Jets                                                        | V 3–2                                                       | Dostal (7–9–2)                                              | Honda Center (16 260)                                       | 12–14–4                                                     | 28                                                          |
| 31                                                          | 20.12.2024                                                  | Avalanche                                                   | S 2–4                                                       | Gibson (5–6–1)                                              | Honda Center (16 226)                                       | 12–15–4                                                     | 28                                                          |
| 32                                                          | 22.12.2024                                                  | @ Utah                                                      | V 5–4 (SO)                                                  | Dostal (8–9–2)                                              | Delta Center (11 131)                                       | 13–15–4                                                     | 30                                                          |
| 33                                                          | 23.12.2024                                                  | @ Golden Knighs                                             | S 1–3                                                       | Dostal (8–10–2)                                             | T-Mobile Arena (18 009)                                     | 13–16–4                                                     | 30                                                          |
| 34                                                          | 28.12.2024                                                  | Flyers                                                      | S 1–3                                                       | Dostal (8–11–2)                                             | Honda Center (16 472)                                       | 13–17–4                                                     | 30                                                          |
| 35                                                          | 29.12.2024                                                  | Oilers                                                      | V 5–3                                                       | Dostal (9–11–2)                                             | Honda Center (16 010)                                       | 14–17–4                                                     | 32                                                          |
| 36                                                          | 31.12.2024                                                  | Devils                                                      | V 3–2                                                       | Dostal (10–11–2)                                            | Honda Center (17 174)                                       | 15–17–4                                                     | 34                                                          |

##### Tabellini
| Arbitri: | F. South (R) P. Lambert (R) T. Baker (L) T. Toomey (L) |

| |           | |
| 1° periodo (PPG) F. Vatrano (5) 14:45 R. Strome (6) • T. Terry (11) J. LaCombe (3) 19:54 T. Terry (12) • F. Vatrano (6) 2° periodo 3° periodo F. Vatrano (6) 04:37 T. Terry (13) • R. Strome (7) Overtime nessun goal Shootout C. Gauthier T. Terry T. Zegras | Marcatori | 1° periodo 17:36 (12) B. Tkachuk (PPG) (20) T. Stützle • (16) D. Batherson 2° periodo 00:37 (13) B. Tkachuk (12) T. Chabot • (8) N. Jensen 3° periodo 05:46 (2) N. Cousins (3) M. Amadio Overtime nessun goal Shootout T. Stützle J. Norris |

- Troy Terry ha pareggiato il suo record personale in carriera di 3 assist in una partita. Terry ha così prolungato la sua striscia di 4 gare con almeno un punto a referto (in totale 7 assist).[33]
- Dopo aver segnato soltanto 2 goal nelle prime 18 partite, Frank Vatrano ha messo a segno 4 reti in 4 gare (nella precedente stagione, Vatrano ha fatto registrare il suo record personale di marcature in una stagione, ben 37).[33]
- Per la 16ª volta in questa stagione, gli Anaheim Ducks hanno aperto le marcature di una gara, raggiungendo in tal modo i Minnesota Wild in testa alla classifica. Dopo questa vittoria, è di 9•4•3 il record stagionale dei Ducks quando si sono portati per primi in testa ad una gara.[33]

| Arbitri: | G. Dwyer (R) P. Lambert (R) M. Hunt (L) B. Pancich (L) |

| |           | |
| 1° periodo nessun goal 2° periodo J. LaCombe (4) 18:01 C. Gauthier (8) • M. McTavish (8) 3° periodo nessun goal | Marcatori | 1° periodo 16:26 (5) W. Karlsson (1) V. Olofsson • (2) N. Hague 2° periodo 06:38 (2) S. Theodore (2) V. Olofsson • (29) J. Eichel 3° periodo 03:05 (2) A. Holtz (6) T. Pearson • (11) T. Hertl 19:16 (3) S. Theodore (EN) (30) J. Eichel • (12) T. Hertl |

- Dopo 40 secondi dall'inizio del 2° periodo, Trevor Zegras è uscito infortunato per un infortunio alle gambe. Zegras aveva saltato 51 gare nella stagione precedente a causa di uno stiramento all'inguine e per una frattura ad una caviglia.[34]
- Il penalty kill dei Ducks si è ancora dimostrato eccellente nel non concedere goal al power play avversario, con 0 goal subiti in 2 occasioni di inferiorità numerica; nelle 21 occasioni precedenti, i Ducks hanno concesso soltanto 1 goal.[34]
- Dopo 11 partite di assenza per infortunio al torace, è tornato sul ghiaccio Cam Fowler per un totale di 20 minuti e 8 secondi (-2 il suo rating).[34]

| Arbitri: | J. Hebert (R) G. Dwyer (R) R. Gibbons (L) C. Apperson (L) |

| |           | |
| 1° periodo nessun goal 2° periodo nessun goal 3° periodo B. McGinn (4) 16:37 C. Fowler (3) • B. Leason (7) | Marcatori | 1° periodo nessun goal 2° periodo 04:22 (8) M. Rossi (PPG) (24) K. Kaprizov • (8) J. Spurgeon 08:03 (9) M. Rossi (14) M. Boldy • (11) B. Faber 10:51 (12) M. Boldy (14) M. Rossi • (25) K. Kaprizov 3° periodo 01:21 (17) K. Kaprizov (6) M. Foligno • (15) M. Boldy 18:43 (1) Y. Trenin (SHG) (EN) nessun goal |

- Nelle ultime 7 partite, i Ducks ne hanno perse 5 e vinte 2.[35]
- In questa partita Brock McGinn è tornato a disposizione di coach Cronin, dopo un assenza di 7 gare per un infortunio alle gambe.[35]

| Arbitri: | K. Rehman (R) C. Syvret (R) T. Hughes (L) M. Shewchyk (L) |

| |           | |
| 1° periodo (PPG) P. Laine (3) 02:36 N. Suzuki (19) • L. Hutson (19) 2° periodo K. Dach (2) 04:36 J. Slafkovský (13) • P. Laine (1) 3° periodo nessun goal Overtime nessun goal Shootout P. Laine C. Caufield | Marcatori | 1° periodo 10:49 (7) T. Terry (4) C. Fowler • (2) J. Harkins 2° periodo 04:25 (8) T. Terry (PPG) (7) A. Killorn • (7) F. Vatrano 3° periodo nessun goal Overtime nessun goal Shootout M. McTavish T. Terry |

- I Montréal Canadiens hanno inflitto la 3ª sconfitta consecutiva ai Ducks.[36]
- Si è trattato dell'esordio in maglia Ducks per il difensore Jacob Trouba, acquisito via trade dai Rangers. Greg Cronin lo ha schierato in coppia con Cam Fowler, disputando 22 minuti e 35 secondi e mettendo a referto 1 tiro a porta e 5 cariche.[36]

| Arbitri: | K. Rehman (R) K. Nicholson (R) S. Barton (L) R. Daisy (L) |

| |           |                                                                                                |
| 1° periodo N. Gregor (3) 02:55 Z. Ostapchuk (2) • N. Jensen (10) (PPG) D. Batherson (10) 11:15 T. Stützle (25) • J. Sanderson (14) (PPG) D. Batherson (11) 18:25 B. Tkachuk (17) • J. Norris (7) 2° periodo D. Batherson (12) 10:30 nessun assist 3° periodo (PPG) B. Tkachuk (14) 08:58 D. Batherson (20) • T. Stützle (26) | Marcatori | 1° periodo nessun goal 2° periodo nessun goal 3° periodo 12:42 (4) C. Gauthier (9) M. McTavish |

- Per gli Anaheim Ducks si è trattata della 4ª sconfitta consecutiva.[37]
- Il penalty killing dei Ducks messo in mostra nelle partite precedenti non è riuscito a fermare il power play dei Senators, che hanno segnato in 3 delle 5 occasioni in superiorità numerica; d'altro canto, i Ducks non sono mai riusciti a segnare nelle loro 5 situazioni di power play.[37]
- L'attaccante Leo Carlsson è tornato sul ghiaccio dopo 6 partite di assenza, a causa di un infortunio al torace (in 13 minuti e 35 secondi sul rink, Carlsson ha messo a referto 2 cariche).[37]

| Arbitri: | B. Pochmara (R) K. Nicholson (R) S. Cherrey (L) B. Grillo (L) |

| |           | |
| 1° periodo M. Pacioretty (3) 06:57 J. Tavares (12) • J. McCabe (6) W. Nylander (18) 14:17 M. Pacioretty • M. Rielly (12) 2° periodo M. Pacioretty (4) 12:54 C. Timmins (5) • J. Tavares (13) 3° periodo nessun goal | Marcatori | 1° periodo 15:56 (7) F. Vatrano (PPG) (3) J. LaCombe • (8) R. Strome 2° periodo 13:59 (5) J. LaCombe (9) R. Strome • (14) T. Terry 3° periodo nessun goal |

- Si è allungata a 5 partite consecutive la striscia negativa di sconfitte dei Ducks.[38]
- Robby Fabbri è tornato a disposizione di coach Cronin, dopo aver saltato 13 partite ed aver subito un piccolo intervento chirurgico al ginocchio il 15 novembre; in questa partita Fabbri è sceso sul ghiaccio per 16 minuti e 11 secondi, mettendo a referto 2 tiri in porta e un rating di -2).[38]

| Arbitri: | G. Rank (R) B. Halkidis (R) C.J. Murray (L) M. Cormier (L) |

| |           | |
| 1° periodo (PPG) K. Marcenko (11) 17:09 K. Johnson (9) • Z. Werenski (21) C. Sillinger (5) 17:43 Z. Aston-Reese (6) • M. Olivier (4) 2° periodo 3° periodo J. van Riemsdyk (4) 11:25 D. Severson (11) • K. Labanc (10) Overtime nessun goal | Marcatori | 1° periodo 16:33 (3) Mason McTavish (1) R. Fabbri • (4) J. LaCombe 2° periodo 13:56 (5) A. Killorn (10) R. Strome • (15) T. Terry 3° periodo 17:14 (6) J. LaCombe (16) T. Terry • (8) A. Killorn Overtime 01:43 (6) A. Killorn (2) R. Fabbri |

- Dopo 5 sconfitte consecutive, i Ducks sono riusciti ad ottenere una vittoria battendo i Blue Jackets all'overtime. Nelle ultime 6 gare in trasferta contro la squadra di Columbus, i Ducks non hanno mai perso (l'ultima vittoria alla Nationawide Arena dei Blue Jackets contro i Ducks risale al 1° dicembre 2017).[39]
- Con la sua rete nel 1° periodo, Mason McTavish è riuscito a mettere a referto il suo 100° punto in NHL (in 176 partite, ha totalizzato 41 reti e 59 assist).[39]
- È stata la prima partita dei Ducks dopo la cessione via trade del difensore Cam Fowler ai St. Louis Blues. Fowler era il giocatore da più tempo presente nel roster degli Anaheim Ducks (da ben 15 stagioni), nonché il 2° giocatore con più presenze nella storia della franchigia, con 991 partite disputate (dietro soltanto a Ryan Getzlaf, con 1157 partite).[39]
- In 10 partite, Troy Terry ha totalizzato 12 punti (2 goal e ben 10 assist).[39]
- I Ducks non sono riusciti a segnare in power play nell'unica occasione avuta in questa partita contro i Blue Jackets, i quali non subiscono una rete in inferiorità numerica dai Ducks dall'11 febbraio 2016, ovvero da 17 partite (0 su 42).[39]

| Arbitri: | C. Rooney (R) C. Sandlak (R) C. Apperson (L) B. Pancich (L) |

| |           | |
| 1° periodo nessun goal 2° periodo Vatrano (8) 04:45 Gudas (4) • R. Strome (11) 3° periodo F. Vatrano (9) 15:14 J. LaCombe (5) • Gudas (5) T. Terry (9) 19:34 F. Vatrano (8) | Marcatori | 1° periodo nessun goal 2° periodo 10:24 (14) G. Vilardi (PPG) (17) N. Ehlers • (22) K. Connor 3° periodo 04:13 (18) M. Scheifele (23) K. Connor |

- La vittoria dei Ducks è arrivata dopo 8 sconfitte consecutive subite dai Winnipeg Jets (nelle ultime 6 i Ducks non erano riusciti a segnare più di 2 reti a partita).[40]
- Grazie al suo assist nel goal del pareggio di Frank Vatrano, nelle ultime 3 partite il difensore Jackson LaCombe ha totalizzato 5 punti (2 goal e 3 assist).[40]
- Nelle ultime 5 gare, Troy Terry ha messo a referto 6 punti (3 goal e 3 assist).[40]
- Frank Vatrano e Troy Terry sono diventati i top scorer a pari merito di squadra, entrambi con 9 goal segnati.
- In questa gara ha esordito in casa Jacob Trouba, nuovo innesto dei Ducks proveniente dai New York Rangers; in 22 minuti e 12 secondi di gioco, Trouba ha totalizzato 3 hits.[40]
- Con il suo assist sulla prima rete di Frank Vatrano, Ryan Strome ha totalizzato 4 assist nelle ultime 3 gare.[40]

| Arbitri: | C. Beach (R) S. Kozari (R) R. Gibbons (L) D. Berg (L) |

| |           | |
| 1° periodo 2° periodo L. Carlsson (7) 02:40 J. Trouba (7) • M. McGinn (4) 3° periodo A. Killorn (7) 13:05 P. Mintyukov (4) | Marcatori | 1° periodo 2° periodo 06:40 (3) P. Kelly (SHG) (5) L. O'Connor 10:57 (10) V. Nichushkin (32) C. Makar • (40) N. MacKinnon 3° periodo 03:30 (10) C. Makar (PPG) (41) N. MacKinnon • (30) M. Rantanen 18:41 (14) N. MacKinnon (EN) (31) M. Rantanen • (5) V. Nichushkin |

- Nelle ultime 15 partite contro i Colorado Avalanche, i Ducks sono riusciti a vincere soltanto 1 partita.[41]
- Con il suo assist sul goal del momentaneo 1-0 nel 2° periodo, segnato da Leo Carlsson, Jacob Trouba ha messo a referto il suo primo punto in maglia Ducks dopo il suo arrivo dai New York Rangers, il 6 dicembre 2024.[41]
- I Ducks non sono riusciti mai a segnare in nessuna delle 5 occasioni di power play avute durante la partita (di cui l'ultima a 3:53 minuti dalla fine della gara).[41]

| Arbitri: | C. Beach (R) S. Kozari (R) T. Knorr (L) B. O'Quinn (L) |

| |           | |
| 1° periodo C. Keller (12) 01:26 J. Välimäki (2) • B. Hayton (9) B. Hayton (6) 16:09 O. Määttä (5) • C. Keller (21) 2° periodo (PPG) L. Cooley (8) 02:39 C. Keller (22) • M. Sergachev (17) C. Keller (13) 05:57 M. Sergachev (18) • N. Schmaltz (21) 3° periodo nessun goal Overtime nessun goal Shootout N. Schmaltz C. Keller N. Bjugstad | Marcatori | 1° periodo 04:56 (3) R. Fabbri (10) M. McTavish 2° periodo 10:49 (4) I. Lundestrom (7) O. Zellweger • (3) J. Harkins 3° periodo 12:35 (4) R. Fabbri (9) C. Gauthier • (5) P. Mintyukov 15:15 (4) B. Leason (PPG) (10) C. Gauthier • (8) O. Zellweger Overtime nessun goal Shootout T. Terry B. McGinn M. McTavish |

- Con questa vittoria in trasferta contro lo Utah Hockey Club, i Ducks hanno vinto 3 delle ultime 4 gare.[42]
- Leo Carlsson è stato costretto a lasciare il ghiaccio per infortunio a 4:35 minuti del 3° periodo.[42]

| Arbitri: | T. Hanson (R) C. Syvret (R) B. Gawryletz (L) T. Knorr (L) |

| |           | |
| 1° periodo (SHG) T. Pearson (6) 19:19 K. Kolesar (6) 2° periodo nessun goal 3° periodo T. Hertl (10) 09:36 J. Eichel (36) • S. Theodore (24) K. Kolesar (9) 15:50 W. Karlsson (9) • T. Hertl (14) | Marcatori | 1° periodo nessun goal 2° periodo nessun goal 3° periodo 01:13 (4) M. McTavish (6) R. Gudas • (3) R. Fabbri |

- Il goalie John Gibson è uscito per infortunio al minuto 17:32 del 1° periodo dopo aver subito un colpo all'occhio da un contatto con Tanner Laczysnki; al suo posto posto è entrato Lukas Dostal, che ha totalizzato 19 saves. Nello stesso periodo, al minuto 17:38, è uscito per infortunio anche l'attaccante Brock McGinn.[43]
- Ancora una volta i Ducks hanno mostrato le loro difficoltà offensive in power play, con i Golden Knights in grado di non subire alcuna rete in 4 situazioni di inferiorità numerica.[43]

| Arbitri: | C. Schlenker (R) J. Samuels-Thomas (R) M. Hunt (L) K. Murchison (L) |

| |           | |
| 1° periodo nessun goal 2° periodo T. Terry (10) 15:38 R. Gudas (7) • J. LaCombe (6) 3° periodo nessun goal | Marcatori | 1° periodo nessun goal 2° periodo 04:03 (7) N. Cates (12) B. Brink • (5) C. York 3° periodo 05:57 (7) M. Frost (12) S. Laughton 17:40 (5) J. Farabee (EN) nessun assist |

- I Ducks hanno perso 3 delle ultime 4 partite.[44]
- L'attaccante Cutter Gauthier ha giocato per la prima volta contro i Philadelphia Flyers dopo che, l'8 gennaio 2024, questi lo hanno ceduto ai Ducks in una trade in cambio del difensore Jamie Drysdale (anch'egli alla sua prima gara contro la sua ex-squadra). Gauthier (3 puck persi e una minor penalty per lui in 13:19 minuti sul ghiaccio) era stato scelto dai Flyers con la 5ª scelta assoluta al Draft 2022, mentre Drysdale era stato scelto dai Ducks con la 6ª assoluta al Draft 2020 (2 blocked shots e 2 cariche in 17:03 minuti).[44]
- John Gibson era indisponibile per malattia, costringendo i Ducks a schierare Lukas Dostal tra i pali e a richiamare dai San Diego Gulls (AHL) il goalie Calle Clang.[44]

| Arbitri: | T.J. Luxmore (R) J. Brenk (R) M. Hunt (L) J. Marquis (L) |

| |           | |
| 1° periodo Gauthier (5) 13:52 J. LaCombe (7) 2° periodo D. Helleson (2) 12:19 nessun assist R. Fabbri (5) 17:33 M. McTavish (11) • C. Gauthier (11) 3° periodo R. Strome (6) 17:27 T. Terry (17) (EN) M. McTavish (5) 19:08 R. Fabbri (4) | Marcatori | 1° periodo 08:03 (25) L. Draisaitl (PPG) (36) C. McDavid • (20) E. Bouchard 11:49 (7) E. Bouchard (5) V. Arvidsson • (10) C. Brown 2° periodo 09:10 (26) L. Draisaitl (PPG) (37) C. McDavid • (8) Z. Hyman 3° periodo nessun goal |

- In questa vittoria contro gli Edmonton Oilers, gli Anaheim Ducks sono riusciti a ribaltare il punteggio segnando ben 4 goal consecutivi.[45]
- La linea d'attacco composta da Mason McTavish, Cutter Gauthier e Robby Fabbri ha visto tutti i suoi tre componenti mettere a referto ognuno almeno 1 goal e 1 assist a testa.[45]
- Adam Henrique, attaccante degli Oilers, ha disputato la sua prima partita contro la sua ex-squadra di Anaheim, che lo avevano ceduto in una trade del 6 marzo 2024 (e che aveva coinvolto anche i Tampa Bay Lightining). Henrique è rimasto sul ghiaccio per 12:57 minuti.[45]
- Il power play dei Ducks ha continuato ad essere deficitario anche in questa gara, non segnando nemmeno una rete in 5 occasioni di superiorità numerica (e registrando uno 0 su 13 nelle ultime 3 partite).[45]
- Rimanendo fuori dai giochi John Gibson per malattia, coach Cronin si è visto costretto a schierare nuovamente tra i pali Lukas Dostal (impegnato anche il giorno prima nella sconfitta contro i Flyers).[45]

| Arbitri: | T. Chmielewski (R) B. Schrader (R) T. Gawryletz (L) K. Murchison (L) |

| |           | |
| 1° periodo T. Terry (11) 10:05 R. Strome (12) • F. Vatrano (9) 2° periodo 3° periodo R. Fabbri (6) 03:57 C. Gauthier (12) • B. Dumoulin (7) R. Strome (7) 16:36 J. Lacombe (8) • F. Vatrano (10) | Marcatori | 1° periodo 2° periodo 3° periodo 05:31 (2) J. Siegenthaler nessun assist 13:20 (14) T. Meier (20) D. Hamilton • (11) S. Noesen |

- Ryan Strome è diventato il 14° giocatore nella storia della NHL a mettere a segno 2 goal decisivi in due gare consecutive ed entrambi entro gli ultimi 5 minuti di partita (aveva già segnato la rete decisiva nella partita precedente contro gli Edmonton Oilers, vinta con il punteggio di 5-3). Con tale vittoria, inoltre, i Ducks hanno inflitto la seconda sconfitta consecutiva nei tempi regolamentari ai New Jersey Devils, squadra che non perdeva due gare di fila in regulation dal 22-24 ottobre precedenti.[46]
- La prima rete dei Ducks, segnata da Troy Terry al 10:05, è stato il primo tiro a porta della squadra di Anaheim della partita.[46]
- Timo Meier, attaccante dei New Jersey Devils, ha segnato la sua 16ª rete in carriera contro i Ducks, la squadra a cui ha segnato il maggior numero di goal in NHL.[46]
- Si è prolungata ancora la striscia negativa in power play dei Ducks, che in questa partita non sono mai riusciti a segnare in 3 situazioni di superiorità numerica e che non segnano un power play goal da 4 gare (0 su 16).[46]
- Fino a questo momento della stagione, i Ducks hanno totalizzato un record di 14•0•1 quando sono riusciti a segnare 3 o più reti.[46]
- Nelle ultime 5 gare, Cutter Gauthier ha totalizzato 5 punti (1 goal e 4 assist). Nello stesso intervallo di gare, anche Robby Fabbri si è dimostrato in forma, totalizzando 6 punti (4 goal e 2 assist).[46]
- Con il suo assist al goal di Ryan Strome, il difensore Jackson LaCombe ha totalizzato 8 punti nelle ultime 9 gare (2 goal e 6 assist in totale).[46]

#### Gennaio 2025

##### Risultati
| Gennaio 2025                                               | Gennaio 2025                                               | Gennaio 2025                                               | Gennaio 2025                                               | Gennaio 2025                                               | Gennaio 2025                                               | Gennaio 2025                                               | Gennaio 2025                                               |
| Record gennaio 2025: 6–6–2 (Casa: 3–1–1; Trasferta: 3–5–1) | Record gennaio 2025: 6–6–2 (Casa: 3–1–1; Trasferta: 3–5–1) | Record gennaio 2025: 6–6–2 (Casa: 3–1–1; Trasferta: 3–5–1) | Record gennaio 2025: 6–6–2 (Casa: 3–1–1; Trasferta: 3–5–1) | Record gennaio 2025: 6–6–2 (Casa: 3–1–1; Trasferta: 3–5–1) | Record gennaio 2025: 6–6–2 (Casa: 3–1–1; Trasferta: 3–5–1) | Record gennaio 2025: 6–6–2 (Casa: 3–1–1; Trasferta: 3–5–1) | Record gennaio 2025: 6–6–2 (Casa: 3–1–1; Trasferta: 3–5–1) |
| Partita                                                    | Data                                                       | Avversario                                                 | Punteggio                                                  | Decision                                                   | Stadio e spettatori                                        | Record                                                     | Punti                                                      |
| ---------------------------------------------------------- | ---------------------------------------------------------- | ---------------------------------------------------------- | ---------------------------------------------------------- | ---------------------------------------------------------- | ---------------------------------------------------------- | ---------------------------------------------------------- | ---------------------------------------------------------- |
| 37                                                         | 2.1.2025                                                   | @ Jets                                                     | V 4–3 (OT)                                                 | Gibson (6–6–1)                                             | Canada Life Centre (15 225)                                | 16–17–4                                                    | 36                                                         |
| 38                                                         | 3.1.2025                                                   | @ Oilers                                                   | S 2–3                                                      | Dostal (10–12–2)                                           | Rogers Place (18 347)                                      | 16–18–4                                                    | 36                                                         |
| 39                                                         | 5.1.2025                                                   | Lightning                                                  | V 4–1                                                      | Gibson (7–6–1)                                             | Honda Center (14 208)                                      | 17–18–4                                                    | 38                                                         |
| 40                                                         | 7.1.2025                                                   | Flames                                                     | S 2–3 (OT)                                                 | Gibson (7–6–2)                                             | Honda Center (17 396)                                      | 17–18–5                                                    | 39                                                         |
| 41                                                         | 9.1.2025                                                   | @ Blues                                                    | S 2–6                                                      | Dostal (10–13–2)                                           | Enterprise Center (17 176)                                 | 17–19–5                                                    | 39                                                         |
| 42                                                         | 11.1.2025                                                  | @ Flyers                                                   | S 0–6                                                      | Gibson (7–7–2)                                             | Wells Fargo Center (19 154)                                | 17–20–5                                                    | 39                                                         |
| 43                                                         | 12.1.2025                                                  | @ Hurricanes                                               | V 3–2 (OT)                                                 | Dostal (11–13–2)                                           | PNC Arena (18 897)                                         | 18–20–5                                                    | 41                                                         |
| 44                                                         | 14.1.2025                                                  | @ Capitals                                                 | S 0–3                                                      | Gibson (7–8–2)                                             | Capital One Arena (18 573)                                 | 18–21–5                                                    | 41                                                         |
| 45                                                         | 16.1.2025                                                  | @ Lightning                                                | S 3–4 (SO)                                                 | Dostal (11–13–3)                                           | Amalie Arena (19 092)                                      | 18–21–6                                                    | 42                                                         |
| 46                                                         | 18.1.2025                                                  | @ Panthers                                                 | S 0–3                                                      | Gibson (7–9–2)                                             | Amerant Bank Arena (19 395)                                | 18–22–6                                                    | 42                                                         |
| 47                                                         | 21.1.2025                                                  | Panthers                                                   | S 2–5                                                      | Dostal (11–14–3)                                           | Honda Center (14 694)                                      | 18–23–6                                                    | 42                                                         |
| 48                                                         | 23.1.2025                                                  | Penguins                                                   | V 5–1                                                      | Gibson (8–9–2)                                             | Honda Center (15 330)                                      | 19–23–6                                                    | 44                                                         |
| 49                                                         | 25.1.2025                                                  | Predators                                                  | V 5–2                                                      | Dostal (12–14–3)                                           | Honda Center (15 748)                                      | 20–23–6                                                    | 46                                                         |
| 50                                                         | 28.1.2025                                                  | @ Kraken                                                   | V 6–4                                                      | Dostal (13–14–3)                                           | Climate Pledge Arena (17 151)                              | 21–23–6                                                    | 48                                                         |
| 51                                                         | 30.1.2025                                                  | @ Flames                                                   | S 1–4                                                      | Gibson (8–10–2)                                            | Scotiabank Saddledome (17 123)                             | 21–24–6                                                    | 48                                                         |

##### Tabellini
| Arbitri: | C. Schlenker (R) G. Skilliter (R) M. Cormier (L) D. Berg (L) |

| |           | |
| 1° periodo M. Scheifele (23) 00:33 K. Connor 30 • G. Vilardi (18) A. Lowry (10) 17:17 A. Iafallo (8) • J. Morrissey (32) 2° periodo 3° periodo A. Iafallo (6) 17:16 N. Niederreiter (11) • J. Morrissey (33) Overtime nessun goal | Marcatori | 1° periodo 18:58 (8) L. Carlsson (8) R. Gudas • (9) A. Killorn 2° periodo 06:52 (12) T. Terry (13) R. Strome • (8) B. Dumoulin 3° periodo 18:10 (1) R. Gudas (11) F. Vatrano • (18) T. Terry Overtime 03:34 (13) T. Terry (1) J. Gibson |

- Con questa vittoria contro i Winnipeg Jets in terra canadese, gli Anaheim Ducks hanno vinto 3 partite di file e ben 4 partite delle ultime 6. La vittoria è arrivata rimontando il punteggio di 2 reti di svantaggio, riuscendovi per la 4ª volta in questa stagione; in tal modo, i Ducks hanno raggiunto i Vegas Golden Knights  e dietro soltanto ai Seattle Kraken (che vi sono riusciti per 5 volte in questa stagione).[47]
- Troy Terry, autore della rete decisiva all'overtime, ha messo a referto 6 punti nelle ultime 4 gare (4 goal e 2 assist).[47]
- Il goalie John Gibson è riuscito a servire l'assist per il goal-vittoria di Troy Terry: si tratta del suo 7° punto ottenuto in carriera, diventando il 2° portiere nella storia dei Ducks per punti ottenuti (superando in tal modo Jean-Sebastien Giguere e dietro soltanto a Jonas Hiller, che ne ha totalizzati 8).[47]
- Leo Carlsson ha messo a segno il suo 20° goal in NHL, diventando il giocatore più giovane nella storia dei Ducks a raggiungere questa quota, all'età di 20 anni e 7 giorni. Carlsson ha battuto il precedente record detenuto dal suo compagno di squadra Mason McTavish (che vi era riuscito a 20 anni e 257 giorni d'età il 14 ottobre 2023).[47]
- Per Frank Vatrano è stata la 600ª partita disputata in NHL.[47]

| Arbitri: | P. Lambert (R) C. Sandlak (R) K. Flemington (L) D. Nansen (L) |

| |           | |
| 1° periodo (PPG) R. Nugent-Hopkins 16:54 E. Bouchard (22) 2° periodo D. Nurse (4) 07:57 J. Skinner (7) • C. Perry (6) 3° periodo L. Draisaitl (28) 18:25 Z. Hyman (9) • D. Nurse (13) | Marcatori | 1° periodo 2° periodo 18:32 (5) B. Leason nessun assist 3° periodo 06:53 (7) J. LaCombe (PPG) (14) R. Strome • (6) L. Carlsson |

- Con la sconfitta subita dagli Oilers, i Ducks vedono interrompersi la loro striscia positiva di vittorie, fermatasi a 3.[48]

| Arbitri: | D. O'Rourke (R) T. Hanson (R) S. Cherrey (L) R. Gibbons (L) |

| |           | |
| 1° periodo T. Terry (14) 05:24 R. Strome (15) • F. Vatrano (12) F. Vatrano (10) 17:03 J. Trouba (8) • T. Terry (19) 2° periodo nessun goal 3° periodo J. LaCombe (8) 16:26 A. Killorn (10) • L. Carlsson (7) (EN) F. Vatrano (11) 18:28 R. Strome (16) | Marcatori | 1° periodo nessun goal 2° periodo 09:12 (21) J. Guentzel (PPG) (38) N. Kucherov • (22) B. Point 3° periodo nessun goal |

- Con la vittoria contro i Tampa Bay Lightning, i Ducks hanno vinto la loro 4ª partita su 5 gare. Inoltre, i Ducks hanno inflitto la 4ª sconfitta consecutiva nei tempi regolamentari alla squadra di Tampa Bay (evento mai avvenuto in questa stagione). I Ducks hanno quindi interrotto la striscia di ben 8 sconfitte consecutive subite dai Lightning.[49]
- Frank Vatrano ha messo a referto una gara da ben 3 punti, con 2 goal e 1 assist. In mattinata, lo stesso Vatrano aveva firmato il suo rinnovo contrattuale con i Ducks, chiudendo un triennale da 18 milioni di dollari.[49]
- Il goalie John Gibson ha messo a segno la sua 200ª vittoria in NHL, grazie anche alle 36 saves di questa partita.[49]
- Ryan Strome è riuscito a prolungare la sua striscia consecutiva di partite con almeno 1 punto a referto a 5 gare (in totale ha totalizzato 2 goal e 5 assist).[49]

| Arbitri: | F. South (R) B. Pochmara (R) S. Cherrey (L) J. Mahon (L) |

| |           | |
| 1° periodo nessun goal 2° periodo A. Killorn (8) 08:34 I. Lundestrom (3) • J. LaCombe (9) 3° periodo (PPG) M. McTavish (6) 07:36 C. Gauthier (13) • P. Mintyukov (6) Overtime nessun goal | Marcatori | 1° periodo 19:04 (5) M. Weegar (11) B. Coleman • (1) J. Hanley 2° periodo 12:44 (15) N. Kadri (17) M. Weegar • (2) J. Hanley 3° periodo nessun goal Overtime 02:05 (17) J. Huberdeau (PPG) (11) M. Coronato |

- La sconfitta all'overtime contro i Calgary Flames è stata la 9ª sconfitta consecutiva in casa per gli Anaheim Ducks contro la squadra canadese. La striscia positiva dei Flames all'Honda Center di Anaheim è seguita ad una striscia positiva dei Ducks contro i Flames, battuti per ben 26 volte consecutive (in gare di regular season e playoff) tra il 27 aprile 2006 e il 19 aprile 2017.[50]
- Il goal in power play di Mason McTavish è stato soltanto il 2° goal dei Ducks in superiorità numerica nelle precedenti 35 occasioni.[50]
- In questa partita i Ducks hanno dovuto fare a meno di Troy Terry, leader di squadra per punti ottenuti e assente per motivi familiari.[50]
- Pavel Mintyukov è diventato il 3° difensore che, nella storia della franchigia, è riuscito a raggiungere più velocemente quota 30 assist in NHL, dopo 95 partite disputate; davanti a lui Cam Fowler (in 74 partite) e Sami Vatanen (in 87 partite).[50]

| Arbitri: | B. Pochmara (R) M. Markovic (R) R. Daisy (L) B. Pancich (L) |

| |           | |
| 1° periodo R. Thomas (10) 02:45 nessun assist T. Tucker (1) 04:31 O. Sundqvist (5) • Z. Bolduc (9) J. Kyrou (19) 06:40 C. Fowler (10) • B. Schenn (15) D. Holloway (15) 13:55 J. Kyrou (19) • B. Schenn (16) 2° periodo R. Thomas (11) 04:45 P. Buchnevich (18) • B. Saad (8) P. Buchnevich (11) 08:02 B. Saad (9) • R. Suter (8) 3° periodo nessun goal | Marcatori | 1° periodo 16:00 (1) N. Nesterenko (10) J. LaCombe 2° periodo 14:38 (1) S. Colangelo (17) R. Strome • (9) R. Gudas 3° periodo nessun goal |

- Nel 1° periodo, gli Anaheim Ducks hanno subito dai St. Louis Blues ben 3 reti in appena 3:55 minuti. Fino a quel momento, i Ducks non erano riusciti a far registrare nemmeno un tiro nella porta avversaria.[51]
- È stata la prima partita disputata da Cam Fowler contro gli Anaheim Ducks da quando è stato ceduto ai Blues in una trade del 14 dicembre 2024. Fowler ha messo a referto 1 assist.[51]
- Dopo aver subito le 6 reti dei St. Louis Blues su 22 tiri, il goalie Lukas Dostal è stato sostituito da coach Cronin, sostituendolo con John Gibson. Quest'ultimo ha fermato tutti i 12 tiri subiti.[51]
- Nikita Nesterenko, autore del primo goal dei Ducks, ha segnato il suo 3° goal in NHL. Tutte e 3 le reti sono state da lui segnate proprio ai St. Louis Blues.[51]
- Sam Colangelo ha messo a segno la sua 2ª rete in NHL.[51]
- Con il suo assist sul goal di Colangelo, Ryan Strome ha fatto registrare il suo 300° assist in NHL.[51]

| Arbitri: | J. Brenk (R) B. Schrader (R) L. Suchánek (L) B. Grillo (L) |

| |           |                                                                      |
| 1° periodo M. Frost (9) 06:48 T. Konecny (27) • O. Tippett (14) (PPG) J. Drysdale (2) 18:11 T. Konecny (28) • M. Frost (12) 2° periodo O. Tippett (12) 16:12 T. Konecny (29) 3° periodo R. Poehling (4) 00:24 G. Hathaway (10) • T. Sanheim (16) (PPG) M. Michkov (13) 07:36 T. Konecny (30) • J. Drysdale (7) G. Hathaway (4) 08:55 R. Poehling (11) • S. Laughton (14) | Marcatori | 1° periodo nessun goal 2° periodo nessun goal 3° periodo nessun goal |

- Gli Anaheim Ducks consentono ai Philadelphia Flyers di interrompere la loro striscia negativa di 4 sconfitte consecutive. D'altro canto, per i Ducks si è trattata della 4ª sconfitta in 5 partite.[52]
- La tifoseria dei Flyers ha duramente contestato Cutter Gauthier. Il giocatore dei Ducks, dopo essere stato scelto dai Flyers al Draft 2022, si era rifiutato di firmare il suo primo contratto NHL con la squadra di Philadelphia, per poi essere ceduto proprio ai Ducks l'8 gennaio 2024. In 13:19 minuti sul rink, Gauthier ha fatto registrare 3 tiri a porta.[52]
- Si conclude la striscia di 4 partite sempre a punti di Jackson LaCombe (in totale 2 goal e 2 assist).[52]

| Arbitri: | F. Charron (R) B. Halkidis (R) C. Apperson (L) J. Marquis (L) |

| |           | |
| 1° periodo nessun goal 2° periodo nessun goal 3° periodo 07:48 (15) A. Svechnikov (PPG) (31) S. Aho • (34) M. Necas 19:04 (13) S. Jarvis (35) M. Necas • (12) B. Burns Overtime nessun goal | Marcatori | 1° periodo J. Harkins (1) 09:35 N. Nesterenko (1) • B. Dumoulin (9) 2° periodo nessun goal 3° periodo C. Gauthier (6) 01:18 M. McTavish (12) • J. LaCombe (11) Overtime C. Gauthier (7) 01:52 J. LaCombe (12) • F. Vatrano (13) |

- Cutter Gauthier ha segnato la sua prima doppietta di reti in NHL.[53]
- Alla sua 30ª presenza con i Ducks in NHL, Jansen Harkins ha messo a segno la sua 1ª rete con la maglia della squadra di Anaheim.[53]
- Il difensore Isac Lundestrom ha un record di 12 face-off vinti su 14.[53]

| Arbitri: | F. St-Laurent (R) K. Sutherland (R) L. Suchánek (L) J. Tobias (L) |

| |           |                                                                      |
| 1° periodo B. Duhaime (5) 07:34 J. Chychrun (18) • N. Dowd (6) J. Carlson (4) 14:30 nessun assist 2° periodo E. Frank (2) 19:01 P. Dubois (27) • B. Duhaime (7) 3° periodo nessun goal | Marcatori | 1° periodo nessun goal 2° periodo nessun goal 3° periodo nessun goal |

- Con la sconfitta esterna contro i Washington Capitals, gli Anaheim Ducks hanno rimediato la loro 4ª sconfitta in 5 gare, nonché la 3ª su 4 partite disputate di una serie di 6 impegni in trasferta.[54]
- Troy Terry è tornato a disposizione di coach Cronin dopo 4 gare di assenza per motivi personali. In questa partita contro i Capitals, Terry ha fatto registrare un rating di -1 in 18 minuti e 49 secondi sul ghiaccio.[54]

| Arbitri: | F. St-Laurent (R) Frederick L'Ecuyer (R) C.J. Murray (L) R. Daisy (L) |

| |           | |
| 1° periodo (PPG) A. Cirelli (18) B. Hagel (29) • V. Hedman (28) 2° periodo (PPG) J. Guentzel (22) N. Kucherov (44) • D. Raddysh (15) 3° periodo B. Point (26) 15:26 N. Kucherov (45) • N. Perbix (7) Overtime nessun goal Shootout J. Guentzel B. Point N. Kucherov | Marcatori | 1° periodo 06:03 (15) T. Terry (18) R. Strome • (10) B. Dumoulin 2° periodo 11:26 (9) L. Carlsson (13) M. McTavish 3° periodo 09:53 (7) R. Fabbri (9) J. Trouba • (7) P. Mintjukov Overtime nessun goal Shootout L. Carlsson M. McTavish T. Terry |

- Si è prolungato il pessimo momento di forma degli Anaheim Ducks, che hanno perso 5 partite su 6.[55]

| Arbitri: | F. L'Ecuyer (R) T.J. Luxmore (R) A. Smith (L) J. Murray (L) |

| |           |                                                                      |
| 1° periodo nessun goal 2° periodo J. Boqvist (11) 11:22 T. Nosek (5) • D. Kulikov (7) 3° periodo A. Lundell (11) 04:43 nessun assist (EN) G. Forsling (7) 19:53 S. Knight (2) | Marcatori | 1° periodo nessun goal 2° periodo nessun goal 3° periodo nessun goal |

- Con la netta sconfitta subita dai Florida Panthers si è conclusa la serie di 6 gare consecutive in trasferta con un record di 1•4•1.[56]
- Dopo un durissimo scontro con Sam Reinhart, il difensore Isac Lundestrom è stato costretto ad uscire per infortunio nel 1° periodo.[56]
- Frank Vatrano (che ha giocato con i Panthers tra il 2018 e il 2022) è stato il giocatore che ha fatto registrare più tiri in porta tra tutti i giocatori scesi sul rink, ben 9 (di cui 2 quando i Ducks erano in inferiorità numerica).[56]
- Sono ben 9 gare consecutive (dal 21 novembre 2019) che i Florida Panthers ottengono sempre almeno 1 punto in classifica nei confronti contro gli Anaheim Ducks.[56]

| Arbitri: | G. Skilliter (R) C. Lee (R) R. Gibbons (L) K. Murchison (L) |

| |           | |
| 1° periodo (PPG) F. Vatrano 04:57 T. Terry (20) • R. Strome (19) M. McTavish (7) 19:12 R. Gudas (10) 2° periodo nessun goal 3° periodo nessun goal | Marcatori | 1° periodo 08:58 (28) S. Reinhart (27) M. Tkachuk • (28) A. Barkov 17:57 (10) E. Rodrigues (6) A. Greer • (6) T. Nosek 18:49 (11) C. Verhaeghe (7) M. Samoskevich 2° periodo nessun goal 3° periodo 00:19 (14) S. Bennett (8) M. Samoskevich • (11) N. Mikkola 04:17 (3) U. Balinskis (7) T. Nosek • (23) C. Verhaeghe |

- Con la 2ª sconfitta consecutiva subita per mano dei Florida Panthers, gli Anaheim Ducks hanno perso la loro 7ª partita su 8 (con un record di 1•5•2), consentendo agli stessi Panthers di vincere 2 gare consecutive per la prima volta dal 16-22 dicembre 2024 (dove ne avevano vinte 4 di fila). Nelle ultime 10 partite contro i Panthers, i Ducks hanno vinto soltanto 1 volta (e non nei tempi regolamentari).[57]
- In questa partita è tornato a disposizione di coach Cronin l'attaccante Trevor Zegras, assente per 22 partite a causa della rottura del menisco del ginocchio destro; al suo rientro, Zegras ha totalizzato 4 tiri a porta (il massimo di squadra a pari merito) in 15:48 minuti di impiego.[57]
- Sergei Bobrovsky, goalie dei Panthers, si è confermato imbattibile per i Ducks, che non hanno mai ottenuto la vittoria contro di lui schierato a difesa della porta avversaria (con un record di 5•0•0) da quando si è unito alla squadra della Florida nella stagione 2019-20.[57]
- Per i Ducks di questa stagione si è confermato fondamentale segnare almeno 3 reti a partita: nelle gare in cui hanno segnato tre o più goal, fino a questa partita, i Ducks hanno totalizzato un record di 17•0•2 mentre, in caso contrario, il loro record è di 1•23•4.[57]
- Grazie al suo assist sul goal di Frank Vatrano, Troy Terry ha raggiunto quota 265 punti totalizzati in maglia Ducks, superando Scott Niedermayer e Adam Henrique e raggiungendo la 10ª posizione nella classifica all-time di franchigia per punti messi a referto.[57]

| Arbitri: | C. Lee (R) J. Samuels-Thomas (R) C. Apperson (L) K. McNamara (L) |

| |           | |
| 1° periodo M. McTavish (8) 09:28 R. Fabbri (5) • J. Trouba (10) A. Killorn 19:01 D. Helleson (4) • T. Zegras (7) 2° periodo nessun goal 3° periodo M. McTavish (9) 02:06 B. Dumoulin (11) • T. Terry (21) F. Vatrano (13) 06:52 R. Strome (20) • T. Terry (22) (EN) A. Killorn (10) 18:00 J. Trouba (11) • I. Lundestrom (4) | Marcatori | 1° periodo nessun goal 2° periodo 05:32 (14) M. Bunting (PPG) (19) B. Rust • (18) R. Rakell 3° periodo nessun goal |

- Gli Anaheim Ducks sono riusciti ad interrompere la loro striscia negativa di 4 sconfitte consecutive, nonostante abbiano un pessimo record nelle ultime 10 gare contro i Pittsburgh Penguins, che hanno totalizzato ben 8 vittorie e sole 2 sconfitte.[58]
- I Ducks hanno fatto registrare il loro primo tiro a porta della gara dopo 7 minuti e 58 secondi (nel frattempo, i Pittsburgh Penguins ne avevano totalizzati ben 7).[58]
- In questa gara si è confermato il trend vincente dei Ducks nel caso segnino più di 3 goal in una gara: in questa situazione, la squadra di Anaheim ha totalizzato un record in questa stagione di 18•0•2.[58]
- Con 2 blocked shots, il difensore Jacob Trouba ha raggiunto Ian Cole (Utah Hockey Club) in testa alla classifica dei giocatori con più tiri bloccati di tutta la NHL in questa stagione.[58]

| Arbitri: | K. Rehman (R) B. Schrader (R) J. Marquis (L) J. Mahon (L) |

| |           | |
| 1° periodo P. Mintjukov (4) 04:15 B. Leason (8) • J. Harkins (4) M. McTavish (10) 19:55 A. Killorn (11) • T. Zegras (8) 2° periodo J. Harkins (2) 10:46 R. Gudas (11) • B. Leason (9) T. Zegras (5) 11:48 D. Helleson (5) • B. Dumoulin (12) (PPG) M. McTavish (11) 14:20 T. Terry (23) • J. LaCombe (13) 3° periodo | Marcatori | 1° periodo 14:50 (9) G. Nyquist (30) F. Forsberg 2° periodo 05:07’ (14) R. O'Reilly (31) F. Forsberg • (4) A. Wilsby 3° periodo |

- Migliora ancora il record stagionale degli Anaheim Ducks nelle gare in cui sono stati in grado di segnare più di 3 reti: 19 vittorie e 2 sole sconfitte (e non nei tempi regolamentari). Inoltre, i Ducks sono riusciti a interrompere la miglior striscia positiva stagionale dei Nashville Predators, fermatasi a 5 gare.[59]
- Nelle ultime 3 partite, Mason McTavish ha segnato 5 goal.[59]
- Nel 1° periodo il goalie John Gibson è stato costretto ad uscire per un colpo subito al torace (per lui 9 saves e nessun goal subito). Al suo posto, coach Cronin ha schierato tra i pali Lukas Dostal, che ha totalizzato 32 saves per i Ducks.[59]
- Con il suo assist sul secondo goal di Mason McTavish, Troy Terry è riuscito ad allungare ancora la sua striscia positiva di 7 gare casalinghe con almeno 1 punto a referto (in totale 2 goal e 10 assist).[59]

| Arbitri: | F. Charron (R) C. Beach (R) B. Mills (L) K. Murchison (L) |

| |           | |
| 1° periodo E. Tolvanen (14) 06:43 B. Montour (16) M. Stephens (1) 08:20 J. Oleksiak (8) • T. Kartye (4) J. Schwartz (17) 14:01 K. Kakko (21) • M. Beniers (18) 2° periodo nessun goal 3° periodo (PPG) S. Wright (9) 06:15 J. McCann (25) • B. Montour (17) | Marcatori | 1° periodo 01:23 (16) T. Terry (21) R. Strome • (14) F. Vatrano 11:59 (8) C. Gauthier (6) R. Fabbri 2° periodo 01:04 (12) M. McTavish (22) R. Strome • (14) J. LaCombe 05:39 (8) R. Fabbri (14) M. McTavish 07:58 (9) J. LaCombe (5) I. Lundestrom • (10) B. Leason 3° periodo 18:44 (14) F. Vatrano (EN) nessun assist |

- Gli Anaheim Ducks hanno ottenuto la 3ª vittoria consecutiva, grazie ai loro 16 goal in questo intervallo di partite.[60]
- A riprova del suo stato di forma, Mason McTavish ha fatto registrare 2 punti per la 3 partita di fila e 7 punti nelle ultime 4 (in totale 6 goal e 1 assist). McTavish, inoltre, ha sempre segnato nelle ultime 4 gare. Raggiungendo 50 reti in NHL, McTavish è diventato il 2° giocatore nella storia dei Ducks a raggiungere questa quota di goal ad un'età uguale o inferiore ai 21 anni (vi è riuscito soltanto, insieme a lui, Paul Kariya).[60]

| Arbitri: | T. Chmielewski (R) P. MacDougall (R) S. Barton (L) B. Gawryletz (L) |

| |           | |
| 1° periodo nessun goal 2° periodo A. Klapka (1) 00:15 M. Pospisil (13) • J. Bean (5) B. Coleman (12) 19:16 M. Coronato (14) 3° periodo M. Coronato (12) 16:10 B. Coleman (17) (EN) M. Coronato (13) 17:37 J. Hanley (3) | Marcatori | 1° periodo 11:54 (15) F. Vatrano (SHG) (15) J. LaCombe 2° periodo nessun goal 3° periodo nessun goal |

- Con la sconfitta con i Calgary Flames, si è conclusa la striscia positiva di 3 vittorie consecutive degli Anaheim Ducks.[61]
- Si chiude a 4 gare la striscia positiva di partite con almeno 1 goal a referto di Mason McTavish (in totale, McTavish ha segnato 6 reti).[61]
- Frank Vatrano è diventato il 6° giocatore NHL ancora in attività e non selezionato al Draft (undrafted) ad essere riuscito a raggiungere quota 300 punti in carriera, con 175 goal e 125 assist in NHL. In tal modo, Vatrano si unisce ad Artemi Panarin (833), Mats Zuccarello (672), Jonathan Marchessault (525), Torey Krug (483) e Yanni Gourde (332).[61]

#### Febbraio 2025

##### Risultati
| Febbraio 2025                                               | Febbraio 2025                                               | Febbraio 2025                                               | Febbraio 2025                                               | Febbraio 2025                                               | Febbraio 2025                                               | Febbraio 2025                                               | Febbraio 2025                                               |
| Record febbraio 2025: 5–1–1 (Casa: 4–0–0; Trasferta: 1–1–1) | Record febbraio 2025: 5–1–1 (Casa: 4–0–0; Trasferta: 1–1–1) | Record febbraio 2025: 5–1–1 (Casa: 4–0–0; Trasferta: 1–1–1) | Record febbraio 2025: 5–1–1 (Casa: 4–0–0; Trasferta: 1–1–1) | Record febbraio 2025: 5–1–1 (Casa: 4–0–0; Trasferta: 1–1–1) | Record febbraio 2025: 5–1–1 (Casa: 4–0–0; Trasferta: 1–1–1) | Record febbraio 2025: 5–1–1 (Casa: 4–0–0; Trasferta: 1–1–1) | Record febbraio 2025: 5–1–1 (Casa: 4–0–0; Trasferta: 1–1–1) |
| Partita                                                     | Data                                                        | Avversario                                                  | Punteggio                                                   | Decision                                                    | Stadio e spettatori                                         | Record                                                      | Punti                                                       |
| ----------------------------------------------------------- | ----------------------------------------------------------- | ----------------------------------------------------------- | ----------------------------------------------------------- | ----------------------------------------------------------- | ----------------------------------------------------------- | ----------------------------------------------------------- | ----------------------------------------------------------- |
| 52                                                          | 2.2.2025                                                    | Canadiens                                                   | V 3–2                                                       | Dostal (14–14–3)                                            | Honda Center (17 174)                                       | 22–24–6                                                     | 50                                                          |
| 53                                                          | 4.2.2025                                                    | Stars                                                       | V 2–1                                                       | Gibson (8–6–1)                                              | Honda Center (16 714)                                       | 23–24–6                                                     | 52                                                          |
| 54                                                          | 8.2.2025                                                    | @ Kings                                                     | V 2–1 (SO)                                                  | Dostal (15–14–3)                                            | Crypto.com Arena (18 145)                                   | 24–24–6                                                     | 54                                                          |
| Pausa 4 Nations Face-Off                                    |                                                             |                                                             |                                                             |                                                             |                                                             |                                                             |                                                             |
| 55                                                          | 22.2.2025                                                   | @ Bruins                                                    | V 3–2 (OT)                                                  | Dostal (16–14–3)                                            | TD Garden (17 850)                                          | 25–24–6                                                     | 56                                                          |
| 56                                                          | 23.2.2025                                                   | @ Red Wings                                                 | S 4–5 (OT)                                                  | Dostal (16–14–4)                                            | Little Caesars Arena (19 515)                               | 25–24–7                                                     | 57                                                          |
| 57                                                          | 25.2.2025                                                   | @ Sabres                                                    | S 2–3                                                       | Dostal (16–15–4)                                            | KeyBank Center (13 921)                                     | 25–25–7                                                     | 57                                                          |
| 58                                                          | 27.2.2025                                                   | Canucks                                                     | V 5–2                                                       | Dostal (17–15–4)                                            | Honda Center (17 174)                                       | 26–25–7                                                     | 59                                                          |

##### Tabellini
| Arbitri: | C. Schlenker (R) T. Hanson (R) B. Mills (L) M. Hunt (L) |

| |           | |
| 1° periodo nessun goal 2° periodo M. McTavish (13) 13:37 A. Killorn (12) • L. Carlsson (8) F. Vatrano (16) 14:17 R. Strome (23) • T. Zegras (9) 3° periodo A. Killorn (11) 11:11 L. Carlsson (8) | Marcatori | 1° periodo 10:35 (9) J. Armia (SHG) (15) J. Evans 14:57 (5) C. Dvorak (PPG) (20) M. Matheson • (5) A. Newhook 2° periodo nessun goal 3° periodo nessun goal |

- Con la prima partita di febbraio, gli Anaheim Ducks sono tornati alla vittoria continuando il loro recente periodo positivo di 4 vittorie nelle ultime 5 gare.[62]
- In questa stagione, gli Anaheim Ducks sono stati in grado di ribaltare a proprio favore una gara per ben 8 volte (soltanto i Philadelphia Flyers hanno fatto ugualmente) e sono una delle 6 squadre NHL ad aver totalizzato 4 o più recuperi nel punteggio segnando più di un goal.[62]
- Nelle ultime 13 partite contro i Montréal Canadiens in casa, i Ducks hanno vinto ben 9 gare (con un record di 9•1•2).[62]
- I Ducks si sono ancora una volta dimostrati imbattibili quando segnano più di 3 goal in una partita, con un record di 21•0•2.[62]
- Frank Vatrano ha segnato una rete in ognuna delle ultime 3 gare e ben 5 reti nelle ultime 6.[62]
- Radko Gudas, difensore e capitano degli Anaheim Ducks, ha disputato la sua 800ª partita in NHL, diventando il 10° giocatore originario della Repubblica Ceca a raggiungere questa quota.[62]
- I Ducks hanno dovuto fare a meno di Troy Terry (il giocatore dei Ducks con più punti totalizzati in stagione, ben 39), assente per malattia.[62]

| Arbitri: | C. Schlenker (R) B. Schrader (R) K. Flemington (L) T. Hughes (L) |

| |           | |
| 1° periodo C. Gauthier (9) 17:47 R. Fabbri (7) 2° periodo nessun goal 3° periodo T. Zegras (6) 04:07 A. Killorn (13) • O. Zellweger (9) | Marcatori | 1° periodo nessun goal 2° periodo nessun goal 3° periodo 01:29 (5) C. Blackwell (13) S. Steel • (20) J. Benn |

- Prosegue il momento positivo degli Anaheim Ducks che, battendo i Dallas Stars, hanno vinto 5 delle ultime 6 gare. Fermando gli Stars, inoltre, i Ducks hanno interrotto la striscia positiva di 5 partite senza sconfitte della squadra di Dallas. Con questa vittoria, inoltre, i Ducks hanno vinto soltanto la loro 2ª partita segnando meno di 2 reti (il record dei Ducks in questa situazione è di 2•24•4).[63]
- Nonostante la loro posizione in classifica, i Ducks hanno vinto ben 6 partite e subito 2 sole sconfitte contro le prime 5 squadre nella classifica generale NHL.[63]
- Per i Ducks si conclude finalmente l'imbattibilità del goalie Jake Oettinger, che in 8 partite contro la squadra di Anaheim non aveva mai subito una sconfitta (.930 di saves% e 1.85 GAA).[63]
- Jamie Benn, attaccante dei Dallas Stars, si è dimostrato ancora una volta il top scorer degli Stars contro gli Anaheim Ducks, raggiungendo 38 punti in 51 partite (12 goal e 26 assist in totale).[63]
- A dimostrazione di un 1° periodo molto aggressivo da parte loro, gli Anaheim Ducks hanno fatto registrare 20 delle 41 hits totali della partita nella prima frazione di gioco.[63]
- In questa gara contro gli Stars, ben tre giocatori dei Ducks hanno raggiunto un numero di presenze in NHL importante: il goalie John Gibson ha disputato la sua 500ª partita (diventando anche il primo portiere a disputarle tutte in maglia Ducks), il difensore Jacob Trouba ha raggiunto quota 800 presenze, mentre Mason McTavish ha giocato la sua 200ª gara in NHL.[63]

| Arbitri: | K. Rehman (R) F. South (R) A. Smith (L) R. Gibbons (L) |

| |           | |
| 1° periodo nessun goal 2° periodo nessun goal 3° periodo A. Kempe (25) 17:21 P. Danault (23) • W. Foegele (14) Overtime nessun goal Shootout A. Kempe K. Fiala | Marcatori | 1° periodo nessun goal 2° periodo nessun goal 3° periodo 07:04 (1) B. Dumoulin (12) Jacob Trouba • (10) L. Carlsson Overtime nessun goal Shootout T. Zegras L. Carlsson |

- Con la loro vittoria agli shootout contro i Los Angeles Kings, gli Anaheim Ducks hanno prolungato la loro striscia positiva a 3 gare senza sconfitte (con 6 vittorie nelle precedenti 7 gare).[64]
- In questa stagione, gli Anaheim Ducks non hanno ancora perso nessuna partita quando hanno incassato incassato solo 1 goal o non hanno concesso reti agli avversari, ovvero in 7 gare.[64]
- Il goalie Lukas Dostal, grazie alla vittoria degli Anaheim Ducks e alle sue 43 saves, ha ottenuto la sua 15ª vittoria stagionale in 32 presenze, battendo il suo precedente record stagionale di 14 vittorie nella scorsa annata (in 44 partite). Nelle sue ultime 4 presenze come starter, Dostal ha sempre fatto registrare una W e nelle precedenti 7 gare il suo record personale è di 5•1•1.[64]

| Arbitri: | F. L'Ecuyer (R) C. Beach (R) M. Hunt (L) T. Hughes (L) |

| |           | |
| 1° periodo nessun goal 2° periodo (PPG) E. Lindholm (11) 09:08 D. Pastrnak (41) • M. Lohrei (21) 3° periodo M. Geekie (18) 18:49 M. Lohrei (22) • B. Marchand (25) Overtime nessun goal | Marcatori | 1° periodo 17:27 (7) T. Zegras (16) J. LaCombe • (11) L. Carlsson 19:22 (17) F. Vatrano (12) R. Gudas • (17) J. LaCombe 2° periodo nessun goal 3° periodo nessun goal Overtime 03:39 (10) L. Carlsson (13) B. Dumoulin • (24) T. Terry |

- Gli Anaheim Ducks hanno vinto 7 delle ultime 8 gare e 4 partite consecutive.[65]
- Coach Cronin ha sostituito il goalie John Gibson tra il 2° e il 3° periodo (chiudendo la gara con 19 saves), mettendo tra i pali Lukas Dostal (che ha concluso la sua prestazione con 10 saves).[65]
- Con la sua rete decisiva all'overtime, Leo Carlsson ha eguagliato il record di Mason McTavish per il maggior numero di reti decisive per un giocatore degli Anaheim Ducks con meno di 21 anni d'età. Gli unici giocatori di origine svedese con più game winning goals con meno di 21 anni in NHL sono stati Elias Pettersson (8), Gabriel Landeskog (8) e Filip Forsberg (6).[65]

| Arbitri: | T. Chmielewski (R) G. Hebert (R) M. MacPherson (L) B. O'Quinn (L) |

| |           | |
| 1° periodo M. Kasper (10) 03:11 L. Raymond (40) (PPG) A. DeBrincat (26) 04:29 D. Larkin (29) • P. Kane (21) (PPG) P. Kane (13) 05:06 M. Seider (30) • L. Raymond (41) 2° periodo (PPG) M. Rasmussen (9) 02:14 J. Compher (16) • E. Gustafsson (12) 3° periodo nessun goal Overtime P. Kane (14) 04:00 M. Kasper (12) | Marcatori | 1° periodo 08:24 (8) R. Strome (25) T. Terry • (15) F. Vatrano 2° periodo 07:04 (10) C. Gauthier (18) J. LaCombe • (15) M. McTavish 3° periodo 17:44 (5) O. Zellweger (12) L. Carlsson • (8) R. Fabbri 19:07 (11) C. Gauthier nessun assist Overtime nessun goal |

- Con la sconfitta subita dai Detroit Red Wings all'overtime (riuscendo a recuperare uno svantaggio di 2 reti nel 3° periodo), gli Anaheim Ducks hanno visto interrompersi la loro striscia positiva di 4 gare consecutive.[66]
- Finisce con questa sconfitta la serie consecutiva di winning decision ottenute dal goalie Lukas Dostal, fermatasi a 5 gare (stabilendo comunque il suo record di carriera in NHL).[66]

| Arbitri: | G. Hebert (R) K. Nicholson (R) J. Tobias (L) M. Shewchyk (L) |

| |           | |
| 1° periodo nessun goal 2° periodo nessun goal 3° periodo JJ Peterka (16) 01:56 D. Cozens (17) • O. Power (25) A. Tuch (20) 05:34 D. Cozens (18) H. Jokiharju (3) 09:31 J. Quinn (12) • D. Cozens (19) | Marcatori | 1° periodo 03:05 (14) M. McTavish (PPG) (19) J. LaCombe • (26) T. Terry 2° periodo 04:58 (11) L. Carlsson (PPG) (8) P. Mintyukov • (6) I. Lundestrom 3° periodo nessun goal |

- Gli Anaheim Ducks hanno perso la loro 2ª partita consecutiva, anche se mantengono un ottimo record nelle ultime 10 gare (7•2•1).[67]
- Era dal 15 novembre 2024 (nella vittoria per 6•4 contro i Detroit Red Wings) che i Ducks non segnavano 2 goal in power play. In superiorità numerica, prima di questa partita contro i Buffalo Sabres, in 16 gare i Ducks avevano segnato soltanto 2 reti in 33 superiorità numeriche.[67]
- Leo Carlsson, grazie alla sua rete del momentaneo 2•0 in favore degli Anaheim Ducks, ha segnato la sua 23ª rete in NHL, diventando in tal modo il 2° goalscorer della franchigia con 20 anni d'età o meno (dietro soltanto a Mason McTavish, che ne ha segnati 32).[67]

| Arbitri: | W. McCauley (R) J. Brenk (R) B. Gawryletz (L) D. Kelly (L) |

| |           | |
| 1° periodo nessun goal 2° periodo F. Vatrano (18) 05:27 R. Strome (24) • T. Terry (27) C. Gauthier (12) 09:09 I. Lundestrom (7) R. Strome (9) 18:41 M. McTavish (16) • T. Terry (28) 3° periodo J. LaCombe (10) 15:46 M. McTavish (17) (EN) T. Terry (17) 17:54 R. Strome (25) • I. Lundestrom (8) | Marcatori | 1° periodo 03:17 (4) T. Myers (11) D. O'Connor • (21) C. Garland 16:52 (15) P. Suter (16) T. Myers • (18) B. Boeser 2° periodo nessun goal 3° periodo nessun goal |

- Con la vittoria casalinga contro i Vancouver Canucks (segnando ben 5 goal di fila nel 2° e nel 3° periodo, riuscendo a ribaltare la gara), gli Anaheim Ducks hanno migliorato ancora il loro record recente, dato che nelle loro ultime 11 gare hanno ottenuto ben 8 vittorie e 3 sconfitte (di cui una all'overtime). Grazie a questa vittoria, inoltre, i Ducks hanno accorciato le loro distanze in classifica dagli stessi Canucks a 6 punti, questi ultimi occupando al momento l'ultima piazza disponibile per l'accesso ai playoff con una delle due wild card. I Ducks non ottengono l'accesso ai playoff dalla stagione 2017-18.[68]
- Rimontando il risultato con più di una rete di svantaggio per la 4ª volta in stagione, i Ducks sono diventati la squadra ad asservi riuscita più volte in stagione di tutta la NHL (insieme ai Carolina Hurricanes).
- Continua la striscia positiva degli Anaheim Ducks nel suo impianto casalingo, l'Honda Center, nel quale hanno vinto le ultime 5 gare consecutive.[68]
- Gli Anaheim Ducks venivano da ben 9 partite perse ed 1 sola vittoria nelle ultime 10 gare contro i Canucks.[68]
- Nelle ultime 6 gare contro i Ducks, Brock Boeser (Vancouver Canucks) è riuscito a mettere a referto ben 7 punti (5 goal e 2 assist); in questa gara, Boeser ha messo a segno 1 assist sul goal di Pius Suter.[68]
- Frank Vatrano ha segnato il 18° goal in stagione, confermando la sua posizione come top scorer degli Anaheim Ducks. Inoltre, Vatrano è riuscito a segnare ben 7 reti nelle ultime 12 partite.[68]
- Jackson LaCombe ha prolungato la sua striscia di gare con almeno 1 punto a referto a 4 partite (in totale 1 goal e 3 assist); anche Troy Terry è in striscia positiva da 4 partite (1 goal e 5 assist in totale).[68]
- Il goalie Lukas Dostal è totalizzato un record personale di 6•1•1 nelle ultime 8 presenze tra i pali degli Anaheim Ducks.[68]

#### Marzo 2025

##### Risultati
| Marzo 2025                                               | Marzo 2025                                               | Marzo 2025                                               | Marzo 2025                                               | Marzo 2025                                               | Marzo 2025                                               | Marzo 2025                                               | Marzo 2025                                               |
| Record marzo 2025: 6–8–1 (Casa: 4–4–0; Trasferta: 2–4–1) | Record marzo 2025: 6–8–1 (Casa: 4–4–0; Trasferta: 2–4–1) | Record marzo 2025: 6–8–1 (Casa: 4–4–0; Trasferta: 2–4–1) | Record marzo 2025: 6–8–1 (Casa: 4–4–0; Trasferta: 2–4–1) | Record marzo 2025: 6–8–1 (Casa: 4–4–0; Trasferta: 2–4–1) | Record marzo 2025: 6–8–1 (Casa: 4–4–0; Trasferta: 2–4–1) | Record marzo 2025: 6–8–1 (Casa: 4–4–0; Trasferta: 2–4–1) | Record marzo 2025: 6–8–1 (Casa: 4–4–0; Trasferta: 2–4–1) |
| Partita                                                  | Data                                                     | Avversario                                               | Punteggio                                                | Decision                                                 | Stadio e spettatori                                      | Record                                                   | Punti                                                    |
| -------------------------------------------------------- | -------------------------------------------------------- | -------------------------------------------------------- | -------------------------------------------------------- | -------------------------------------------------------- | -------------------------------------------------------- | -------------------------------------------------------- | -------------------------------------------------------- |
| 59                                                       | 1.3.2025                                                 | Blackhawks                                               | S 3–6                                                    | Gibson (8–7–1)                                           | Honda Center (17 174)                                    | 26–26–7                                                  | 59                                                       |
| 60                                                       | 4.3.2025                                                 | @ Oilers                                                 | V 6–2                                                    | Dostal (18–15–4)                                         | Rogers Place (18 347)                                    | 27–26–7                                                  | 61                                                       |
| 61                                                       | 5.3.2025                                                 | @ Canucks                                                | S 2–3                                                    | Gibson (8–8–1)                                           | Rogers Arena (18 865)                                    | 27–27–7                                                  | 61                                                       |
| 62                                                       | 7.3.2025                                                 | Blues                                                    | S 3–4                                                    | Dostal (18–16–4)                                         | Honda Center (15 596)                                    | 27–28–7                                                  | 61                                                       |
| 63                                                       | 9.3.2025                                                 | Islanders                                                | V 4–1                                                    | Dostal (19–16–4)                                         | Honda Center (17 174)                                    | 28–28–7                                                  | 63                                                       |
| 64                                                       | 11.3.2025                                                | Capitals                                                 | S 4–7                                                    | Dostal (19–17–4)                                         | Honda Center (16 507)                                    | 28–29–7                                                  | 63                                                       |
| 65                                                       | 12.3.2025                                                | @ Utah Hockey Club                                       | S 2–3                                                    | Husso (0–1–0)                                            | Delta Center (11 131)                                    | 28–30–7                                                  | 63                                                       |
| 66                                                       | 14.3.2025                                                | Predators                                                | V 2–1                                                    | Dostal (20–17–4)                                         | Honda Center (14 758)                                    | 29–30–7                                                  | 65                                                       |
| 67                                                       | 16.3.2025                                                | @ Blues                                                  | S 2–7                                                    | Dostal (20–18–4)                                         | Enterprise Center (17 735)                               | 29–31–7                                                  | 65                                                       |
| 68                                                       | 18.3.2025                                                | @ Stars                                                  | S 3–4 (OT)                                               | Dostal (20–18–5)                                         | American Airlines Center (18 532)                        | 29–31–8                                                  | 66                                                       |
| 69                                                       | 20.3.2025                                                | @ Predators                                              | V 4–1                                                    | Gibson (9–8–1)                                           | Bridgestone Arena (17 159)                               | 30–31–8                                                  | 68                                                       |
| 70                                                       | 23.3.2025                                                | Hurricanes                                               | S 2–5                                                    | Dostal (20–19–5)                                         | Honda Center (16 439)                                    | 30–32–8                                                  | 68                                                       |
| 71                                                       | 26.3.2025                                                | Bruins                                                   | V 6–2                                                    | Gibson (10–8–1)                                          | Honda Center (16 387)                                    | 31–32–8                                                  | 70                                                       |
| 72                                                       | 28.3.2025                                                | Rangers                                                  | V 5–4 (OT)                                               | Dostal (21–19–5)                                         | Honda Center (16 197)                                    | 32–32–8                                                  | 72                                                       |
| 73                                                       | 30.3.2025                                                | Maple Leafs                                              | S 2–3                                                    | Dostal (21–20–5)                                         | Honda Center (17 174)                                    | 32–33–8                                                  | 72                                                       |

##### Tabellini
| Arbitri: | W. McCauley (R) J. Samuels-Thomas (R) J. Mahon (L) D. Kelly (L) |

| |           | |
| 1° periodo nessun goal 2° periodo L. Carlsson (12) 08:33 F. Vatrano (16) 3° periodo J. LaCombe (11) 14:41 R. Strome (26) • F. Vatrano (17) L. Carlsson (13) 17:16 B. Dumoulin (14) | Marcatori | 1° periodo nessun goal 2° periodo 07:48 (2) W. Kaiser (31) T. Teravainen • (10) I. Mikheyev 10:24 (4) P. Maroon (PPG) (12) L. Reichel • (6) A. Martinez 13:16 (14) T. Teravainen (22) R. Donato • (8) T. Brodie 3° periodo 04:53 (6) L. Reichel (7) C. Smith • (7) A. Martinez 07:40 (20) R. Donato (PPG) (15) T. Bertuzzi • (21) A. Vlasic 10:56 (21) R. Donato (32) T. Teravainen |

- Gli Anaheim Ducks hanno subito ben 6 reti dai Chicago Blackhawks, che sono riusciti a vincere una gara dopo 5 sconfitte consecutive. Alla 6ª partita si è dunque conclusa la striscia positiva di gare casalinghe senza sconfitte dei Ducks.[69]
- Per la prima volta in questa stagione, gli Anaheim Ducks hanno perso ai tempi regolamentari una partita nonostante abbiano segnato almeno 3 reti (in questa situazione, il loro record è di 23•1•3).[69]
- Al suo ritorno dopo un infortunio subito il 22 febbraio nella gara contro i Boston Bruins, John Gibson è tornato tra i pali dei Ducks subendo 6 reti su 24 tiri. Lo stesso John Gibson ha ricevuto un premio prima della gara per celebrare le sue 500 presenze in NHL.[69]
- Jackson LaCombe ha prolungato la sua serie di partite consecutive con almeno 1 punto a referto in 5 gare (in totale 2 goal e 4 assist). LaCombe è diventato il primo difensore nella storia dei Ducks ha raggiungere quota 11 reti stagionali dopo che vi era riuscito Hampus Lindholm, nella stagione 2017-18 (che ne segnò 13).[69]

| Arbitri: | C. Beach (R) P. MacDougall (R) J. Johnson (L) C. Apperson (L) |

| |           | |
| 1° periodo (PPG) L. Draisaitl (45) 10:05 C. McDavid (54) • M. Ekholm (19) 2° periodo nessun goal 3° periodo (PPG) C. McDavid (23) 04:44 L. Draisaitl (47) • E. Bouchard (37) | Marcatori | 1° periodo 11:57 (14) L. Carlsson nessun assist 13:37 (15) M. McTavish (14) C. Gauthier • (20) J. LaCombe 18:26 (2) S. Colangelo (21) J. LaCombe • (15) C. Gauthier 18:38 (16) M. McTavish (1) S. Colangelo • (16) C. Gauthier 2° periodo 13:22 (10) R. Strome (22) J. LaCombe • (18) F. Vatrano 3° periodo 03:56 (12) A. Killorn (10) T. Zegras • (13) L. Carlsson |

- Nella vittoria contro gli Edmonton Oilers (che hanno totalizzato ben 6 sconfitte nelle loro ultime 7 gare), nel 1° periodo gli Anaheim Ducks sono stati in grado di segnare ben 4 reti in 6 minuti e 41 secondi (costringendo il coach degli Oilers, Kris Knoublach, a sostituire il goalie Calvin Pickard dopo un pessimo 1° periodo con Stuart Skinner). I Ducks non segnavano 4 reti nel 1° periodo di una partita dal 27 dicembre 2023. Con la loro vittoria, inoltre, i Ducks hanno vinto 2 partite nelle ultime 3 gare.[70]
- Tra il goal del momentaneo 3•1 di Sam Colangelo e il successivo 4•1 segnato da Mason McTavish sono trascorsi appena 12 secondi, il più breve lasso di tempo intercorso tra due marcature dei Ducks in questa stagione.[70]
- Jackson LaCombe ha ancora una volta prolungato la sua striscia positiva di gare con almeno 1 punto a referto, arrivata a 6 partite (in totale 2 goal e 7 assist). LaCombe ha concluso questa partita contro gli Oilers con un rating di +5.[70]
- Grazie ai suoi 3 assist nel 1° periodo, Cutter Gauthier è diventato il 3° rookie nella storia degli Anaheim Ducks ha riuscire a mettere a referto un tale numero di assist in una singola frazione di partita; prima di lui vi erano riusciti Pavel Mintyukov il 21 febbraio 2024 e Josh Mahura il 29 ottobre 2019.[70]

| Arbitri: | C. Schlenker (R) P. MacDougall (R) J. Fournier (L) K. Murchison (L) |

| |           | |
| 1° periodo nessun goal 2° periodo (PPG) J. DeBrusk (22) 01:05 B. Boeser (19) • F. Hronek (16) T. Blueger (6) 10:33 F. Hronek (17) • E. Pettersson (2) C. Soucy (3) 18:51 N. Hoglander (9) • K. Sherwood (11) 3° periodo nessun goal | Marcatori | 1° periodo 13:21 (3) S. Colangelo (17) C. Gauthier • (18) M. McTavish 2° periodo nessun goal 3° periodo 13:27 (2) B. Dumoulin (9) I. Lundestrom • (11) B. Leason |

- Con la sconfitta contro i Canucks, gli Anaheim Ducks hanno totalizzato soltanto la loro 3ª sconfitta ai tempi regolamentari delle ultime 10 gare.[71]
- Coach Cronin è stato costretto a sostituire il goalie John Gibson al minuto 13:48 del 2° periodo, dopo che quest'ultimo ha subito un durissimo colpo da Drew O'Connor (attaccante dei Vancouver Canucks) lanciato verso la porta per deviare un puck che attraversava l'area del portiere. Fino a quel momento, Gibson aveva messo a referto 19 saves su 21 tiri subiti. Al suo posto è entrato Lukas Dostal, che da sostituito ha totalizzato 14 saves.[71]
- Mason McTavish ha fatto registrare 1 assist, raggiungendo quota 122 punti in carriera (in totale 54 goal e 68 assist). In tal modo, McTavish ha superato Bobby Ryan al 6° nella classifica dei giocatori dei Ducks con più punti ad un'età inferiore o uguale ai 22 anni (ad un solo punto di distanza da Corey Perry, con 123).[71]

| Arbitri: | F. St-Laurent (R) B. Schrader (R) T. Knorr (L) T. Toomey (L) |

| |           | |
| 1° periodo (PPG) S. Colangelo (4) 14:48 J. LaCombe (23) • M. McTavish (19) 2° periodo nessun goal 3° periodo F. Vatrano (19) T. Terry (29) | Marcatori | 1° periodo 02:37 (2) A. Toropchenko (1) N. Leddy • (17) C. Fowler 2° periodo 10:49 (13) B. Schenn (27) D. Holloway • (26) J. Kyrou 3° periodo 05:21 (11) Z. Bolduc (18) C. Fowler • (10) A. Toropchenko 18:13 (14) B. Schenn (EN) (21) J. Faulk |

- I Ducks hanno perso la loro 3ª partita in 4 gare.[72]
- I St. Louis Blues si sono ancora dimostrati una squadra storicamente ostica per i Ducks: negli ultimi 9 confronti, i Ducks non hanno mai vinto contro i Blues, mentre hanno vinto 1 sola gara nelle ultime 14 partite disputate all'Honda Center di Anaheim.[72]
- Dopo 14 stagioni passate vestendo la maglia degli Anaheim Ducks, in questa partita Cam Fowler ha disputato la sua prima gara presso l'Honda Center di Anaheim e contro la squadra che lo ha lanciato in NHL; i Ducks lo avevano ceduto il 14 dicembre 2024 in una trade con i St. Louis Blues. Cam Fowler è ancora il difensore che ha disputato più gare in maglia Ducks (991), che ha segnato più reti (96) e che ha fatto registrare più assist (361).[72]
- San Colangelo ha segnato la sua 4ª rete stagione in 5 partite, ovvero da quando è stato richiamato dai San Diego Gulls (AHL). In totale, Colangelo ha disputato 20 partite in NHL.[72]
- Mason McTavish, con il suo assist sul goal di Sam Colangelo, ha portato il suo totale di punti ad 8 nelle ultime 6 gare (in totale 3 goal e 5 assist).[72]

| Arbitri: | F. St-Laurent (R) S. Hiff (R) K. Murchison (L) T. Knorr (L) |

| |           | |
| 1° periodo S. Colangelo (5) 17:52 C. Gauthier (18) • M. McTavish (20) 2° periodo D. Helleson (3) 14:56 P. Mintyukov (9) • T. Zegras (11) 3° periodo (PPG) M. McTavish (17) 00:43 L. Carlsson (14) (EN) S. Colangelo (6) 08:18 I. Lundestrom (10) | Marcatori | 1° periodo nessun goal 2° periodo nessun goal 3° periodo 15:10 (2) T. DeAngelo (20) M. Tsyplakov • (7) A. Boqvist |

| Arbitri: | C. Sandlak (R) T. Hanson (R) R. Jackson (L) J. Mahon (L) |

| |           | |
| 1° periodo J. Trouba (1) 04:51 T. Terry (31) • F. Vatrano (20) D. Helleson (4) 05:20 T. Zegras (12) • L. Carlsson (15) 2° periodo 3° periodo P. Mintyukov (5) 04:26 C. Gauthier (19) • D. Helleson (6) F. Vatrano (20) 06:18 R. Strome (27) • P. Mintyukov (10) | Marcatori | 1° periodo 02:07 (20) D. Strome (24) T. Wilson • (18) A. Ovechkin 18:14 (26) A. Protas (19) A. Ovechkin • (39) P. Dubois 2° periodo 05:19 (17) P. Dubois (19) M. Roy • (24) J. Chychrun 3° periodo 04:57 (27) A. Protas (40) P. Dubois • (28) C. McMichael 13:25 (12) N. Dowd (25) T. Wilson • (9) B. Duhaime 18:24 (14) A. Beauvillier (10) B. Duhaime • (21) R. Sandin 19:43 (28) A. Protas (EN) (20) A. Ovechkin • (39) J. Carlson |

| Arbitri: | C. Rooney (R) C. Syvret (R) R. Gibbons (L) C. Apperson (L) |

| |           | |
| 1° periodo J. McBain (12) 11:03 I. Cole (13) • J. Doan (10) 2° periodo A. Kerfoot (8) 14:31 D. Guenther (24) • B. Hayton (21) 3° periodo (PPG) D. Guenther (24) 07:03 M. Sergachev (32) • C. Keller (51) | Marcatori | 1° periodo nessun goal 2° periodo 15:53 (14) A. Killorn (16) L. Carlsson • (20) C. Gauthier 3° periodo 03:22 (18) M. McTavish (PPG) (13) T. Zegras • (24) J. LaCombe |

- Con questa sconfitta, gli Anaheim Ducks hanno subito la loro 4ª partita in 5 gare.[73]
- In questa partita vi è stato il debutto stagionale in maglia Ducks per il goalie Ville Husso, arrivato con una trade che ha coinvolto i Detroit Red Wings il 24 febbraio 2025 e poi spedito ai San Diego Gulls (AHL); il finlandese ha totalizzato 36 saves.[73]

| Arbitri: | C. Syvret (R) E. Furlatt (R) R. Jackson (L) B. O'Quinn (L) |

| |           | |
| 1° periodo nessun goal 2° periodo T. Terry (18) 15:52 F. Vatrano (21) 3° periodo A. Killorn (15) 11:20 T. Zegras (14) • L. Carlsson (17) | Marcatori | 1° periodo nessun goal 2° periodo nessun goal 3° periodo 04:25 (8) J. Vrana (PPG) (16) B. Skjei • (26) R. O'Reilly |

- Gli Anaheim Ducks sono tornati alla vittoria contro i Nashville Predators, i quali hanno visto interrompersi la loro striscia positiva a 4 gare senza sconfitte.[74]
- Il goalie Lukas Dostal ha raggiunto quota 20 vittorie stagionali, grazie anche alle sue 28 saves di questa gara. Dostal era riuscito a mantenere la sua porta inviolata nelle prime due frazioni di gioco (per la 10ª volta in questa stagione), per poi subire la rete di Jakub Vrana alla prima superiorità numerica concessa ai Nashville Predators.[74]
- Nelle ultime 15 gare Leo Carlsson ha totalizzato 1 punto a partita, per un totale di 15 punti (5 goal e 10 assist). In tal modo, Carlsson è diventato il 3° giocatore nella storia dei Ducks con 20 anni d'età o meno a raggiungere quota 60 punti in carriera, unendosi a Mason McTavish (76) e Cam Fowler (69).[74]
- Trevor Zegras ha totalizzato almeno 1 punto nelle ultime 4 gare (in totale 4 assist).[74]
- Coach Cronin ha dovuto fare a meno di ben due attaccanti, Sam Colangelo e Ross Johnston, assenti per infortunio.[74]
- Alla sua prima partita dopo essere stato richiamato dai San Diego Gulls (AHL), Nikita Nesterenko ha fatto registrare 5 hits in 13:16 minuti di gioco.[74]

| Arbitri: | J. Brenk (R) C. Beach (R) J. Johnson (L) B. Pancich (L) |

| |           | |
| 1° periodo B. Schenn (16) 00:41 D. Holloway (29) • J. Kyrou (27) P. Buchnevich (14) 01:30 J. Neighbours (18) • C. Fowler (21) 2° periodo (PPG) D. Holloway (22) 08:19 J. Faulk (24) • J. Kyrou (28) R. Faksa (4) 15:39 A. Toropchenko (12) • N. Walker (5) (SHG) M. Joseph (4) 18:10 nessun assist 3° periodo (PPG) J. Neighbours (18) 06:18 J. Kyrou (29) • J. Faulk (25) (PPG) O. Sundqvist (6) 12:19 Z. Bolduc (14) • R. Thomas (38) | Marcatori | 1° periodo nessun goal 2° periodo 10:06 (13) C. Gauthier (13) R. Gudas • (21) M. McTavish 3° periodo 02:23 (2) N. Nesterenko (21) C. Gauthier • (22) M. McTavish |

- La partita è cominciata con ben 2 ore di ritardo a causa di un'emergenza sanitaria avvenuta nel volo dei St. Louis Blues di ritorno dalla loro partita del giorno precedente, costringendo a ritardare il loro arrivo presso il loro stesso impianto casalingo.[75]
- Gli Anaheim Ducks hanno perso 3 delle loro ultime 4 partite.[75]
- Il goalie Lukas Dostal è stato sostituito all'inizio del 3° periodo, dopo aver subito ben 5 reti su 14 tiri subiti. Al suo posto, Greg Cronin ha messo tra i pali Ville Husso, il quale ha subito 2 reti su 12 tiri. A riprova della pessima prestazione di Dostal, nel 2° periodo i Blues hanno fatto registrare soltanto 4 tiri a porta, ricavandone 3 reti.[75]
- Nikita Nesterenko ha segnato la sua 4° rete in NHL, tutte segnate contro i St. Louis Blues.[75]

| Arbitri: | E. Furlatt (R) J. Kea (R) T. Hughes (L) B. O'Quinn (L) |

| |           | |
| 1° periodo (PPG) W. Johnston (25) 11:42 T. Harley (28) • R. Hintz (29) 2° periodo M. Granlund (17) 04:25 M. Duchene (42) • M. Marchment (19) 3° periodo T. Harley (13) 04:37 J. Benn (26) • M. Bourque (12) Overtime M. Granlund (18) 02:32 T. Harley (29) • R. Hintz (30) | Marcatori | 1° periodo nessun goal 2° periodo 02:48 (3) N. Nesterenko (11) P. Mintyukov • (23) M. McTavish 13:03 (15) L. Carlsson (PPG) (28) R. Strome • (32) T. Terry 19:20 (16) L. Carlsson (PS) nessun assist 3° periodo nessun goal Overtime nessun goal |

- Per gli Anaheim Ducks si è trattata della 4ª sconfitta in 5 gare.[76]
- Con la sua doppietta in questa gara, Leo Carlsson ha raggiunto il suo compagno di squadra Mason McTavish in testa alla classifica dei giocatori che, nella storia dei Ducks, sono riusciti a segnare per più volte 2 o più reti in una partita ad un'età uguale o inferiore ai 21 anni: Carlsson vi è riuscito 4 volte, come McTavish. Lo stesso Carlsson è diventato anche il più giovane giocatore nella storia dei Ducks (20 anni e 82 giorni) a segnare una rete su un penalty shot (il precedente record era detenuto da Sam Steel, che il 26 marzo 2019 ne segnò uno a 21 anni e 51 giorni d'età).[76]

| Arbitri: | F. South (R) M. MacPhee (R) J. Fournier (L) B. Gawryletz (L) |

| |           | |
| 1° periodo (PPG) S. Stamkos (23) 07:07 F. Forsberg (36) • J. Marchessault (30) 2° periodo nessun goal 3° periodo nessun goal | Marcatori | 1° periodo nessun goal 2° periodo 07:29 (12) J. LaCombe (24) M. McTavish • (12) B. Leason 13:19 (19) T. Terry (15) T. Zegras • (12) P. Mintjukov 15:36 (8) T. Zegras (7) D. Helleson • (25) M. McTavish 3° periodo 19:24 (16) A. Killorn (EN) (29) R. Strome |

- Dopo questa vittoria, in cui hanno inflitto ai Nashville Predators la 4ª sconfitta consecutiva, gli Anaheim Ducks si trovano a 9 punti in classifica dietro i St. Louis Blues, ancora matematicamente in corsa per la seconda wild card di accesso ai playoff.[77]
- Coach Cronin ha potuto nuovamente schierare il portiere John Gibson, assente per un infortunio alle gambe subito nella gara del 5 marzo 2025 contro i Vancouver Canucks. Gibson ha totalizzato 33 saves con 1 solo goal subito.[77]
- Nikita Nesterenko è rimasto fuori dalla partita a causa di un malanno di stagione. La gara, allo stesso tempo, è stata la prima in maglia Ducks per Oliver Kylington, nuovo difensore acquisito da una trade con i New York Islanders del 6 marzo 2025. Kylington ha totalizzato 5:53 minuto sul ghiaccio.[77]

| Arbitri: | C. Schlenker (R) F. Charron (R) J. Tobias (L) C.J. Murray (L) |

| |           | |
| 1° periodo nessun goal 2° periodo A. Killorn (17) 13:04 J. LaCombe (25) 3° periodo T. Zegras (9) 16:37 J. Trouba (13) • O. Zellweger (10) | Marcatori | 1° periodo nessun goal 2° periodo 07:59 (10) M. Jankowski (2) T. Jost • (20) B. Burns 14:37 (13) J. Martinook (32) S. Gostisbehere • (23) L. Stankoven 3° periodo 02:32 (13) T. Hall (PPG) (14) J. Blake • (26) S. Jarvis 17:13 (14) T. Hall (20) J. Kotkaniemi • (13) J. Roslovic 18:02 (15) T. Hall (EN) (14) J. Roslovic |

- Con questa sconfitta è continuato il momento balbettante degli Anaheim Ducks, che nelle ultime 4 gare hanno perso 3 partite.[78]
- Il power play degli Anaheim Ducks non è riuscito a segnare nemmeno 1 rete (0 su 6), del resto contro quello che è il miglior penalty kill della lega (con i Carolina Hurricanes che registrano, al momento di questa gara, l'84.9% di efficacia difensiva). Addirittura, nel 1° periodo, i Ducks hanno avuto a loro disposizione 6 minuti continuativi di superiorità numerica, nei quali però gli Hurricanes sono riusciti a sopravanzarli con 11 tiri contro i 6 dei Ducks.[78]

| Arbitri: | G. Skilliter (R) C. Beach (R) J. Tobias (L) T. Baker (L) |

| |           | |
| 1° periodo (SHG) L. Carlsson (17) 17:33 A. Killorn (14) • D. Helleson (8) 2° periodo N. Nesterenko (4) 13:58 nessun assist J. LaCombe (13) 17:57 nessun assist C. Gauthier (14) 18:45 A. Killorn (15) 3° periodo L. Carlsson (18) 04:02 J. LaCombe (26) M. McTavish (19) 12:25 nessun assist | Marcatori | 1° periodo nessun goal 2° periodo 16:20 (35) D. Pastrnak (15) M. Geekie • (25) E. Lindholm 3° periodo 12:46 (26) M. Geekie (30) P. Zacha |

- Gli Anaheim Ducks sono tornati alla vittoria battendo i Boston Bruins (che non riescono a vincere da ben 7 partite consecutive). Nelle ultime 3 gare, i Ducks hanno ottenuto 2 vittorie.[79]
- Gli Anaheim Ducks sono riusciti a segnare il loro 2° short-handed goal di questa stagione (penultimi in NHL). Prima di quello segnato in questa vittoria contro i Boston Bruins, l'unico goal in inferiorità numerica segnato dai Ducks era stato siglato da Frank Vatrano il 30 gennaio 2025 contro i Calgary Flames (goal che, allo stesso tempo, ha fatto raggiungere a Vatrano quota 300 goal in NHL).[79]
- Con il suo assist sul primo dei due goal di Leo Carlsson, Alex Killorn ha raggiunto quota 300 assist nella sua carriera in NHL.[79]
- Nelle ultime 17 partite (ovvero da quando è ritornato ai Ducks dopo aver partecipato al 4 Nations Face-Off in rappresentanza della Svezia), Leo Carlsson ha messo a referto ben 16 punti (9 goal e 7 assist). In 3 partite contro i Boston Bruins in carriera, inoltre, Carlsson ha totalizzato ben 6 punti (4 goal e 2 assist).[79]
- Mason McTavish ha fatto registrare 6 punti nelle ultime 5 partite (in totale 1 goal e 5 assist).[79]
- Nelle ultime 4 partite degli Anaheim Ducks, Nikita Nesterenko è riuscito a segnare 3 reti.[79]

| Arbitri: | T. Hanson (R) M. Sullivan (R) R. Gibbons (L) B. Gawryletz (L) |

| |           | |
| 1° periodo (SHG) A. Killorn (18) 16:55 L. Carlsson (18) 2° periodo nessun goal 3° periodo L. Carlsson (19) 02:22 O. Zellweger (11) • T. Zegras (16) C. Gauthier (15) 14:12 L. Carlsson (19) • J. LaCombe (27) O. Zellweger (6) 18:15 P. Mintyukov (13) • L. Carlsson (20) Overtime M. McTavish (20) 00:59 J. LaCombe (28) • C. Gauthier (22) | Marcatori | 1° periodo 03:20 (7) A. Fox (45) A. Panarin • (14) K. Miller 18:48 (19) J.T. Miller (21) W. Cuylle • (27) A. Lafrenière 2° periodo 00:14 (16) A. Lafrenière (39) J. Miller 3° periodo 04:35 (16) M. Zibanejad (PPG) (47) A. Fox • (46) A. Panarin Overtime nessun goal |

- Grazie a ben 2 reti segnate negli ultimi 6 minuti del 3° periodo, gli Anaheim Ducks sono riusciti a trascinare la gara all'overtime, dove poi sono riusciti a portare a casa la gara infliggendo la 5ª sconfitta nelle ultime 6 partite dei New York Rangers.[80]
- Dopo aver segnato appena un solo short-handed goal in 70 partite, i Ducks sono riusciti a segnarne ben 2 in 2 gare consecutive.[80]
- È stata la prima partita di Jacob Trouba contro la sua ex-squadra, dato che i New York Rangers lo avevano ceduto ai Ducks in una trade del 6 dicembre 2024 (nella quale la squadra di Anaheim ha ceduto il difensore Urho Vaakanainen e una scelta al 4° round del Draft 2025). Lo stesso Trouba, il giocatore che in tutta la NHL ha fatto registrare più blocked shots (ben 192), è stato costretto a lasciare il ghiaccio nel 3° periodo per un infortunio alle gambe.
- Nelle ultime 18 gare, Leo Carlsson ha fatto registrare ben 20 punti (10 goal e 10 assist).[80]
- Alex Killorn è in striscia positiva da 4 partite sempre a punti (in totale 3 goal e 2 assist), eguagliando la sua migliore striscia da quando veste la maglia degli Anaheim Ducks, ovvero dalla stagione 2023-24.[80]
- Mason McTavish ha totalizzato 7 punti nelle ultime 6 gare (2 goal e 5 assist).[80]

| Arbitri: | T. Hanson (R) B. Schrader (R) B. Mills (L) J. Johnson (L) |

| |           | |
| 1° periodo nessun goal 2° periodo L. Carlsson (20) 07:50 O. Zellweger (12) • C. Gauthier (23) 3° periodo (PPG) S. Colangelo (7) 02:16 T. Zegras (17) • J. LaCombe (29) | Marcatori | 1° periodo 19:24 (8) M. Domi (4) C. Jarnkrok • (17) S. Laughton 2° periodo 06:29 (23) M. Marner nessun assist 3° periodo 11:35 (7) S. Lorentz (8) D. Kampf • (8) S. Benoit |

- Gli Anaheim Ducks hanno visto interrompersi un momentaneo momento positivo con la sconfitta subita per mano dei Toronto Maple Leafs, venendo da 2 vittorie consecutive e da 3 vittorie nelle ultime 4 gare.[81]
- L'attaccante Troy Terry è uscito per infortunio durante il 3° periodo dopo essersi scontrato fortuitamente con il suo compagno di squadra Frank Vatrano. In questa gara, inoltre, è stato assente per infortunio anche Jacob Trouba, uscito per infortunio nella precedente gara contro i New York Rangers dopo un colpo subito alle gambe. Al suo posto, coach Cronin ha schierato Oliver Kylington (in tribuna nelle ultime 4 partite), che ha disputato 12:51 minuti sul rink.[81]
- Continua ancora il momento positivo di Leo Carlsson, che in 19 gare (ovvero dal suo ritorno in squadra dopo aver vestito la maglia della Svezia nel 4 Nations Face-Off) ha totalizzato ben 21 punti (11 goal e 10 assist).[81]
- Da quando è stato richiamato dai San Diego Gulls (AHL), Sam Colangelo ha segnato ben 6 goal in 11 gare.[81]

#### Aprile 2025

##### Risultati
| Aprile 2025                                               | Aprile 2025                                               | Aprile 2025                                               | Aprile 2025                                               | Aprile 2025                                               | Aprile 2025                                               | Aprile 2025                                               | Aprile 2025                                               |
| Record aprile 2025: 5–2–2 (Casa: 3–1–0; Trasferta: 0–3–2) | Record aprile 2025: 5–2–2 (Casa: 3–1–0; Trasferta: 0–3–2) | Record aprile 2025: 5–2–2 (Casa: 3–1–0; Trasferta: 0–3–2) | Record aprile 2025: 5–2–2 (Casa: 3–1–0; Trasferta: 0–3–2) | Record aprile 2025: 5–2–2 (Casa: 3–1–0; Trasferta: 0–3–2) | Record aprile 2025: 5–2–2 (Casa: 3–1–0; Trasferta: 0–3–2) | Record aprile 2025: 5–2–2 (Casa: 3–1–0; Trasferta: 0–3–2) | Record aprile 2025: 5–2–2 (Casa: 3–1–0; Trasferta: 0–3–2) |
| Partita                                                   | Data                                                      | Avversario                                                | Punteggio                                                 | Decision                                                  | Stadio e spettatori                                       | Record                                                    | Punti                                                     |
| --------------------------------------------------------- | --------------------------------------------------------- | --------------------------------------------------------- | --------------------------------------------------------- | --------------------------------------------------------- | --------------------------------------------------------- | --------------------------------------------------------- | --------------------------------------------------------- |
| 74                                                        | 1.4.2025                                                  | Sharks                                                    | V 4–3 (SO)                                                | Dostal (22–20–5)                                          | Honda Center (15 208)                                     | 33–33–8                                                   | 74                                                        |
| 75                                                        | 3.4.2025                                                  | @ Flames                                                  | S 1–4                                                     | Gibson (10–9–1)                                           | Scotiabank Saddledome (17 174)                            | 33–34–8                                                   | 74                                                        |
| 76                                                        | 5.4.2025                                                  | @ Canucks                                                 | S 2–6                                                     | Dostal (22–21–5)                                          | Rogers Arena (18 914)                                     | 33–35–8                                                   | 74                                                        |
| 77                                                        | 7.4.2025                                                  | Oilers                                                    | V 3–2                                                     | Dostal (23–21–5)                                          | Honda Center (14 128)                                     | 34–35–8                                                   | 76                                                        |
| 78                                                        | 9.4.2025                                                  | Flames                                                    | V 4–3 (OT)                                                | Husso (1–1–0)                                             | Honda Center (15 000)                                     | 35–35–8                                                   | 78                                                        |
| 79                                                        | 10.4.2025                                                 | @ Kings                                                   | S 1–6                                                     | Dostal (23–22–5)                                          | Crypto.com Arena (18 145)                                 | 35–36–8                                                   | 78                                                        |
| 80                                                        | 13.4.2025                                                 | Avalanche                                                 | S 2–4                                                     | Dostal (23–23–5)                                          | Honda Center (17 241)                                     | 35–37–8                                                   | 78                                                        |
| 81                                                        | 15.4.2025                                                 | @ Wild                                                    | S 2–3 (OT)                                                | Dostal (23–23–6)                                          | Xcel Energy Center (19 029)                               | 35–37–9                                                   | 79                                                        |
| 82                                                        | 16.4.2025                                                 | @ Jets                                                    | 1–2 (OT)                                                  | Husso (1–1–1)                                             | Canada Life Centre (15 225)                               | 35–37–10                                                  | 80                                                        |

##### Tabellini
| Arbitri: | F. South (R) M. Markovic (R) K. Murchison (L) T. Toomey (L) |

| |           | |
| 1° periodo T. Zegras (10) 02:04 S. Colangelo (2) • M. McTavish (26) (PPG) J. LaCombe (14) 08:13 T. Zegras (18) • M. McTavish (27) S. Colangelo (8) 19:01 M. McTavish (28) • R. Gudas (14) 2° periodo nessun goal 3° periodo nessun goal Overtime nessun goal Shootout T. Zegras L. Carlsson M. McTavish | Marcatori | 1° periodo 05:28 (2) S. Mukhamadullin (10) M. Ferraro • (7) T. Dellandrea 2° periodo nessun goal 3° periodo 04:08 (1) M.-É. Vlasic (4) J. Thompson 16:46 (10) A. Wennberg (38) W. Eklund Overtime nessun goal Shootout W. Smith M. Celebrini T. Toffoli |

- Per la prima volta nella loro storia, gli Anaheim Ducks hanno vinto tutte le gare di una stagione contro i San Jose Sharks, rivali divisionali (infliggendo agli Sharks, tra l'altro, la loro 3ª sconfitta consecutiva). Con questa vittoria, inoltre, i Ducks hanno concluso la loro serie di 5 gare consecutive in casa con 3 vittorie nelle ultime 4.[82]
- Mason McTavish, oltre a mettere a segno la rete decisiva agli shootout, ha eguagliato il suo record di 3 assist messi a referto in una singola partita. Lo stesso McTavish ha totalizzato 10 punti (2 goal e 8 assist) nelle ultime 8 partite ed è il giocatore dei Ducks che in questa stagione è riuscito a mettere a referto più gare con almeno 2 punti in ognuna di esse (12 partite). In questa gara contro gli Sharks, inoltre, McTavish ha realizzato ben 11 tiri in porta (il massimo nella sua carriera in NHL, 5 tiri in più del suo precedente massimo).[82]
- Jackson LaCombe ha prolungato la sua striscia positiva di gare con almeno 1 punto a referto a 6 partite (in totale 3 goal e 5 assist). Lo stesso LaCombe ha segnato il suo 14° goal stagionale, diventando il 2° difensore nella storia dei Ducks (al pari di Scott Niedermeyer) per numero di reti segnati in una stagione (dietro soltanto a Lubomir Visnovsky, con 18 goal segnati nella stagione 2010-11).[82]
- Trevor Zegras ha messo a referto 7 punti nelle ultime 6 gare (in totale 3 goal e 4 assist).[82]
- Nelle ultime 10 gare, Sam Colangelo ha segnato ben 7 reti.[82]

| Arbitri: | K. Rehman (R) P. MacDougall (R) B. Mills (L) T. Knorr (L) |

| |           | |
| 1° periodo N. Kadri (31) 00:16 Y. Sharangovich (13) • M. Weegar (36) 2° periodo (SHG) B. Coleman (14) 10:25 nessun assist K. Rooney (5) 15:19 A. Klapka (2) • R. Lomberg (9) 3° periodo (PPG) B. Coleman (15) 01:17 Y. Sharangovich (14) • R. Andersson (19) | Marcatori | 1° periodo 08:01 (7) O. Zellweger (30) R. Strome • (33) T. Terry 2° periodo nessun goal 3° periodo nessun goal |

- Con la netta sconfitta subita per mano dei Calgary Flames, gli Anaheim Ducks sono rimasti matematicamente esclusi dalla corsa ai playoff. Con 7 gare rimaste per la conclusione della loro regular season, i Ducks hanno ottenuto 74 punti (nella stagione precedente ne avevano totalizzati 59).[83]
- Nel 2° periodo il goalie John Gibson è stato costretto ad uscire dal rink per un infortunio alle gambe (Gibson ha concesso 3 delle 4 reti totali dei Calgary Flames su 26 tiri). Al suo posto Greg Cronin ha schierato Lukas Dostal, che ha totalizzato 7 saves su 8 tiri subiti.[83]
- Con questa sconfitta si è conclusa la serie positiva di gare consecutive di Jackson LaCombe con almeno 1 punto a referto, dopo 6 gare (in totale 3 goal e 5 assist).[83]

| Arbitri: | K. Rehman (R) G. Skilliter (R) K. Murchison (L) T. Toomey (L) |

| |           | |
| 1° periodo E. Pettersson (1) 09:40 L. Karlsson (1) • D. Forbort (8) F. Hronek (5) 10:46 T. Blueger (16) (PPG) B. Boeser (25) 11:32 Q. Hughes (55) • J. Lekkerimaki (3) (PPG) C. Garland (19) 13:25 Q. Hughes (56) • B. Boeser (23) D. Joshua (6) 14:10 K. Sherwood (19) • M. Pettersson (23) 2° periodo nessun goal 3° periodo M. Sasson (3) 05:33 nessun assist | Marcatori | 1° periodo 01:21 (20) T. Terry (14) P. Mintyukov • (22) F. Vatrano 2° periodo 02:49 (11) T. Zegras (15) R. Gudas • (29) M. McTavish 3° periodo nessun goal |

- In questa sconfitta, gli Anaheim Ducks hanno concesso ben 5 reti nell'arco di 4:30 minuti di gioco nel 1° periodo, subendo in tal modo la 3ª sconfitta nelle ultime 4 gare.[84]
- Troy Terry ha messo a segno il suo 20° goal stagionale, diventando il 4° giocatore dei Ducks a raggiungere questa quota di reti nella stagione (insieme a Leo Carlsson, Mason McTavish e Frank Vatrano). Si tratta della 7ª volta che, nella storia della franchigia di Anaheim, ben 4 suoi giocatori raggiungessero quota 20 reti in una singola stagione.[84]
- Coach Cronin è stato costretto a portare in panchina il goalie Ville Husso come backup del titolare Lukas Dostal, con John Gibson assente per un infortunio alle gambe subito nella gara contro i Calgary Flames di due giorni prima. Cronin ha dovuto fare a meno anche del difensore Jacob Trouba, anche lui assente per infortunio.[84]

| Arbitri: | K. Nicholson (R) M. Markovic (R) M. Hunt (L) C. Apperson (L) |

| |           | |
| 1° periodo nessun goal 2° periodo C. Gauthier (16) 02:20 L. Carlsson (21) C. Gauthier (17) 07:10 D. Helleson (9) • I. Lundestrom (11) 3° periodo M. McTavish (20) 05:33 T. Zegras (19) | Marcatori | 1° periodo 17:51 (11) A. Henrique (33) J. Walman • (10) C. Perry 2° periodo nessun goal 3° periodo 16:29 (16) J. Skinner (50) E. Bouchard • (12) A. Henrique |

- Gli Anaheim Ducks sono tornati a vincere dopo 2 sconfitte consecutive, grazie alle 45 saves di Lukas Dostal e ai 3 goal segnati contro Olivier Rodrigue, goalie degli Edmonton Oilers al suo debutto assoluto in NHL (i quali, inoltre, hanno dovuto fare a meno, per questa partita, di Leon Draisaitl e Connor McDavid per infortunio e potendo schierare soltanto 11 attaccanti e 6 difensori). Era dalla stagione 2015-16 che gli Anaheim Ducks non riuscivano a portare a casa la loro serie contro gli Edmonton Oilers, con ben 3 vittorie ed 1 sconfitta nella regular season di questa stagione.[85]
- Nelle 4 partite contro gli Edmonton Oilers di questa stagione, Cutter Gauthier ha totalizzato ben 7 punti (3 goal e 4 assist).[85]
- Il penalty kill dei Ducks è stato in grado di non incassare nessuna rete in ben 6 power play per gli Edmonton Oilers. Tuttavia, il loro power play è stato del tutto inefficace nelle 2 occasioni di superiorità numerica avute in questa gara.[85]
- Nelle ultime 6 gare, Trevor Zegras ha totalizzato 6 punti (2 goal e 4 assist).[85]

| Arbitri: | K. Sutherland (R) J. Brenk (R) J. Mahon (L) Kilian McNamara (L) |

| |           | |
| 1° periodo nessun goal 2° periodo nessun goal 3° periodo T. Zegras (12) 11:49 O. Kylington (4) F. Vatrano (21) 16:03 O. Zellweger (13) • R. Strome (31) C. Gauthier (18) 16:11 L. Carlsson (22) • A. Killorn (16) Overtime C. Gauthier (19) 01:11 L. Carlsson (23) | Marcatori | 1° periodo nessun goal 2° periodo 14:18 (12) M. Backlund (38) M. Weegar • (6) J. Hanley 3° periodo 13:44 (14) Y. Sharangovich (14) J. Farabee • (7) J. Hanley 15:18 (23) M. Coronato (15) M. Backlund • (21) B. Coleman Overtime nessun goal |

- Gli Anaheim Ducks sono riusciti a pareggiare la gara, dopo un passivo di ben 2 reti a 4 minuti dal termine, segnandole nel giro di 8 secondi.[86]
- Coach Greg Cronin ha schierato titolare tra i pali Ville Husso, alla sua 2ª presenza per i Ducks da quando è arrivato dai Detroit Red Wings con una trade del 24 febbraio 2025 (aveva disputato il 3° periodo nella sconfitta per 7-2 contro i St. Louis Blues del 16 marzo 2025). Husso ha totalizzato 36 saves.[86]
- Per la 2ª partita consecutiva, il penalty kill dei Ducks non ha concesso nessuna rete al power play avversario in ben 6 occasioni di inferiorità numerica (0 goal su 12).[86]
- Cutter Gauthier è riuscito a segnare 2 doppiette di reti in 2 gare consecutive.[86]
- Trevor Zegras ha totalizzato 7 punti nelle ultime 7 gare (3 goal e 4 assist).[86]
- Nelle ultime 8 gare Leo Carlsson ha fatto registrare 10 punti (in totale 4 goal e 6 assist).[86]

| Arbitri: | C. Syvret (R) J. Kea (R) L. Suchánek (L) J. Mahon (L) |

| |           | |
| 1° periodo (PPG) Q. Byfield (21) 01:24 A. Kuzmenko (21) • A. Kempe (32) 2° periodo A. Kopitar (20) 02:17 M. Anderson (15) • A. Kuzmenko (22) (PPG) K. Fiala (31) 05:30 A. Kempe (33) • A. Kopitar (44) A. Laferriere (17) 16:34 M. Anderson (16) • Q. Byfield (29) 3° periodo (PPG) K. Fiala (32) 01:08 A. Kuzmenko (23) • A. Kempe (34) J. Spence (4) 10:47 P. Danault (33) • T. Moore (20) | Marcatori | 1° periodo nessun goal 2° periodo 01:46 (20) C. Gauthier (24) L. Carlsson • (17) A. Killorn 3° periodo nessun goal |

- Con la sconfitta subita per mano dei Los Angeles Kings si interrompe il momento positivo degli Anaheim Ducks, che avevano vinto le ultime 2 gare consecutive.[87]
- Gli Anaheim Ducks non sono riusciti a segnare nemmeno una rete in 4 power play in loro favore.[87]
- Cutter Gauthier è riuscito a segnare almeno una rete per la 3ª partita consecutiva.[87]
- Il difensore Jacob Trouba è tornato sul ghiaccio dopo aver saltato 3 partite per un infortunio al torace. In 19:06 minuti sul rink, Trouba ha totalizzato 1 tiro in porta.[87]

| Arbitri: | K. Rehman (R) J. Kea (R) L. Suchánek (L) M. Hunt (L) |

| |           | |
| 1° periodo M. McTavish (22) 18:52 N. Nesterenko (2) • T. Terry (34) 2° periodo S. Colangelo (9) 07:35 A. Killorn (18) • F. Vatrano (23) 3° periodo nessun goal | Marcatori | 1° periodo nessun goal 2° periodo nessun goal 3° periodo 10:05 (1) W. Aamodt (56) M. Necas • (10) J. Drury 14:34 (8) J. Drury (PPG) (10) S. Malinski • (17) C. Coyle 17:51 (17) C. Coyle (3) J. Vesey • (11) L. O'Connor 19:12 (2) E. Johnson (EN) (18) C. Coyle |

- Gli Anaheim Ducks hanno subito la loro 2ª sconfitta consecutiva concedendo ai Colorado Avalanche ben 4 reti nel 3° periodo (Avalanche, tra l'altro, in formazione rimaneggiata in attesa di esordire ai successivi playoff nel First round contro i Dallas Stars).[88]
- In questa partita ha avuto il suo esordio assoluto in NHL il difensore I. Moore, che ha disputato 15:31 minuti sul rink e ha messo a referto 3 tiri in porta. Moore è il primo giocatore che in questa stagione ha esordito in maglia Ducks (al contrario, gli Avalanche sono stati la squadra che in NHL ha fatto esordire in questa stagione il numero maggiore di giocatore, ben 9).[88]

| Arbitri: | T.J. Luxmore (R) C. Lee (R) J. Deschamps (L) K. McNamara (L) |

| |           | |
| 1° periodo M. Johansson (11) 09:47 M. Zuccarello (34) • J. Middleton (13) 2° periodo nessun goal 3° periodo J. Eriksson Ek (14) 19:38 M. Boldy (46) • M. Zuccarello (35) Overtime M. Boldy (27) 04:42 M. Johansson (23) • J. Brodin (16) | Marcatori | 1° periodo 13:48 (19) A. Killorn (24) C. Gauthier • (25) L. Carlsson 2° periodo nessun goal 3° periodo 08:45 (10) S. Colangelo (30) M. McTavish • (20) T. Zegras Overtime nessun goal |

- Gli Anaheim Ducks hanno subito la loro 3ª sconfitta consecutiva a soli 18 secondi dalla fine dell'overtime, concedendo i 2 punti in classifica necessari per qualificare i Minnesota Wild ai playoff (avevano bisogno di un solo punto per accedere matematicamente alla fase finale del campionato).[89]

| Arbitri: | F. L'Ecuyer (R) M. MacPhee (R) B. Mills (L) R. Gibbons (L) |

| |           | |
| 1° periodo nessun goal 2° periodo N. Pionk (10) 13:49 C. Perfetti (32) • V. Namestnikov (27) 3° periodo nessun goal Overtime M. Scheifele (39) 01:11 J. Morrissey (48) • K. Connor (56) | Marcatori | 1° periodo nessun goal 2° periodo nessun goal 3° periodo 05:45 (21) T. Terry (24) F. Vatrano • (1) I. Moore Overtime nessun goal |

- Con la 4ª sconfitta consecutiva (nonché la 2ª all'overtime) subita per mano dei Winnipeg Jets, si è conclusa la stagione 2024-25 degli Anaheim Ducks, che non sono riusciti ad accedere ai playoff.[90]
- Troy Terry ha concluso la stagione in testa alla classifica di squadra per punti messi a referto (55) e assist (34), mentre si è classificato al 2° posto per numero di reti segnate (21), insieme a Frank Vatrano e dietro soltanto a Mason McTavish (che ha segnato 22 goal). In 3 delle ultime 4 stagioni, Troy Terry si era sempre classificato in testa alla classifica dei goal segnati di squadra.[90]

## Recordcontro le squadre avversarie
| Western Conference | Western Conference                                      | Western Conference                                      | Western Conference                                      | Western Conference                                      | Western Conference                                      | Western Conference                                      | Western Conference                                      | Western Conference                                      | Western Conference                                      | Eastern Conference                                      | Eastern Conference                                      | Eastern Conference                                      | Eastern Conference                                      | Eastern Conference                                      | Eastern Conference                                      |
| Pacific Division   | Pacific Division                                        | Pacific Division                                        | Pacific Division                                        | Pacific Division                                        | Central Division                                        | Central Division                                        | Central Division                                        | Central Division                                        | Central Division                                        | Metropolitan Division                                   | Metropolitan Division                                   | Metropolitan Division                                   | Atlantic Division                                       | Atlantic Division                                       | Atlantic Division                                       |
| Squadra            | Casa                                                    | Casa                                                    | Trasferta                                               | Trasferta                                               | Squadra                                                 | Casa                                                    | Casa                                                    | Trasferta                                               | Trasferta                                               | Squadra                                                 | Casa                                                    | Trasferta                                               | Squadra                                                 | Casa                                                    | Trasferta                                               |
| ------------------ | ------------------------------------------------------- | ------------------------------------------------------- | ------------------------------------------------------- | ------------------------------------------------------- | ------------------------------------------------------- | ------------------------------------------------------- | ------------------------------------------------------- | ------------------------------------------------------- | ------------------------------------------------------- | ------------------------------------------------------- | ------------------------------------------------------- | ------------------------------------------------------- | ------------------------------------------------------- | ------------------------------------------------------- | ------------------------------------------------------- |
|                    |                                                         |                                                         |                                                         |                                                         | Blackhawks                                              | 1–4                                                     | 3–6                                                     | 3–2                                                     |                                                         | Hurricanes                                              | 2–5                                                     | 3–2 (OT                                                 | Bruins                                                  | 6–2                                                     | 3–2 (OT)                                                |
| Flames             | 2–3 (OT)                                                | 4–3 (OT)                                                | 1–4                                                     | 1–4                                                     | Avalanche                                               | 2–4                                                     | 2–4                                                     | 3–4 (OT)                                                |                                                         | Blue Jackets                                            | 4–2                                                     | 4–3 (OT)                                                | Sabres                                                  | 2–3 (OT)                                                | 2–3                                                     |
| Oilers             | 5–3                                                     | 3–2                                                     | 2–3                                                     | 6–2                                                     | Stars                                                   | 2–1                                                     |                                                         | 4–2                                                     | 3–4 (OT)                                                | Devils                                                  | 3–2                                                     | 2–6                                                     | Red Wings                                               | 6–4                                                     | 4–5 (OT)                                                |
| Kings              | 1–4                                                     | 1–2                                                     | 2–1 (SO)                                                | 1–6                                                     | Wild                                                    | 2–5                                                     | 1–5                                                     | 2–3 (OT)                                                |                                                         | Islanders                                               | 4–1                                                     | 3–1                                                     | Panthers                                                | 2–5                                                     | 0–3                                                     |
| Sharks             | 3–1                                                     | 4–3 (SO)                                                | 2–0                                                     |                                                         | Predators                                               | 5–2                                                     | 2–1                                                     | 4–1                                                     |                                                         | Rangers                                                 | 5–4 (OT)                                                | 1–2                                                     | Canadiens                                               | 3–2                                                     | 2–3 (SO)                                                |
| Kraken             | 2–3                                                     |                                                         | 3–2                                                     | 6–4                                                     | Blues                                                   | 3–4                                                     |                                                         | 2–5                                                     | 2–7                                                     | Flyers                                                  | 1–3                                                     | 0–6                                                     | Senators                                                | 4–3 (SO)                                                | 1–5                                                     |
| Canucks            | 1–5                                                     | 5–2                                                     | 2–3                                                     | 2–6                                                     | Utah                                                    | 5–4 (OT)                                                |                                                         | 5–4 (SO)                                                | 2–3                                                     | Penguins                                                | 5–1                                                     | 1–2 (OT)                                                | Lightning                                               | 4–1                                                     | 3–4 (SO)                                                |
| Golden Knights     | 2–3                                                     | 1–4                                                     | 1–3                                                     | 1–3                                                     | Jets                                                    | 3–2                                                     |                                                         | 4–3 (OT)                                                | 1–2 (OT)                                                | Capitals                                                | 4–7                                                     | 0–3                                                     | Maple Leafs                                             | 2–3                                                     | 2–3                                                     |
| Record             | 6–6–1 13 punti                                          | 6–6–1 13 punti                                          | 5–8–0 10 punti                                          | 5–8–0 10 punti                                          |                                                         | 5–7–0 10 punti                                          | 5–7–0 10 punti                                          | 5–3–4 14 punti                                          | 5–3–4 14 punti                                          |                                                         | 5–3–0 10 punti                                          | 3–4–1 7 punti                                           |                                                         | 5–2–1 11 punti                                          | 1–4–3 5 punti                                           |
| Division           | 11–14–1 = 23 punti                                      | 11–14–1 = 23 punti                                      | 11–14–1 = 23 punti                                      | 11–14–1 = 23 punti                                      |                                                         | 10–10–4 = 24 punti                                      | 10–10–4 = 24 punti                                      | 10–10–4 = 24 punti                                      | 10–10–4 = 24 punti                                      |                                                         | 8–7–1 = 17 punti                                        | 8–7–1 = 17 punti                                        |                                                         | 6–6–4 = 16 punti                                        | 6–6–4 = 16 punti                                        |
| Conference         | 21–25–4 (Casa: 11–13–1; Trasferta: 10–11–4) = 48 punti  | 21–25–4 (Casa: 11–13–1; Trasferta: 10–11–4) = 48 punti  | 21–25–4 (Casa: 11–13–1; Trasferta: 10–11–4) = 48 punti  | 21–25–4 (Casa: 11–13–1; Trasferta: 10–11–4) = 48 punti  | 21–25–4 (Casa: 11–13–1; Trasferta: 10–11–4) = 48 punti  | 21–25–4 (Casa: 11–13–1; Trasferta: 10–11–4) = 48 punti  | 21–25–4 (Casa: 11–13–1; Trasferta: 10–11–4) = 48 punti  | 21–25–4 (Casa: 11–13–1; Trasferta: 10–11–4) = 48 punti  | 21–25–4 (Casa: 11–13–1; Trasferta: 10–11–4) = 48 punti  |                                                         | 14–13–5 (Casa: 10–5–1; Trasferta: 4–8–4) = 33 punti     | 14–13–5 (Casa: 10–5–1; Trasferta: 4–8–4) = 33 punti     | 14–13–5 (Casa: 10–5–1; Trasferta: 4–8–4) = 33 punti     | 14–13–5 (Casa: 10–5–1; Trasferta: 4–8–4) = 33 punti     | 14–13–5 (Casa: 10–5–1; Trasferta: 4–8–4) = 33 punti     |
| Totale             | 35–37–10 (Casa: 21–18–2; Trasferta: 14–19–8) = 80 punti | 35–37–10 (Casa: 21–18–2; Trasferta: 14–19–8) = 80 punti | 35–37–10 (Casa: 21–18–2; Trasferta: 14–19–8) = 80 punti | 35–37–10 (Casa: 21–18–2; Trasferta: 14–19–8) = 80 punti | 35–37–10 (Casa: 21–18–2; Trasferta: 14–19–8) = 80 punti | 35–37–10 (Casa: 21–18–2; Trasferta: 14–19–8) = 80 punti | 35–37–10 (Casa: 21–18–2; Trasferta: 14–19–8) = 80 punti | 35–37–10 (Casa: 21–18–2; Trasferta: 14–19–8) = 80 punti | 35–37–10 (Casa: 21–18–2; Trasferta: 14–19–8) = 80 punti | 35–37–10 (Casa: 21–18–2; Trasferta: 14–19–8) = 80 punti | 35–37–10 (Casa: 21–18–2; Trasferta: 14–19–8) = 80 punti | 35–37–10 (Casa: 21–18–2; Trasferta: 14–19–8) = 80 punti | 35–37–10 (Casa: 21–18–2; Trasferta: 14–19–8) = 80 punti | 35–37–10 (Casa: 21–18–2; Trasferta: 14–19–8) = 80 punti | 35–37–10 (Casa: 21–18–2; Trasferta: 14–19–8) = 80 punti |

## Classifiche
Dati aggiornati al 27 marzo 2025.

### Pacific Division
| Pos | Squadra                  | G  | V  | S  | SOT | VTR | VRO | GF  | GS  | DR   | Punti |
| --- | ------------------------ | -- | -- | -- | --- | --- | --- | --- | --- | ---- | ----- |
| 1.  | Vegas Golden Knights (y) | 82 | 50 | 22 | 10  | 46  | 49  | 275 | 219 | +56  | 110   |
| 2.  | Los Angeles Kings (x)    | 82 | 48 | 25 | 9   | 43  | 47  | 250 | 206 | +44  | 105   |
| 3.  | Edmonton Oilers (x)      | 82 | 48 | 29 | 5   | 36  | 48  | 259 | 236 | +23  | 101   |
| 4.  | Calgary Flames (e)       | 82 | 41 | 27 | 14  | 31  | 36  | 225 | 238 | -13  | 96    |
| 5.  | Vancouver Canucks (e)    | 82 | 38 | 30 | 14  | 28  | 35  | 236 | 253 | -17  | 90    |
| 6.  | Anaheim Ducks (e)        | 82 | 35 | 37 | 10  | 24  | 31  | 221 | 263 | -42  | 80    |
| 7.  | Seattle Kraken (e)       | 82 | 35 | 41 | 6   | 28  | 33  | 247 | 265 | -18  | 76    |
| 8.  | San Jose Sharks (e)      | 82 | 20 | 50 | 12  | 14  | 18  | 210 | 315 | -105 | 52    |

Fonte: NHL

Legenda
     (y) - Squadra vincitrice della division e qualificata ai playoff.
     (x) - Squadre qualificate ai playoff.
     (e) - Squadre eliminate dall'accesso ai playoff.
Note

2 punti per vittoria, 1 punto per sconfitta subita in overtime o agli shootout, 0 punti a sconfitta nei tempi regolamentari.
A parità di punteggio, per determinare le posizioni in classifica valgono i seguenti criteri in ordine:
1. minor numero di partite disputate (solo durante la regular season)
2. maggior numero di vittorie nei tempi regolamentari (regulation wins)
3. maggior numero di vittorie nei tempi regolamentari e negli overtime
4. maggior numero di vittorie complessive
5. maggior numero di punti ottenuti negli scontri diretti; in mancanza di un pari numero di scontri diretti con una o più squadre a pari punti, non va considerata la prima gara disputata dalla squadra che ha disputato più gare delle altre a pari punti.
6. miglior differenza reti
7. maggior numero di reti segnate

Una vittoria ottenuta agli shootout vale come 1 gol segnato a favore della squadra vincitrice ed 1 subito per la squadra sconfitta.

### Wild Card
| Pos | Squadra                 | G  | V  | S  | SOT | VTR | VRO | GF  | GS  | DR   | Punti |
| --- | ----------------------- | -- | -- | -- | --- | --- | --- | --- | --- | ---- | ----- |
| 1.  | Minnesota Wild (x)      | 82 | 45 | 30 | 7   | 33  | 42  | 228 | 239 | -11  | 97    |
| 2.  | St. Louis Blues (x)     | 82 | 44 | 30 | 8   | 32  | 40  | 254 | 233 | +21  | 96    |
|     |                         |    |    |    |     |     |     |     |     |      |       |
| 3.  | Calgary Flames (e)      | 82 | 41 | 27 | 14  | 31  | 36  | 225 | 238 | -13  | 96    |
| 4.  | Vancouver Canucks (e)   | 82 | 38 | 30 | 14  | 28  | 35  | 236 | 253 | -17  | 90    |
| 5.  | Utah Mammoth (e)        | 82 | 38 | 31 | 13  | 30  | 37  | 241 | 251 | -10  | 89    |
| 6.  | Anaheim Ducks (e)       | 82 | 35 | 37 | 10  | 24  | 31  | 221 | 263 | -42  | 80    |
| 7.  | Seattle Kraken (e)      | 82 | 35 | 41 | 6   | 28  | 33  | 247 | 265 | -18  | 76    |
| 8.  | Nashville Predators (e) | 82 | 33 | 44 | 8   | 24  | 28  | 214 | 274 | -60  | 68    |
| 9.  | Chicago Blackhawks (e)  | 82 | 25 | 46 | 11  | 20  | 23  | 226 | 296 | -70  | 61    |
| 10. | San Jose Sharks (e)     | 82 | 20 | 50 | 12  | 14  | 18  | 210 | 315 | -105 | 52    |

Fonte: NHL

Legenda
     (x) - Squadre qualificate ai playoff.
     (e) - Squadre eliminate dall'accesso ai playoff.
Note

2 punti per vittoria, 1 punto per sconfitta subita in overtime o agli shootout, 0 punti a sconfitta nei tempi regolamentari.
A parità di punteggio, per determinare le posizioni in classifica valgono i seguenti criteri in ordine:
1. minor numero di partite disputate (solo durante la regular season)
2. maggior numero di vittorie nei tempi regolamentari (regulation wins)
3. maggior numero di vittorie nei tempi regolamentari e negli overtime
4. maggior numero di vittorie complessive
5. maggior numero di punti ottenuti negli scontri diretti; in mancanza di un pari numero di scontri diretti con una o più squadre a pari punti, non va considerata la prima gara disputata dalla squadra che ha disputato più gare delle altre a pari punti.
6. miglior differenza reti
7. maggior numero di reti segnate

Una vittoria ottenuta agli shootout vale come 1 gol segnato a favore della squadra vincitrice ed 1 subito per la squadra sconfitta.

## Transactions

### Giugno 2024
| Giugno 2024 | Giugno 2024 |
| Data        | Movimento |
| ----------- | --- |
| 28.6.2024   | - Trade: I Ducks ricevono dai Toronto Maple Leafs una scelta al 1º giro (la n. 23), cedendo in cambio una scelta al 1º giro (la n. 31) e una al 2º giro (la n. 58) - Scelti al 1º giro del Draft 2024 il RW Beckett Sennecke (3ª scelta assoluta) e il D Stian Solberg (23ª scelta assoluta) - Scelto al 2º giro del Draft 2024 il C Lucas Pettersson (35ª scelta assoluta) - Scelti al 3º giro del Draft 2024 il RW Maxim Massé (66ª scelta assoluta) e il C Ethan Procyszyn (68ª scelta assoluta) |
| 29.6.2024   | - Scelto al 3º giro del Draft 2024 il D Tarin Smith (79ª scelta assoluta) - Scelto al 4º giro del Draft 2024 il C Alexandre Blais (100ª scelta assoluta) - Scelto al 6º giro del Draft 2024 il RW Austin Burnevik (182ª scelta assoluta) - Scelto al 7º giro del Draft 2024 il D Darels Uljanskis (214ª scelta assoluta) |
| 30.6.2024   | - Prolungato di 1 anno il contratto con il C Isac Lundeström |

### Luglio 2024
| Luglio 2024 | Luglio 2024 |
| Data        | Movimento |
| ----------- | --- |
| 28.6.2024   | - Prolungati di 1 anno i contratti con il D Urho Vaakanainen e il RW Brett Leason |
| 2.7.2024    | - Trade: I Ducks ricevono dai Seattle Kraken il D Brian Dumoulin, cedendo in cambio una scelta al 4º giro del Draft 2026 - Firmato il C Jansen Harkins (free agent) con un contratto di 2 anni                |
| 3.7.2024    | - Trade: I Ducks ricevono dai Detroit Red Wings il C Robby Fabbri e una scelta al 4º giro del Draft 2024 (conditional), cedendo in cambio il G Gage Alexander - Firmato il RW Carson Meyer (two-way contract) |
| 5.7.2024    | - Firmati il RW Beckett Sennecke e il D Stian Solberg (entry-level contract) - Prolungato di 1 anno il contratto del LW Pavel Regenda                                                                         |
| 15.7.2024   | - Prolungato di 1 anno il contratto del C Nikita Nesterenko - Prolungato di 2 anni il contratto del D Jackson Lacombe                                                                                         |

### Agosto 2024
| Agosto 2024      | Agosto 2024 |
| Data             | Movimento   |
| ---------------- | ----------- |
| nessun movimento |             |

### Settembre 2024
| Settembre 2024 | Settembre 2024 |
| Data           | Movimento |
| -------------- | --- |
| 5.9.2024       | - Firmato il G Oskar Dansk (two-way contract) |
| 11.9.2024      | - Firmato il D Mark Pysyk (tryout agreement) - Firmato il LW Boris Katchouk (tryout agreement) - Firmato il D Gustav Lindström (tryout agreement) |
| 22.9.2024      | - Ceduti il LW/C Alexandre Blais al Rimouski Océanic (QMJHL), il RW Maxim Massé ai Chicoutimi Saguenéens (QMJHL), il D Vojtech Port ai Moose Jaw Warriors (WHL), il C Ethan Procyszyn ai North Bay Battalion (OHL) e il D Tarin Smith agli Everett Silvertips (WHL) - Tagliati il C Thomas Desruisseaux, il RW Simon Lovsin, il G Michael McIvor, il D Loic Usereau e il RW/C Jaxsin Vaughan |
| 27.9.2024      | - Trasferito agli Erie Otters (OHL) il C Carey Terrance |
| 29.9.2024      | - Trasferiti ai San Diego Gulls (AHL) il RW Judd Caulfield, il LF Ruslan Gazizov, il D Dillon Heatherington, il D Tyson Hinds, il RW Travis Howe, il C Josh Lopina, il LW Nico Myatovic, il D Roland McKeown, il LW Sasha Pastujov, il RW Coulson Pitre, il D Konnor Smith e il RW Jaxsen Wieben                                                                                             |

### Ottobre 2024
| Ottobre 2024 | Ottobre 2024 |
| Data         | Movimento |
| ------------ | --- |
| 1.10.2024    | - Trasferiti ai San Diego Gulls (AHL) il D Drew Helleson, il C Jan Mysak e il LW Yegor Sidorov - Inserito nella lista dei waivers il RW Carson Meyer |
| 2.10.2024    | - Trasferito ai San Diego Gulls (AHL) il RW Carson Meyer (cleared waivers) |
| 4.10.2024    | - Inserito nella lista dei waivers il C Jansen Harkins |
| 5.10.2024    | - Trasferiti ai San Diego Gulls (AHL) il C/RW Nathan Gaucher, il RW/C Sam Colangelo e il C Nikita Nesterenko - Inserito nella lista dei waivers il G Oscar Dansk - Trasferito ai San Diego Gulls (AHL) il C Jansen Harkins (cleared waivers) - Trasferito agli Oshawa Generals (OHL) il RW Beckett Sennecke - Tagliati il D Gustav Lindström e il D Mark Pysyk (tryout agreement) |
| 6.10.2024    | - Trasferito ai San Diego Gulls (AHL) il G Oscar Dansk (cleared waivers) |
| 7.10.2024    | - Selezionato dai waivers dei Buffalo Sabres il G James Reimer - Inserito nella Injured Reserve List il G John Gibson (appendicite) - Trasferito ai San Diego Gulls (AHL) il G Calle Clang |
| 18.10.2024   | - Inserito nella Injured Reserve List il RW Frank Vatrano (motivi familiari) - Richiamato dai San Diego Gulls il C Jansen Harkins |
| 19.10.2024   | - Rimosso dalla Injured Reserve List e reinserito nell'Active Roster il RW Frank Vatrano - Trasferito ai San Diego Gulls il C Jansen Harkins |

### Novembre 2024
| Novembre 2024 | Novembre 2024 |
| Data          | Movimento |
| ------------- | --- |
| 1.11.2024     | - Trasferito ai San Diego Gulls (AHL) il D Tristan Luneau                                                                                     |
| 8.11.2024     | - Rimosso dalla Injury Reserve List il G John Gibson e inserito nell'active roster                                                            |
| 12.11.2024    | - Inserito nella lista dei waivers il G James Reimer - Inseriti nella Injury Reserve List il C Robby Fabbri e il D Cam Fowler                 |
| 13.11.2024    | - Richiamati dai San Diego Gulls (AHL) il C Jansen Harkins e il D Drew Helleson - Chiamato il G James Reimer dai Buffalo Sabres (waivers)     |
| 17.11.2024    | - Inserito nella Injury Reserve List il C Mason McTavish - Richiamati dai San Diego Gulls (AHL) il RW Sam Colangelo e il D Tyson Hinds        |
| 18.11.2024    | - Trasferito ai San Diego Gulls (AHL) il RW Sam Colangelo                                                                                     |
| 19.11.2024    | - Richiamato dai San Diego Gulls (AHL) il RW Sam Colangelo                                                                                    |
| 20.11.2024    | - Trasferito ai San Diego Gulls (AHL) il D Tyson Hinds                                                                                        |
| 23.11.2024    | - Trasferito ai San Diego Gulls (AHL) il C Jansen Harkins                                                                                     |
| 25.11.2024    | - Rimosso dalla Injury Reserve List il C Mason McTavish e inserito nell'active roster - Inserito nella Injury Reserve List il LW Brock McGinn |
| 26.11.2024    | - Richiamato dai San Diego Gulls (AHL) il D Tyson Hinds                                                                                       |
| 30.11.2024    | - Trasferito ai San Diego Gulls (AHL) il D Tyson Hinds                                                                                        |

### Dicembre 2024
| Dicembre 2024 | Dicembre 2024 |
| Data          | Movimento |
| ------------- | --- |
| 4.12.2024     | - Rimosso dalla Injury Reserve List il D Cam Fowler e inserito nell'active roster - Inserito nella Injury Reserve List il D Urho Vaakanainen |
| 6.12.2024     | - Trade: I Ducks ricevono dai New York Rangers il D Jacob Trouba, cedendo in cambio il D Urho Vaakanainen e una scelta al 4º giro del Draft 2025 - Rimosso dalla Injury Reserve List il LW Brock McGinn e inserito nell'active roster - Inserito nella Injury Reserve List il C Trevor Zegras |
| 7.12.2024     | - Rimosso dalla Injury Reserve List il LW Brock McGinn e inserito nell'active roster - Inserito nella Injury Reserve List il C Trevor Zegras |
| 12.12.2024    | - Rimosso dalla Injury Reserve List il C Robby Fabbri e inserito nell'active roster - Trasferito ai San Diego Gulls (AHL) il RW Sam Colangelo |
| 14.12.2024    | - Trade: I Ducks ricevono dai St. Louis Blues il D Jérémie Biakabutuka e una scelta al 2º giro del Draft 2027, cedendo in cambio il D Cam Fowler e una scelta al 4º giro del Draft 2027 - Trasferito ai San Diego Gulls (AHL) il D Jérémie Biakabutuka                                        |
| 28.12.2024    | - Richiamato dai San Diego Gulls (AHL) il G Calle Clang |
| 29.12.2024    | - Inserito nella Injury Reserve List il LW Brock McGinn |
| 30.12.2024    | - Trasferito ai San Diego Gulls (AHL) il G Calle Clang |

### Gennaio 2025
| Gennaio 2025 | Gennaio 2025 |
| Data         | Movimento |
| ------------ | --- |
| 1.1.2025     | - Richiamato dai San Diego Gulls (AHL) il C Nikita Nesterenko |
| 5.1.2025     | - Prolungato di 3 anni il contratto del LW Frank Vatrano |
| 8.1.2025     | - Richiamato dai San Diego Gulls (AHL) il RW Sam Colangelo |
| 20.1.2025    | - Trasferito ai San Diego Gulls (AHL) il RW Sam Colangelo |
| 22.1.2025    | - Trade: I Ducks cedono il LW Pavol Regenda ai San Jose Sharks, in cambio del RW Justin Bailey - Rimosso dalla Injury Reserve List il C Trevor Zegras e inserito nell'active roster |
| 24.1.2025    | - Trasferito ai San Diego Gulls (AHL) il C Nikita Nesterenko |
| 31.1.2025    | - Trasferito a titolo di prestito al Biel (Svizzera) il D Rodwin Dionicio |

### Febbraio 2025
| Febbraio 2025 | Febbraio 2025 |
| Data          | Movimento |
| ------------- | --- |
| 23.2.2025     | - Richiamato dai San Diego Gulls (AHL) il G Oscar Dansk |
| 24.2.2025     | - Trade - I Ducks acquistano dai Detroit Red Wings il G Ville Husso in cambio di future considerations e trasferito ai San Diego Gulls (AHL) - Sospeso per 3 partite il C Trevor Zegras |
| 27.2.2025     | - Inserito nella Injury Reserve List il LW Robby Fabbri - Richiamato dai San Diego Gulls (AHL) il RW Sam Colangelo                                                                      |
| 28.2.2025     | - Trasferito ai San Diego Gulls (AHL) il G Oscar Dansk |

### Marzo 2025
| Marzo 2025 | Marzo 2025 |
| Data       | Movimento |
| ---------- | --- |
| 6.3.2025   | - Trade - I Ducks cedono ai New Jersey Devils il D Brian Dumoulin in cambio di una scelta al 2° giro del Draft 2025 (la migliore tra quella degli Oilers e dei Jets) e il diritto di firmare il LW/RW Herman Träff |
| 7.3.2025   | - Richiamato dai San Diego Gulls (AHL) il G Ville Husso |
| 8.3.2025   | - Trasferito ai San Diego Gulls (AHL) il G Ville Husso |
| 9.3.2025   | - Richiamato dai San Diego Gulls (AHL) il G Ville Husso |
| 10.3.2025  | - Trasferito ai San Diego Gulls (AHL) il G Ville Husso |
| 11.3.2025  | - Richiamato dai San Diego Gulls (AHL) il G Ville Husso |
| 14.3.2025  | - Richiamato dai San Diego Gulls (AHL) il C Nikita Nesterenko |
| 17.3.2025  | - Trasferito dai San Diego Gulls (AHL) ai Tulsa Oilers (ECHL) il D Jeremie Biakabutuka |
| 19.3.2025  | - Inserito nel roster dei San Diego Gulls (AHL) il D Will Francis |
| 20.3.2025  | - Rimosso dalla Injury Reserve List il G John Gibson e inserito nell'active roster - Trasferito ai San Diego Gulls (AHL) il G Ville Husso                                                                          |
| 21.3.2025  | - Inserito nel roster dei San Diego Gulls (AHL) il D Ian Moore |

### Aprile 2025
| Aprile 2025 | Aprile 2025 |
| Data        | Movimento |
| ----------- | --- |
| 4.4.2025    | - Richiamato dai San Diego Gulls (AHL) il G Ville Husso - Richiamato dal prestito all'Oulun Kärpät (Liiga) il G Damian Clara e trasferito ai San Diego Gulls (AHL) |
| 9.4.2025    | - Firmato con un entry-level contract il C Carey Terrance (2nd round pick del Draft 2023)                                                                          |
| 12.4.2025   | - Firmato con un entry-level contract il D Ian Moore (3nd round pick del Draft 2020)                                                                               |
| 14.4.2025   | - Firmato con un entry-level contract il C Tim Washe (undrafted)                                                                                                   |
| 15.4.2025   | - Firmato con un entry-level contract il D Konnor Smith (undrafted)                                                                                                |
| 17.4.2025   | - Trasferiti ai San Diego Gulls (AHL) il C Nikita Nesterenko e il RW Sam Colangelo                                                                                 |

## Draft
| Scelte dei Ducks nel Draft 2024 | Scelte dei Ducks nel Draft 2024 | Scelte dei Ducks nel Draft 2024 | Scelte dei Ducks nel Draft 2024 | Scelte dei Ducks nel Draft 2024 | Scelte dei Ducks nel Draft 2024         |
| Giro                            | Scelta                          | Giocatore                       | Ruolo                           | Nazionalità                     | College/Junior/Squadra (Lega)           |
| ------------------------------- | ------------------------------- | ------------------------------- | ------------------------------- | ------------------------------- | --------------------------------------- |
| 1                               | 3                               | Beckett Sennecke                | RW                              | Canada                          | Oshawa Generals (OHL)                   |
| 1                               | 23                              | Stian Solberg                   | D                               | Norvegia                        | Vålerenga Ishockey (EliteHockey Ligaen) |
| 2                               | 35                              | Lucas Pettersson                | C                               | Svezia                          | Modo Hockey (J20 Nationell)             |
| 3                               | 66                              | Maxim Masse                     | RW                              | Canada                          | Chicoutimi Saguenéens (QMJHL)           |
| 3                               | 68                              | Ethan Procyszyn                 | C                               | Canada                          | North Bay Battalion (OHL)               |
| 3                               | 79                              | Tarin Smith                     | D                               | Canada                          | Everett Silvertips (WHL)                |
| 4                               | 100                             | Alexandre Blais                 | C                               | Canada                          | Rimouski Océanic (QMJHL)                |
| 6                               | 182                             | Austin Burnevik                 | RW                              | Stati Uniti                     | Madison Capitols (USHL)                 |
| 7                               | 214                             | Darels Uljanskis                | D                               | Lettonia                        | AIK IF (J20 Nationell)                  |

## Statistiche
Fonti: NHL - Hockey Reference

### Statistiche di squadra
| Competizione   | In casa | In casa | In casa | In casa | In casa | In casa | In casa | In casa | In casa | In trasferta | In trasferta | In trasferta | In trasferta | In trasferta | In trasferta | In trasferta | In trasferta | In trasferta | Totale | Totale | Totale | Totale | Totale | Totale | Totale | Totale | Totale |
| Competizione   | GP      | W       | WO      | LO      | L       | GF      | GA      | GD      | PTS     | GP           | W            | WO           | LO           | L            | GF           | GA           | GD           | PTS          | GP     | W      | WO     | LO     | L      | GF     | GA     | GD     | PTS    |
| -------------- | ------- | ------- | ------- | ------- | ------- | ------- | ------- | ------- | ------- | ------------ | ------------ | ------------ | ------------ | ------------ | ------------ | ------------ | ------------ | ------------ | ------ | ------ | ------ | ------ | ------ | ------ | ------ | ------ | ------ |
| Regular season | 41      | 16      | 5       | 2       | 18      | 123     | 128     | -5      | 44      | 41           | 8            | 6            | 8            | 19           | 98           | 135          | -37          | 36           | 82     | 24     | 11     | 10     | 37     | 221    | 263    | -42    | 80     |
| Totale         | 41      | 16      | 5       | 2       | 18      | 123     | 128     | -5      | 44      | 41           | 8            | 6            | 8            | 19           | 98           | 135          | -37          | 36           | 82     | 24     | 11     | 10     | 37     | 221    | 263    | -42    | 80     |

### Statistiche individuali

#### Regular season

##### Skaters
| Giocatore      | GP | G   | A   | PTS | +/- | PIM | SOG  | S%   | TOI     | ATOI  | FOW  | FOL  | FO%  | BLK  | HIT  |
| -------------- | -- | --- | --- | --- | --- | --- | ---- | ---- | ------- | ----- | ---- | ---- | ---- | ---- | ---- |
| L. Carlsson    | 76 | 20  | 25  | 45  | +6  | 14  | 114  | 17.5 | 1234:16 | 16:14 | 302  | 428  | 41.4 | 36   | 24   |
| S. Colangelo   | 32 | 10  | 2   | 12  | -4  | 2   | 41   | 24.4 | 399:34  | 12:29 | 4    | 11   | 26.7 | 17   | 67   |
| R. Fabbri      | 44 | 8   | 8   | 16  | -6  | 20  | 65   | 12.3 | 713:00  | 16:12 | 71   | 85   | 45.5 | 29   | 58   |
| C. Gauthier    | 82 | 20  | 24  | 44  | +8  | 20  | 190  | 10.5 | 1160:45 | 14:09 | 21   | 35   | 37.5 | 51   | 68   |
| R. Gudas       | 81 | 1   | 15  | 16  | +4  | 86  | 89   | 1.1  | 1609:07 | 19:52 | 0    | 0    | –    | 178  | 261  |
| J. Harkins     | 62 | 2   | 4   | 6   | -13 | 21  | 49   | 4.1  | 677:30  | 10:56 | 117  | 102  | 53.4 | 41   | 136  |
| D. Helleson    | 56 | 4   | 9   | 13  | +6  | 47  | 63   | 6.3  | 915:40  | 16:21 | 0    | 0    | –    | 73   | 99   |
| R. Johnston    | 43 | 1   | 3   | 4   | -2  | 72  | 9    | 11.1 | 373:43  | 8:41  | 0    | 2    | 0.0  | 20   | 134  |
| A. Killorn     | 82 | 19  | 18  | 37  | +12 | 30  | 134  | 14.2 | 1416:38 | 17:17 | 8    | 13   | 38.1 | 23   | 77   |
| O. Kylington   | 6  | 0   | 1   | 1   | +1  | 4   | 2    | 0.0  | 64:45   | 10:48 | 0    | 0    | –    | 3    | 1    |
| J. LaCombe     | 75 | 14  | 29  | 43  | 0   | 28  | 134  | 10.4 | 1672:33 | 22:18 | 0    | 1    | 0.0  | 129  | 69   |
| B. Leason      | 62 | 5   | 12  | 17  | -2  | 22  | 79   | 6.3  | 804:50  | 12:59 | 23   | 58   | 28.4 | 44   | 64   |
| I. Lundestrom  | 79 | 4   | 11  | 15  | -12 | 10  | 60   | 6.7  | 1070:14 | 13:33 | 442  | 494  | 47.2 | 68   | 48   |
| T. Luneau      | 6  | 0   | 0   | 0   | -5  | 2   | 6    | 0.0  | 99:20   | 16:33 | 0    | 0    | –    | 9    | 5    |
| B. McGinn      | 26 | 4   | 4   | 8   | +1  | 0   | 30   | 13.3 | 304:25  | 11:43 | 1    | 7    | 12.5 | 28   | 61   |
| M. McTavish    | 76 | 22  | 30  | 52  | 0   | 38  | 180  | 12.2 | 1282:33 | 16:53 | 487  | 474  | 50.7 | 31   | 70   |
| I. Moore       | 3  | 0   | 1   | 1   | +1  | 0   | 4    | 0.0  | 40:55   | 13:38 | 0    | 0    | –    | 1    | 1    |
| P. Mintyukov   | 68 | 5   | 14  | 19  | -4  | 20  | 69   | 7.2  | 1196:36 | 17:36 | 0    | 0    | –    | 92   | 81   |
| N. Nesterenko  | 20 | 4   | 2   | 6   | -4  | 2   | 20   | 20.0 | 206:20  | 10:19 | 0    | 3    | 0.0  | 7    | 46   |
| R. Strome      | 82 | 10  | 31  | 41  | -3  | 70  | 137  | 7.3  | 1367:59 | 16:41 | 511  | 715  | 41.7 | 36   | 52   |
| T. Terry       | 77 | 21  | 34  | 55  | 0   | 20  | 188  | 11.2 | 1451:23 | 18:51 | 12   | 20   | 37.5 | 29   | 7    |
| J. Trouba      | 53 | 1   | 7   | 8   | -5  | 44  | 65   | 1.5  | 1099:44 | 20:45 | 0    | 0    | –    | 140  | 125  |
| F. Vatrano     | 81 | 21  | 24  | 45  | -9  | 80  | 234  | 9.0  | 1421:10 | 17:33 | 16   | 18   | 47.1 | 69   | 169  |
| T. Washe       | 2  | 0   | 0   | 0   | 0   | 0   | 2    | 0.0  | 15:28   | 7:44  | 4    | 4    | 50.0 | 0    | 4    |
| T. Zegras      | 57 | 12  | 20  | 32  | -8  | 23  | 98   | 12.2 | 971:14  | 17:02 | 68   | 118  | 36.6 | 27   | 50   |
| O. Zellweger   | 62 | 7   | 13  | 20  | +1  | 20  | 130  | 5.4  | 1175:25 | 18:58 | 0    | 0    | –    | 72   | 37   |
| B. Dumoulin    | 61 | 2   | 14  | 16  | +2  | 10  | 57   | 3.5  | 1207:20 | 19:48 | 0    | 0    | –    | 91   | 60   |
| C. Fowler      | 17 | 0   | 4   | 4   | -7  | 6   | 17   | 0.0  | 358:03  | 21:04 | 0    | 0    | –    | 29   | 2    |
| U. Vaakanainen | 5  | 0   | 1   | 1   | 0   | 2   | 3    | 0.0  | 67:59   | 13:36 | 0    | 0    | –    | 7    | 0    |
| Totali         | –  | 217 | 361 | 578 | -42 | 731 | 2270 | 9.6  | –       | –     | 2087 | 2588 | 44.6 | 1380 | 1876 |

##### Goalies
| Giocatore | GP | GS | W  | L  | GA  | SA   | SV   | SV%  | GAA  | SO | MIN     |
| --------- | -- | -- | -- | -- | --- | ---- | ---- | ---- | ---- | -- | ------- |
| L. Dostal | 29 | 28 | 11 | 11 | 72  | 811  | 739  | .911 | 2.77 | 0  | 1562:09 |
| J. Gibson | 54 | 49 | 23 | 23 | 158 | 1625 | 1467 | .903 | 3.10 | 1  | 3057:39 |
| V. Husso  | 4  | 3  | 1  | 1  | 10  | 134  | 124  | .925 | 2.99 | 0  | 200:57  |
| J. Reimer | 2  | 2  | 0  | 2  | 9   | 66   | 57   | .864 | 4.50 | 0  | 120:00  |
| Totali    | –  | –  | 35 | 37 | 249 | 2636 | 2387 | .906 | 3.02 | 1  | –       |